# História da Sociedade Esportiva Palmeiras

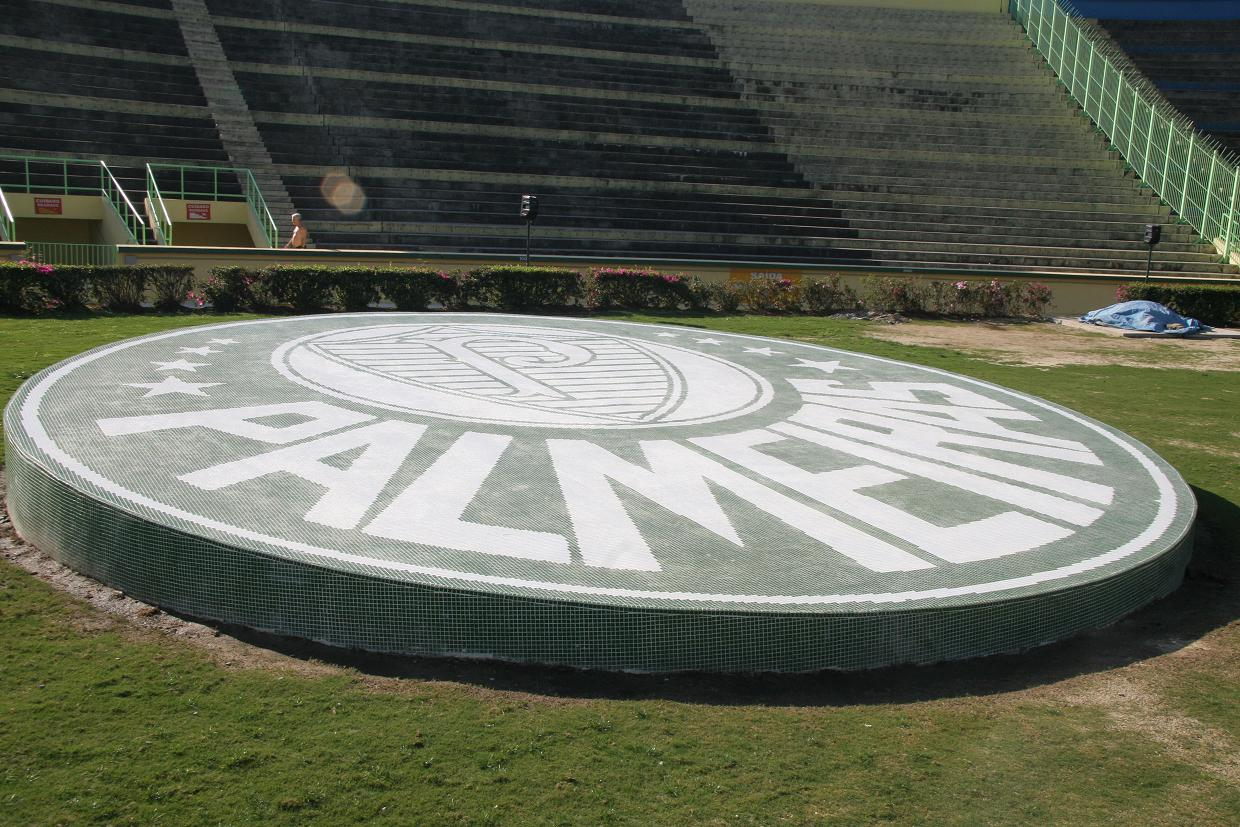
Símbolo do Palmeiras em formato de mosaico no antigo Estádio Palestra Itália

O artigo a seguir visa cobrir a história da Sociedade Esportiva Palmeiras, clube poliesportivo brasileiro, localizado na cidade de São Paulo.
Fundado por imigrantes italianos em 26 de agosto de 1914 com o nome de Palestra Italia, o clube alviverde foi forçado a mudar de nome em 1942, devido altercações com o governo brasileiro, e passou a chamar-se Sociedade Esportiva Palmeiras.
O Palmeiras é um dos clubes mais vencedores do Brasil, sendo o maior campeão nacional, com 18 títulos. Entre as maiores conquistas da sua história estão o Mundial Interclubes de 1951, as Copas Libertadores da América de 1999, 2020 e 2021, 12 Campeonatos Brasileiros e 4 Copas do Brasil.

## Nasce o Palestra Itália (1914–1942)

### Início

"Cruz de Savoia", foi o distintivo utilizado pelo Palestra Itália em 1916.

O Palestra Italia (em italiano a palavra Itália não é acentuada) foi fundado em 26 de agosto de 1914 por imigrantes da colônia italiana da cidade de São Paulo. A sua fundação se deu pela presença de dois times italianos no Brasil, no caso o Pro Vercelli e o Torino, que serviram de inspiração para que fosse criado um time que representasse a colônia italiana no campeonato paulista. Os principais nomes da fundação do Palestra foram: Luigi Cervo e Luigi Marzo, funcionários das Indústrias Matarazzo, mais Vincenzo Ragognetti, jornalista, e Ezequiel Simone, que era o mais velho deles e membro de várias entidades de cultura italiana da época. A ata de fundação, por sinal, é redigida em italiano. O primeiro presidente foi Ezequiel Simone, que ficou apenas dezenove dias no cargo. A fundação ocorreu após duas reuniões, a primeira ocorrida no dia 19 de agosto de 1914, onde discutiram a função do clube. Uma parte dos presentes defendia a ideia de que o clube deveria ter finalidade social e cultural, enquanto outra parte defendia a finalidade esportiva, direcionada para o futebol. Para definirem a situação, marcaram uma nova reunião para a semana seguinte, dia 26 de agosto de 1914, data considerada oficialmente como a de fundação. Ambas reuniões ocorreram na rua Marechal Deodoro, número 2, no Salão Alhambra, região da Praça da Sé.
A imensa maioria dos fundadores eram italianos e descendentes, e trabalhavam nas Indústrias Reunidas Matarazzo. Havia o português Francisco Camargo, que também trabalhava na Matarazzo, participou da reunião de fundação e fora eleito diretor. Nenhum deles era filiado a qualquer outro clube de futebol, com exceção de Luigi Cervo, que fora sócio e jogador do segundo quadro do Internacional de SP. Entre os demais fundadores do Palestra haviam apenas membros do Esperia, clube italiano de regatas, como o esportista Delfo Betti.
Entre agosto de 1914 a janeiro de 1915 o Palestra Itália tratou de organizar seu elenco de jogadores, bem como sua apresentação para a cidade e principalmente para a colônia italiana residente em São Paulo. O grande baile de inauguração aconteceu nos salões da "Germânia" - localizado na rua "Dom José de Barros", alugado na época por 300 mil réis - com uma festa realizada no dia 9 de janeiro.

### As primeiras partidas

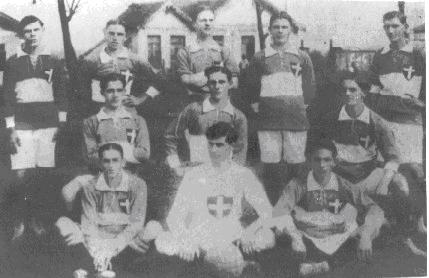
Palestra Itália em 1916

Nos primeiros quatro meses de existência, os fundadores e primeiros sócios trataram de realizar jogos treinos em um campo alugado na Vila Mariana. Esse campo ficava situado onde hoje localiza-se a Vila Clementino, muito próximo da atual área do Parque do Ibirapuera. Em 24 de janeiro de 1915, o Palestra Italia disputa o seu primeiro amistoso, contra o Savoia, de Sorocaba (que hoje é chamado Clube Atlético Votorantim, pois a equipe tinha sua sede no atual município de Votorantim, à época distrito de Sorocaba) e vence por 2 a 0, com gols de Bianco e Alegretti. O escudo adotado é a Cruz de Savoia.

Distintivo utilizado pelo Palestra Itália entre 1917 e 1942

Em 1915, sem conseguir uma vaga no campeonato da APEA, o Palestra Itália realizou apenas partidas amistosas. Mas no início de 1916, o clube aproveitou-se de uma situação de dificuldade da Associação Paulista de Esportes Atléticos, que na época era quem comandava o futebol dos grandes clubes paulistas, causada pela desativação do Velódromo, local onde eram disputadas as partidas do campeonato. Os dirigentes palestrinos articularam um apoio das Indústrias Matarazzo para remover e transportar as arquibancadas do Velódromo para a Chácara da Floresta, pertencente à A. A. Palmeiras, e assim obteve apoio para seu ingresso na Liga da elite do futebol paulistano.
A estreia no campeonato aconteceu no dia 13 de Maio, na própria "Chácara Floresta", em partida contra a Associação Atlética Mackenzie College, empatando em 1 a 1. A escalação do time foi a seguinte: Julio Fabbrini; Grimaldi e Ricco (capitão); Fabbi II, Bianco e De Biase; Gobbato, Valle II, Vescovini, Bernardini e Cestari.
Em 1917, a camisa muda sua aparência, saindo a faixa horizontal branca existente até então, e o escudo passa a ser um círculo com as iniciais P e I, no lugar da Cruz de Savóia. A equipe se reforça, e o Palestra conquista o primeiro vice campeonato. O ano marca também o primeiro confronto contra aquele que se tornaria seu maior rival, o Corinthians, em duas partidas, duas vitórias, 3 a 0 e 3 a 1. Dois anos depois, em 1919, o Palestra volta a ser vice-campeão.

### As primeiras conquistas

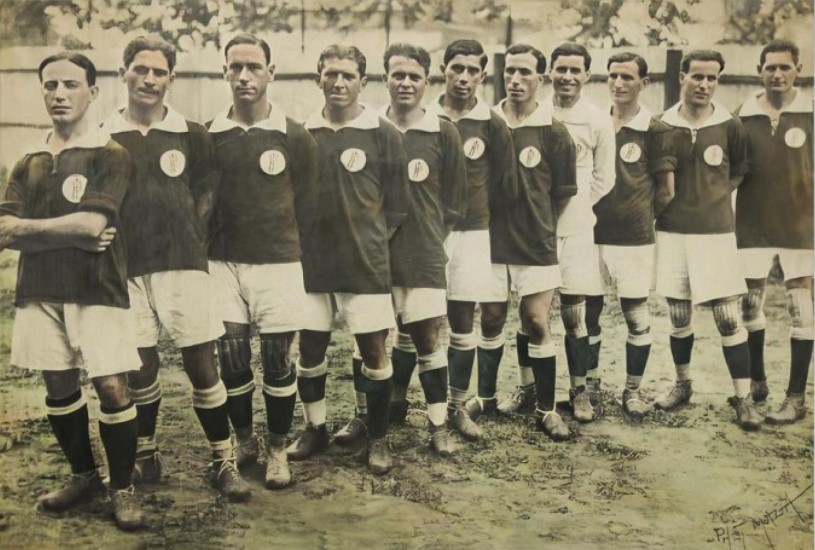
Equipe do Palestra Itália campeã paulista de 1920

Em 26 de Abril de 1920, o Palestra Italia adquire 150 mil metros quadrados do terreno pertencente à Companhia Antarctica Paulista, incluindo o estádio do Parque da Antarctica, então formado por arquibancadas de madeira.
No final do mesmo ano, conquista seu primeiro título, numa final dramática contra o poderoso Paulistano, tetracampeão paulista de 1916 a 1919. As duas equipes terminaram empatadas em pontos, obrigando a realização de uma partida extra, vencida pelos palestrinos por 2 a 1, com gols de Martinelli e Forte, quebrando a hegemonia do rival. 
Em 1921 o time conquista a Taça Competência (disputa entre o campeão da capital contra o campeão do interior). No triênio 1921, 1922 e 1923 o Palestra Italia é vice-campeão três vezes seguidas do campeonato paulista.  
O ano de 1925 marcou a estreia do Palestra em campos internacionais, já que o clube excursionou pela Argentina e pelo Uruguai. Já em 1926, consegue o clube de novo o título paulista com uma campanha indiscutível: nove vitórias em nove partidas, 33 gols, tendo Heitor como artilheiro com dezoito gols. Em 1927, nova conquista, e o primeiro bicampeonato paulista de sua história. Além disso, o time também vence as duas Taças Competências disputadas nos anos 1927 e 1928, além da Taça dos Campeões Estaduais São Paulo-Rio de Janeiro, em 1926, contra o São Cristóvão. 

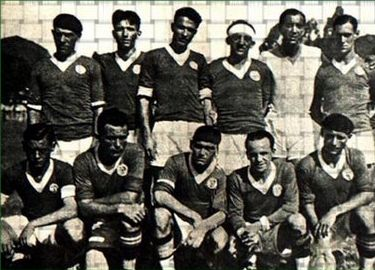
Palestra Itália de 1932

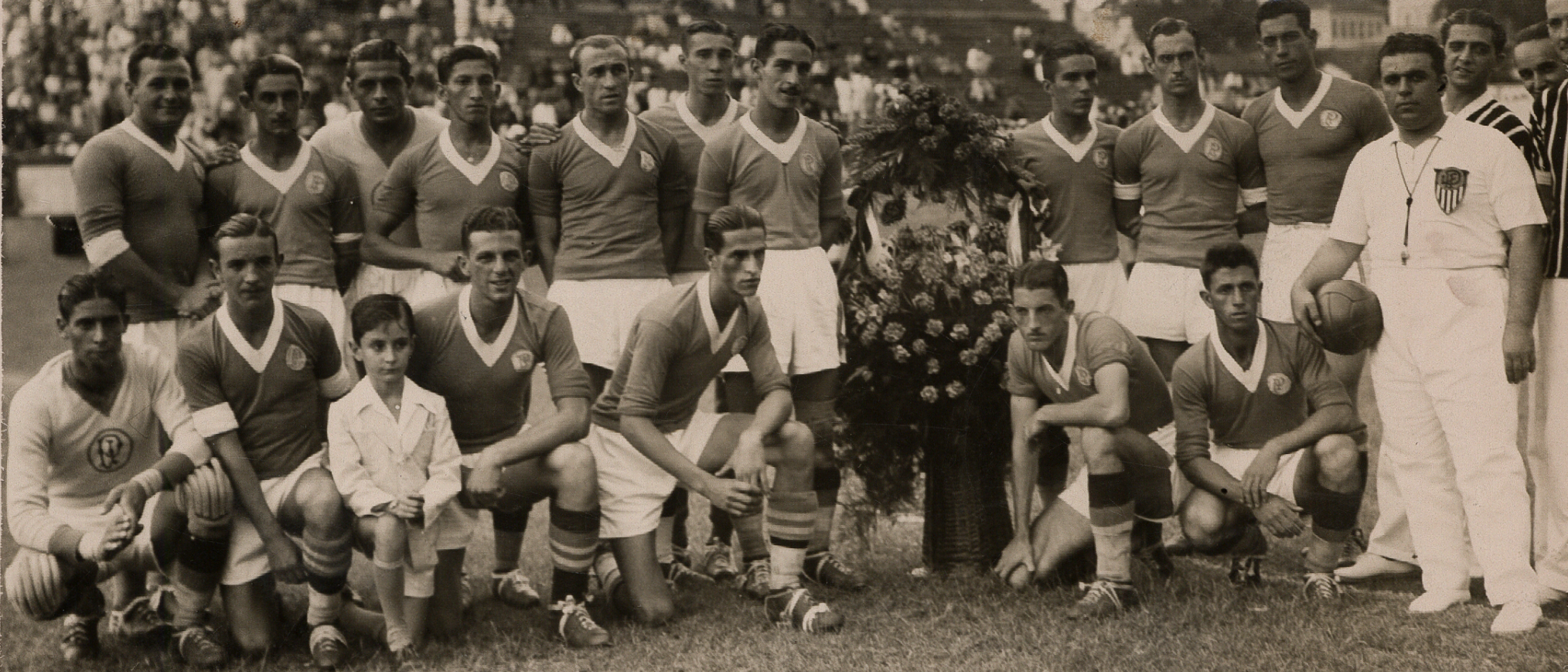
Palestra Itália de 1933

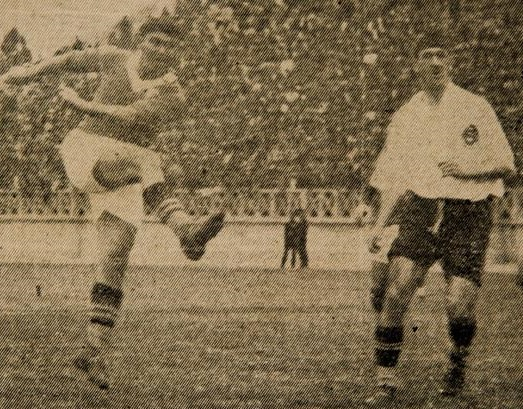
Romeu Pellicciari marca um de seus 4 gols contra o Corinthians na goleada do Palmeiras por 8 a 0 em 1933

O início da década de 1930 é marcado pela Revolução de 32, que provocou a paralisação do campeonato por quatro meses, onde os clubes cederam suas sedes para servirem de alojamento e enfermarias para as tropas paulistas. No futebol o período é marcado pela introdução do profissionalismo, e pela supremacia absoluta do Palestra não só pelos campos paulistas, mas também do restante do País.
Em 1932 o Palestra Italia conquista o Campeonato Paulista de forma invicta, e com a melhor campanha da história da competição: onze jogos, onze vitórias, 48 gols pró e apenas oito gols contra. No ano seguinte, os palestrinos comemoraram em dobro, bicampeão paulista e da primeira edição do Torneio Rio–São Paulo.
O ano seguinte, de 1933, marca a reinauguração do Estádio Palestra Itália, então o maior de São Paulo, e um dos únicos do país em concreto armado. Contou também com a goleada histórica por 8 a 0 imposta pelo Palestra ao arquirrival Corinthians. O clássico, válido simultaneamente pelo Campeonato Paulista e pelo Torneio Rio-São Paulo de 1933, contou com quatro gols de Romeu Pellicciari, um de Gabardo e três de Imparato. Foi a maior derrota sofrida pelo Corinthians em toda a sua história. O impacto da goleada na equipe do Parque São Jorge foi tão grande que derrubou o então presidente do clube, Alfredo Schurig, e fez a torcida corintiana colocar fogo na sede da própria agremiação.
O ano de 1933, que foi o primeiro do profissionalismo no futebol brasileiro, fechou com o Palestra Italia bicampeão paulista e sendo o primeiro campeão do Torneio Rio-SãoPaulo.
Em 1934, o clube chega ao tricampeonato paulista. Nos anos de 1935 e 1936, o Palestra Italia começa a se tornar conhecido fora do país ao disputar amistosos contra o Boca Juniors, Estudiantes, Huracán e Velez da Argentina, além do Espanyol, de Barcelona.
Em 1940, o Palestra Italia tem a honra de inaugurar o estádio do Pacaembu, goleando o Coritiba por 6 a 2 na partida de estreia e vencendo o Corinthians por 2 a 1 no domingo seguinte, tornando-se Campeão da Taça Cidade de São Paulo, primeiro Campeão do Estádio do Pacaembu. 1941 marca a estreia do maior ídolo do clube na década de 1940, o goleiro Oberdan Cattani, junto com Waldemar Fiúme; Oberdan dominou o gol palestrino por quinze anos.

## O Palestra torna-se Palmeiras

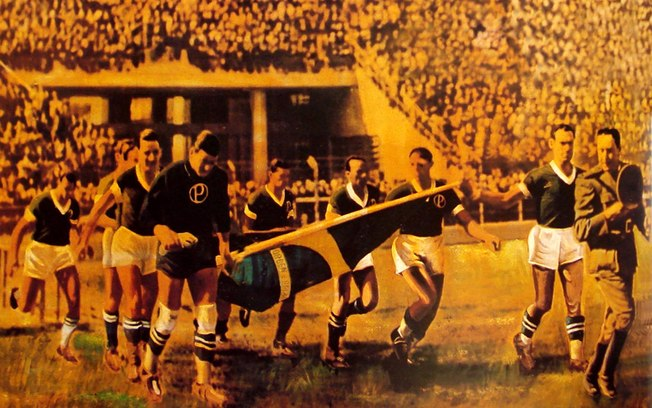
Tela que reproduz a Arrancada Heroica de 1942

O Palestra Itália foi forçado a mudar de nome por ocasião da Segunda Guerra Mundial. Após manter uma posição de neutralidade ao longo dos três primeiros anos do conflito, em 28 de janeiro de 1942 o Brasil rompeu relações diplomáticas com os Países do "Eixo" (Alemanha, Itália e Japão), sinalizando a posição que formalizaria em 31 de agosto do mesmo ano, quando declarou guerra a estes Países, alinhando-se com os "Aliados" (EUA, Inglaterra, França e outros países).
Em 17 de março de 1942, uma assembleia entre a diretoria do clube deliberou sobre a alteração da denominação da agremiação, escolhendo o nome "Sociedade Esportiva Palestra de São Paulo". O texto da publicação enviado para a imprensa e associados do clube foi: A Diretoria do Conselho Executivo e a Diretoria Executiva resolveram sui-referendum do Conselho Deliberativo, cuja reunião se realizará dentro de poucos dias, determinar que a sociedade passe a se denominar 'Sociedade Esportiva Palestra de São Paulo' .
Porém, a medida tem pouco ou nenhum efeito, já que o costume da imprensa e dos torcedores nesta época era o uso apenas da palavra Palestra, que continuava existindo, assim como suas cores inalteradas, que faziam referência à Itália.
A situação agravou-se com o decreto-lei de 17 de junho de 1942, exigindo que as agremiações esportivas que tivessem nomes estrangeiros mudassem suas denominações, e finalmente em 31 de Agosto o governo brasileiro declarou formalmente o estado de Guerra contra os Países do "Eixo".
Duas semanas depois, na noite do dia 14 de setembro de 1942, a diretoria do Palestra reuniu-se em sessão extraordinária para discutir a exigência dos militares, de mudança total do nome, a despeito de Palestra ser uma palavra grega e que significa: "ginásio". Após horas de discussão e resistência, e da sugestão de nomes como Piratininga e Paulista, decidiu-se finalmente por Sociedade Esportiva Palmeiras, em parte pela preservação da letra P nos escudos e símbolos do clube, e em parte em homenagem à Associação Atlética das Palmeiras, clube então extinto mas que sempre manteve excelente relacionamento com o Palestra Itália, tendo fornecido apoio decisivo em diversas ocasiões de litígio com dirigentes do futebol paulista.
A cor vermelha foi retirada, mantendo-se apenas o verde e branco, e no escudo foi removida a letra I, mantendo-se apenas a letra P sobre o fundo verde. Atendidas as exigências das autoridades, o Palmeiras entrou em campo no domingo seguinte para decidir o título do campeonato contra a equipe do São Paulo, trazendo duas novidades marcantes.

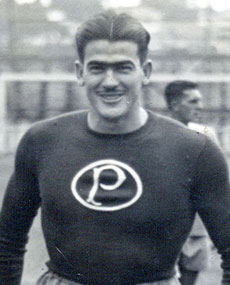
Oberdan Cattani, lendário goleiro do Palmeiras, que esteve na Arrancada Heroica

### A Arrancada Heroica
Para evitar os protestos e vaias contra a equipe, planejados por vários dias pelos torcedores da equipe rival, o "alviverde imponente" surgiu com seu vice-presidente, o capitão do Exército Adalberto Mendes liderando a equipe que entrou em campo carregando uma bandeira brasileira. Após alguma indecisão e silêncio, o estádio aplaudiu de pé os jogadores, deixando a rivalidade apenas para a disputa nos gramados. A outra novidade, percebida apenas anos depois, foi a troca da camisa dos goleiros, que eram brancas desde 1914 e que a partir de então passaram a ser azuis, numa sutil homenagem às raízes italianas, através do uniforme da Seleção daquele País, que faz referência às cores reais da Casa de Saboia.
Por todos estes ingredientes, esta foi uma partida épica, marcada pela garra e determinação dos jogadores do Palmeiras, que, em sua primeira exibição, impuseram 3 a 1 no rival que ainda abandonou o campo aos 19 minutos do segundo tempo quando havia um pênalti a ser batido pela equipe alviverde. Com esse resultado o time conquistou o título paulista com uma rodada de antecipação. Assim, o Palestra morreu líder em 14 de setembro de 1942, e o Palmeiras nasceu campeão uma semana depois, no dia 20 de setembro. Curiosamente, o clube permaneceu invicto durante todos os seis meses em que se chamou "Palestra de São Paulo". Todo o episódio que marca a mudança do nome para Palmeiras e tem como final primeiro título com esta denominação ficou conhecido historicamente como "Arrancada Heroica".

## O começo de uma nova era

### 1943–1950
Em 1944 o Verdão conquista mais uma vez o Paulistão. Em 1947 além de conquista de mais um título o que marca o ano é a ascensão de um jovem treinador que faria história no futebol brasileiro, Osvaldo Brandão. Em 1949 o Palmeiras vai à Europa pela primeira vez. Disputa um torneio na Espanha contra o Barcelona (empate de 1 a 1) e Kobenhavn (perde de 4 a 3) e fica em terceiro lugar. No ano de 1950, chamado de o Ano Santo, o Palmeiras conquista de novo o título em cima do São Paulo, em partida que ficou conhecida como o jogo da lama. 1950 recebeu o  título de Ano Santo em função do IV centenário da morte de São João de Deus, e de um Congresso Eucarístico realizado na capital do País; "Jogo da lama" devido ao fato do gramado do Pacaembu estar enlameado na disputa da partida final.

### A conquista da Copa Rio

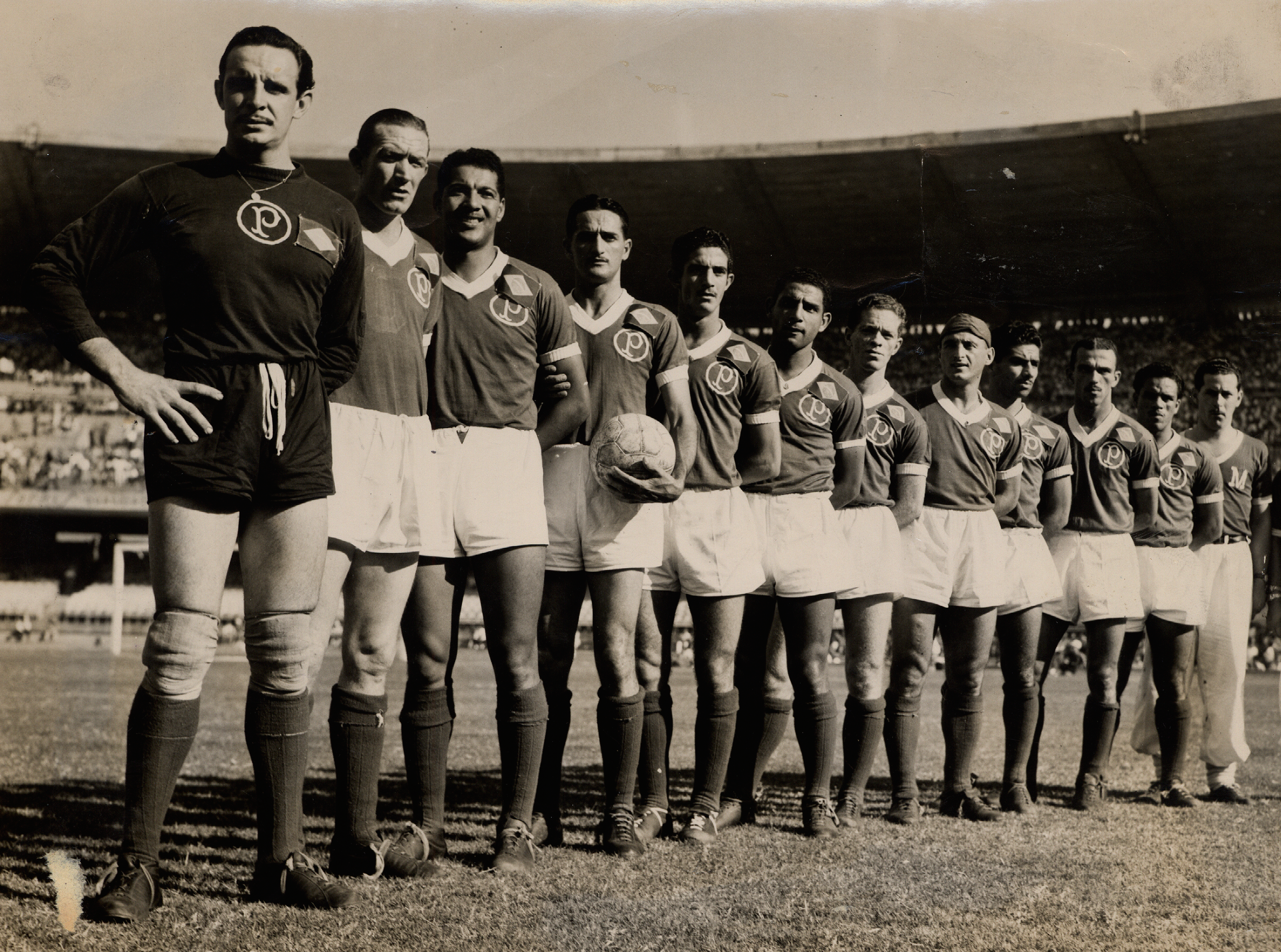
Equipe do Palmeiras perfilada antes da grande final contra a Juventus em 1951, no Estádio do Maracanã

Em 1951, o "Verdão" conquista a Copa Rio, contra a Juventus de Turim. O jogo decisivo foi realizado no dia 22 de Julho de 1951 no estádio do Maracanã com um empate de 2 a 2, já que na primeira partida o Palmeiras havia vencido por 1 a 0. Para se ter uma ideia da importância desse título, a equipe campeã desfilou em carro aberto pela cidade do Rio de Janeiro. Outro fato importante foi a escolha de Jair da Rosa Pinto como o melhor jogador do torneio.
A equipe foi recebida em São Paulo na estação Roosevelt de trem por milhares de paulistas. A edição do tradicional jornal esportivo brasileiro A Gazeta Esportiva deu como título na primeira página o seguinte: 
Palmeiras Campeão do Mundo!— A Gazeta Esportiva
Já a Rádio Panamericana, atual Rádio Jovem Pan, também considerou o Palmeiras Campeão do Mundo. A competição foi a primeira tentativa de organizar-se um campeonato de abrangência mundial, antes mesmo de se organizar a Taça Libertadores e a Liga dos Campeões. Na sua primeira edição, a FIFA acompanhou atentamente o torneio, indicando os árbitros e organizando-o em parceria com a CBD, sob o comando do secretário geral e vice-presidente da entidade, Ottorino Barassi; Este, por sinal, acompanhou a final, entregando as medalhas e o troféu.

#### Fifa reconhece o título de 1951 como mundial

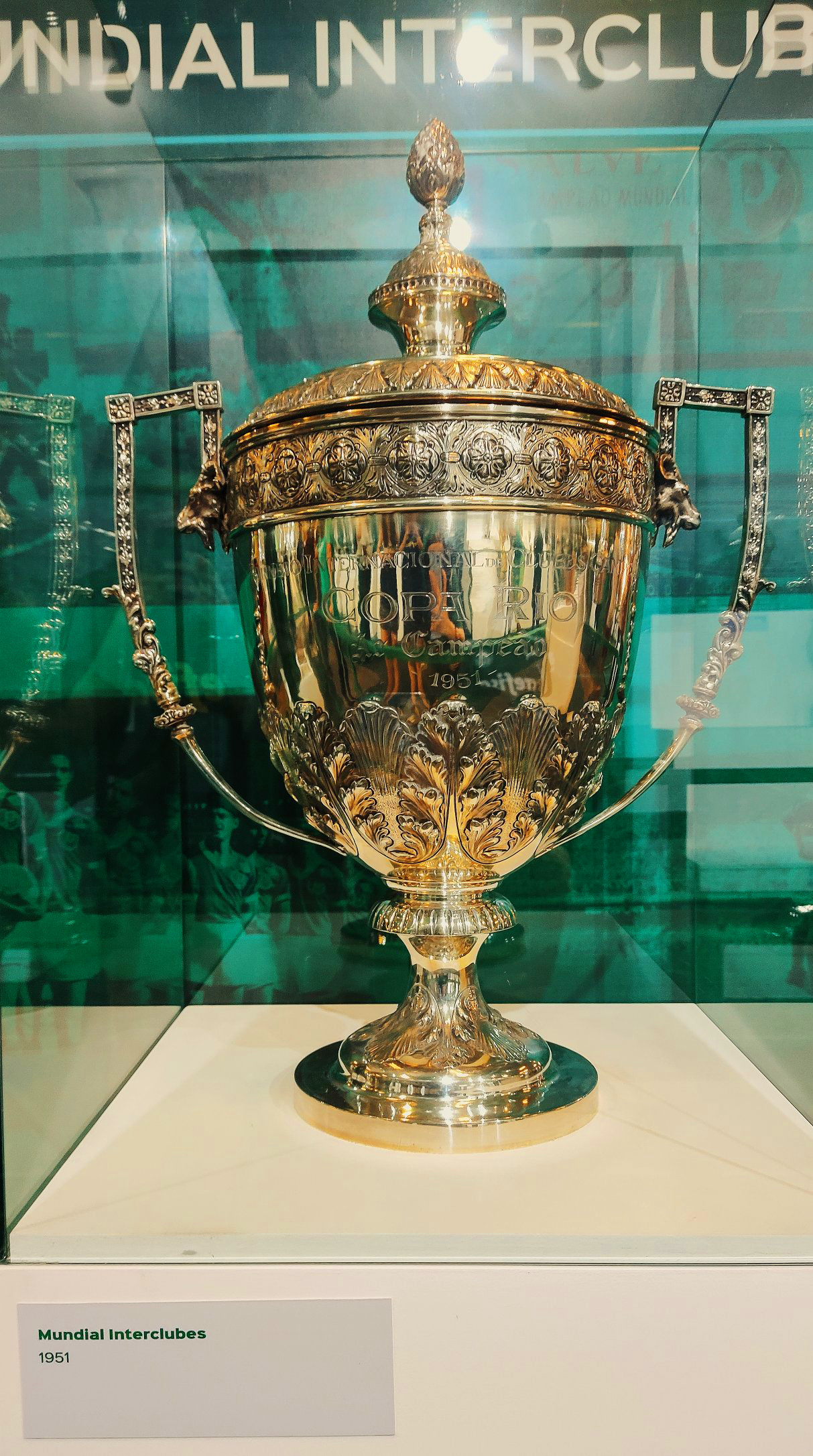
Copa Rio de 1951

Desde 2001, dirigentes do Palmeiras trabalhavam para que o título da Copa Rio de 1951 fosse reconhecido como o primeiro Mundial de Clubes da história. O clube paulista preparou um dossiê para fazer lobby junto a Fifa com o pedido do reconhecimento.
No final de março de 2007, dirigentes do Palmeiras apresentaram um fax, que havia sido encaminhado e assinado pelo então secretário-geral da Fifa, Urs Linsi, que atestava que a primeira edição da Copa Rio tinha sido o primeiro Mundial de Clubes de futebol da história. O clube brasileiro comemorou o reconhecimento e chegou a anunciar festejos para comemorar a chancela da Copa Rio como o primeiro mundial oficial.
Com a repercussão da decisão da FIFA, outros clubes brasileiros pediram à Fifa o mesmo reconhecimento como "campeão mundial" para alguns títulos em torneios internacionais que disputaram, como o Fluminense (Copa Rio 1952) e o Santos (Recopa Internacional de 1968).
Com receio de provocar uma onda de pedidos de outros clubes do mundo sobre o mesmo tema, a Fifa voltou atrás da decisão sobre a Copa Rio 1951, não assumiu que o torneio disputado no Brasil era o primeiro campeonato mundial de clubes e anunciava que o Comitê Executivo da entidade decidiria sobre o assunto.
Em 26 de abril de 2007 o jornal O Estado de S. Paulo veiculou em seu site a notícia de que a Fifa alertou que a decisão final sobre o reconhecimento da Copa Rio de 1951 como um título mundial só seria definida após reunião no dia 27 de maio. "Ainda não há uma decisão formal", afirmou na ocasião Andreas Herren, porta-voz da Fifa em Zurique. "O caso foi debatido internamente pela administração da Fifa. Mas a conclusão foi a de que, por sua importância e complexidade, deve ser levado ao Comitê Executivo", disse o porta-voz.
Em dezembro de 2007 a FIFA endossou que o Corinthians, clube que conquistou o Campeonato Mundial de Clubes da FIFA 2000, era o primeiro campeão mundial reconhecido pela entidade, o que fez também que as Copas Intercontinentais disputadas entre os clubes campeões da Copa Libertadores da América e da Copa dos Campeões da Europa também não fossem reconhecidas pela entidade máxima do futebol mundial. Os dirigentes do Palmeiras não recorreram da decisão da Fifa.
Em agosto de 2014, o presidente da FIFA, Joseph Blatter, afirmou que a entidade reconhecerá a competição de 1951 como um Mundial de Clubes. O dirigente máximo da entidade destacou que a Copa Rio não será equiparada aos Mundiais da Fifa, mas que o Palmeiras receberá um certificado que chancela a importância da Copa Rio como a primeira competição em nível mundial. Em 21 de novembro de 2014, a FIFA envia ata de reunião ao Ministério do Esporte, na qual afirma que o Palmeiras é o primeiro campeão mundial de clubes, porém separa a copa rio dos torneios organizados por ela a partir de 2000.

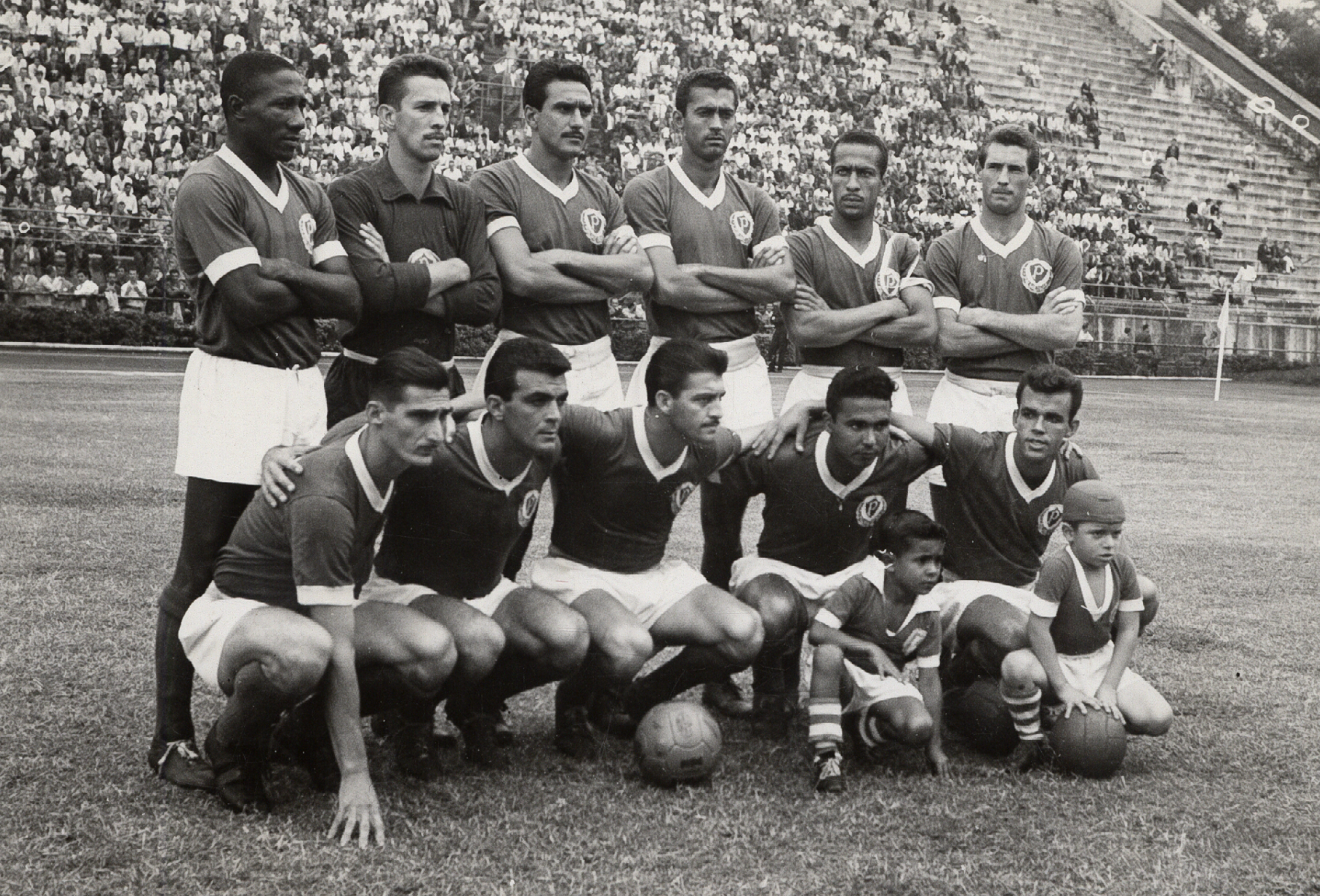
Equipe do Palmeiras em 1960

#### Depois da Copa Rio - 1951–1959
No mesmo ano de 51 o Palmeiras vence o Torneio Rio-São Paulo. No período de 1952 até 1958 o Palmeiras não ganha nenhum título. Já em 1959 o Palmeiras volta a ser campeão paulista, vence o Santos de Pelé no último jogo, esse campeonato foi intitulado pela imprensa da época como o Supercampeonato Paulista, devido ao equilíbrio e força de ambos os elencos, Palmeiras e Santos disputaram a liderança rodada a rodada, o Santos venceu o primeiro turno e o Palmeiras o segundo; o título foi decidido em três partidas, dois empates e uma vitória palestrina, 2 a 1, título considerado histórico até os dias atuais. No mesmo ano o escudo muda novamente, agora, o P ganha o nome Palmeiras ao seu redor, o mesmo até os dias atuais.

### Década de 1960 - A primeira "Academia de Futebol"

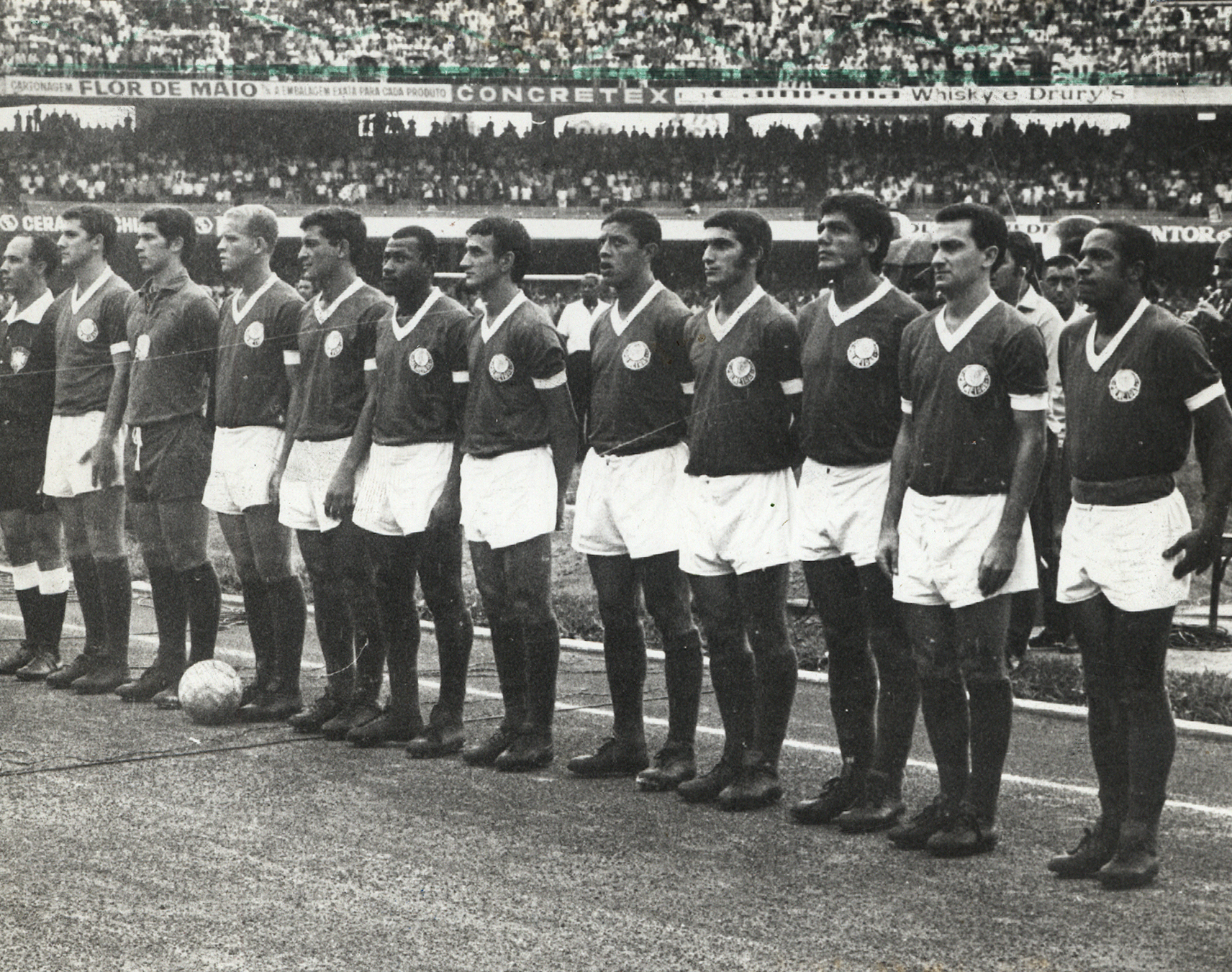
Equipe do Palmeiras em 1969

Começa a década de 1960 e o Palmeiras seria o único time paulista a rivalizar com o Santos de Pelé. Em 1960 o Palmeiras ganha o seu primeiro título nacional, a Taça Brasil (o Campeonato Brasileiro da época), goleando o Fortaleza por 8 a 2. Com esta histórica conquista o Palmeiras conquista o direito de disputar pela primeira vez a Taça Libertadores no ano seguinte. Em 1961, em sua primeira participação na Libertadores, o Palmeiras chega à final contra o Peñarol do Uruguai, perdendo o título com uma derrota e um empate. Em 1963 o Palmeiras é novamente campeão paulista com grande destaque para o atacante Julinho Botelho.

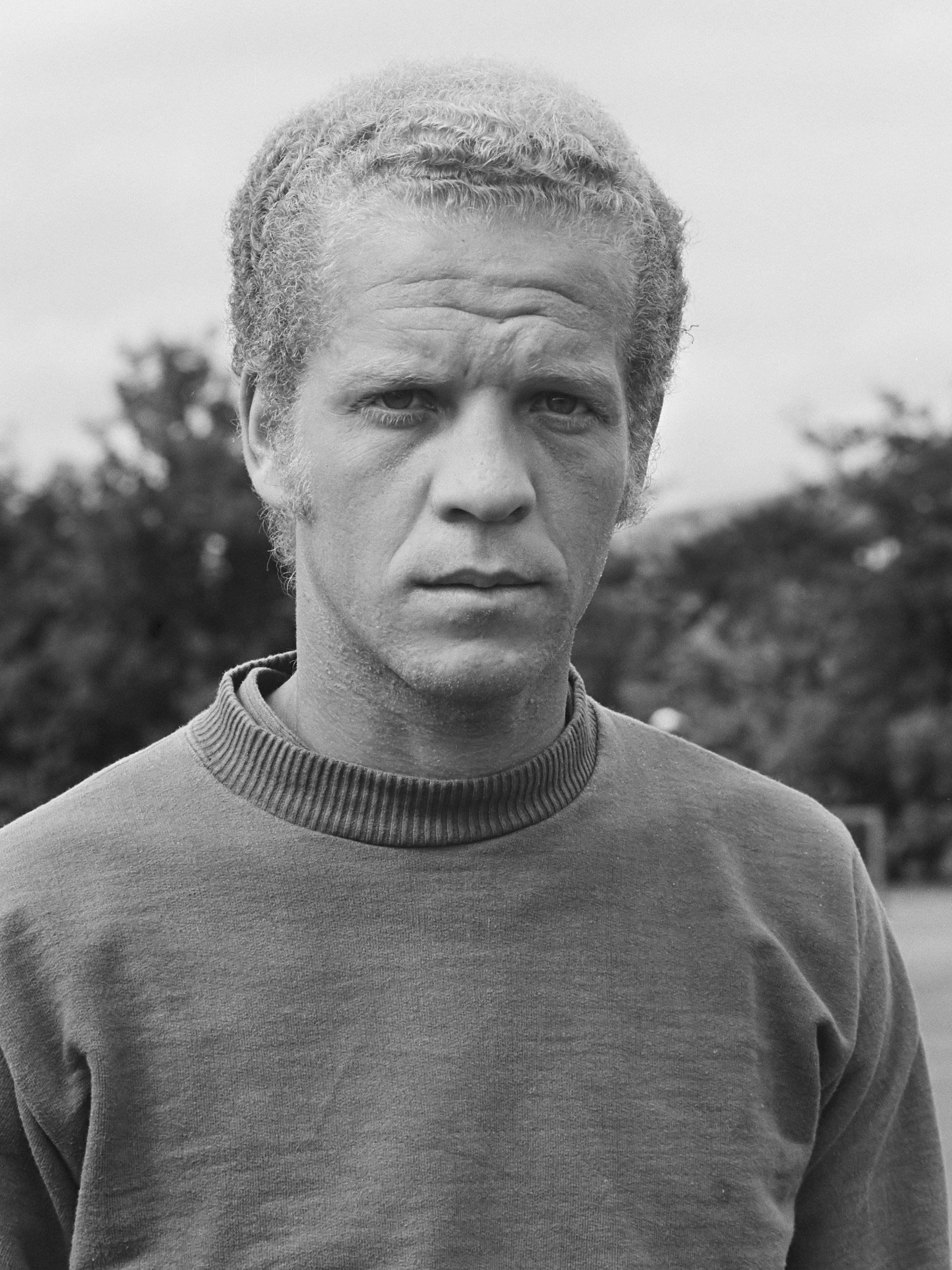
Ademir da Guia

O ano de 1965 é histórico para o Palmeiras; em 11 de Julho conquista o Torneio do IV Centenário do Rio de Janeiro de 1965 contra o Peñarol, no dia 7 de Setembro no estádio do Mineirão, em Belo Horizonte, o Palmeiras entra em campo com a camisa da Seleção Brasileira para enfrentar o Uruguai e vence por 3 a 0 com gols de Julinho Botelho, que encerra a carreira no fim da temporada, Rinaldo e Tupãzinho, além disso conquista o Torneio Rio-São Paulo. Em 1966 novamente o Palmeiras conquista o Paulista em cima do Santos de Pelé.
O ano seguinte é um dos melhores da década para o Palmeiras, o Verdão ganha a Taça Brasil e o recém - criado Torneio Roberto Gomes Pedrosa, o chamado Robertão, uma outra competição nacional. Em 1968 o Palmeiras de novo chega a final da Libertadores, agora perdendo para o Estudiantes da Argentina. A década se encerra como começou, conquista de títulos, o Robertão (título nacional) e o tradicional Troféu Ramón de Carranza, na Espanha.

### Década de 1970 - A Segunda "Academia de Futebol"
Começa a década de 1970, uma das melhores da história do Palmeiras. Comandados por Leão, Luís Pereira, Dudu, Ademir da Guia, entre outros, o Palmeiras começa a montar a equipe que dominaria o cenário nacional na primeira metade da década. Em 1971 o atacante Leivinha, na época na Portuguesa é contratado após longa negociação. Ele se transformaria em um dos maiores artilheiros do clube com 105 gols.
O ano de 1972 é histórico, o Palmeiras conquista os títulos das 5 competições que participou, entre elas o Campeonato Paulista, o último campeão invicto referente ao campeonato paulista até os dias atuais, e Brasileiro, triunfos em cima do São Paulo e do Botafogo do Rio, respectivamente. No ano seguinte vem o bicampeonato brasileiro, contra o São Paulo, além do time paulista, o quadrangular final ainda era composto por grandes times da época, o Cruzeiro e o Internacional do RS.
Em 1974 o Verdão conquista um dos títulos mais comemorados de sua história; em uma final diante do Corinthians, que na época estava amargando um jejum de vinte anos sem ganhar nenhum título, o Palmeiras vence por 1 a 0 com gol de Ronaldo. Este título causou grandes estragos no rival palmeirense, o Corinthians se desestruturou, e o então presidente Vicente Matheus ainda se viu obrigado a negociar um dos maiores jogadores da história corintiana; Roberto Rivellino.

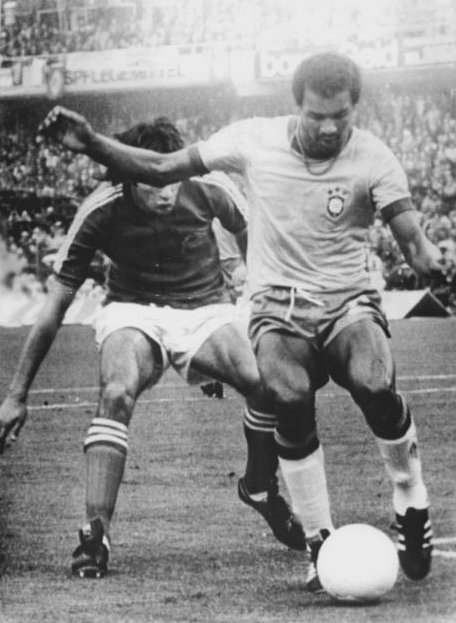
Luís Pereira, pela Seleção, na Copa de 74

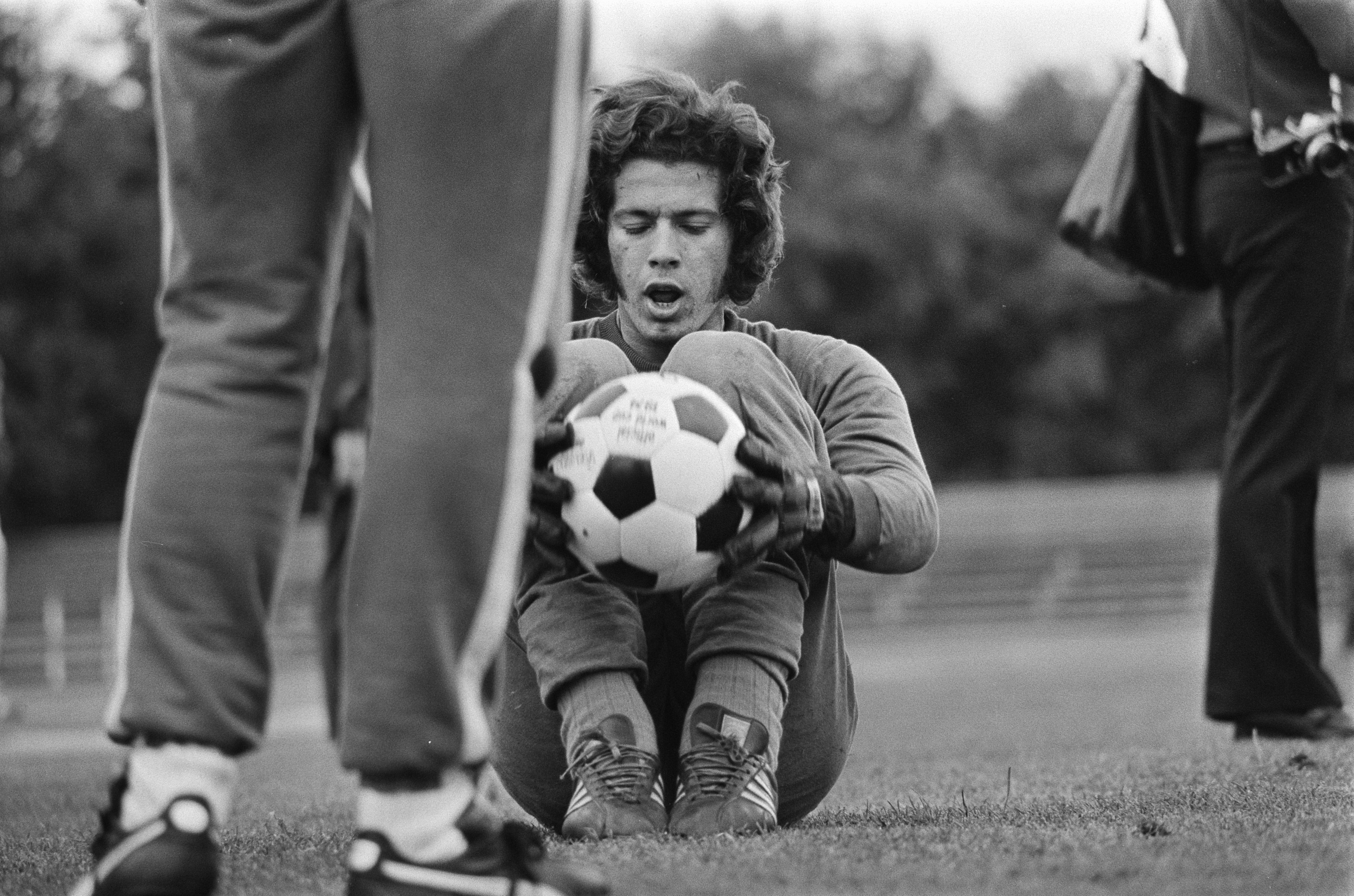
Leão

### Último título da "geração Ademir" e começo de um jejum
Em 1976 o Palmeiras ganha mais um "Paulista", o último da geração Ademir da Guia, considerado o melhor jogador da história do clube, apelidado de o "Divino", ele abandonou o futebol no ano seguinte, depois de 16 anos de glórias. Este título contou com Dudu comandando a equipe do banco de reservas, inclusive a partida final é até os dias atuais a recordista de público na história do Palestra Itália, mais de 40 mil pessoas. Em 1977, Ademir resolve abandonar o futebol, depois de 16 anos de glórias na equipe palestrina, inclusive, vale ressaltar que Ademir nos jogos finais renunciou à posição de titular absoluto. No ano de 1978, o Palmeiras chega à final do Campeonato Brasileiro comandado por jogadores como Jorge Mendonça, mas perde para o Guarani do então jovem atacante Careca. Em 1979, mesmo fazendo grandes campanhas tanto no "Paulista" como no "Brasileiro", ambas sob o comando de Telê Santana, o time não consegue chegar ao título, o time ficou conhecido na época como o "Verdão Maravilha". Um fato curioso a ser destacado nesse ano é que Vicente Matheus conseguiu no "tapetão" o adiamento das finais do Campeonato Paulista, muitos alegam que essa atitude prejudicou o time palestrino. No período de 1980 até 1985 o Palmeiras não conquista nenhum título de importância histórica, é considerada a pior fase da história do clube. Em 1981, o Verdão vai mal no "paulista" e tem de começar o ano na Taça Prata(então divisão de acesso do nacional), mas tem uma boa campanha e consegue ficar em primeiro de seu grupo e, pelo regulamento, é promovido à Taça Ouro. Já em 1982, fracassa no paulista mais uma vez, mas não consegue uma boa colocação na Taça Prata, não conseguindo migrar para a Taça de Ouro. No ano de 1985 ocorre um jogo considerado histórico, a partida entre Palmeiras e São Paulo termina empatada em 4 a 4 no Estádio do Pacaembu, além do placar anormal, houve duas cobranças de pênaltis perdidas, um para cada lado. Em 1986 o time volta a disputar uma final do campeonato paulista, mas é derrotado pela surpreendente Internacional de Limeira; nesse mesmo campeonato, o Palmeiras derrota o seu arquirrival, o Corinthians, por 5 a 1. Em 1987 o jovem goleiro Zetti entra para a história ao ficar 1.239 minutos sem tomar gol defendendo o Verdão. Em 1989 o time conquista a Taça dos Invictos (23 partidas sem perder) sendo o seu treinador Leão.

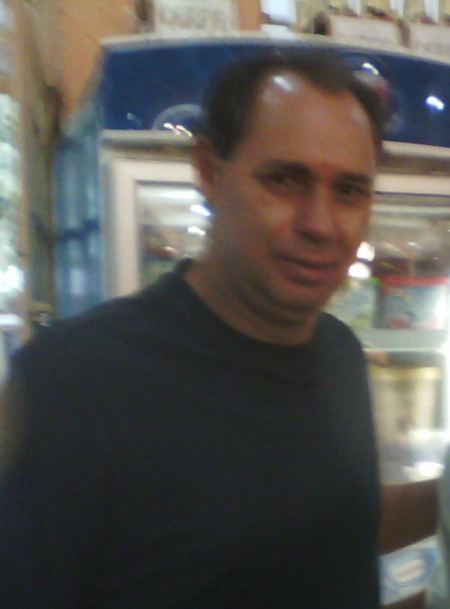
Evair, herói do título de 1993

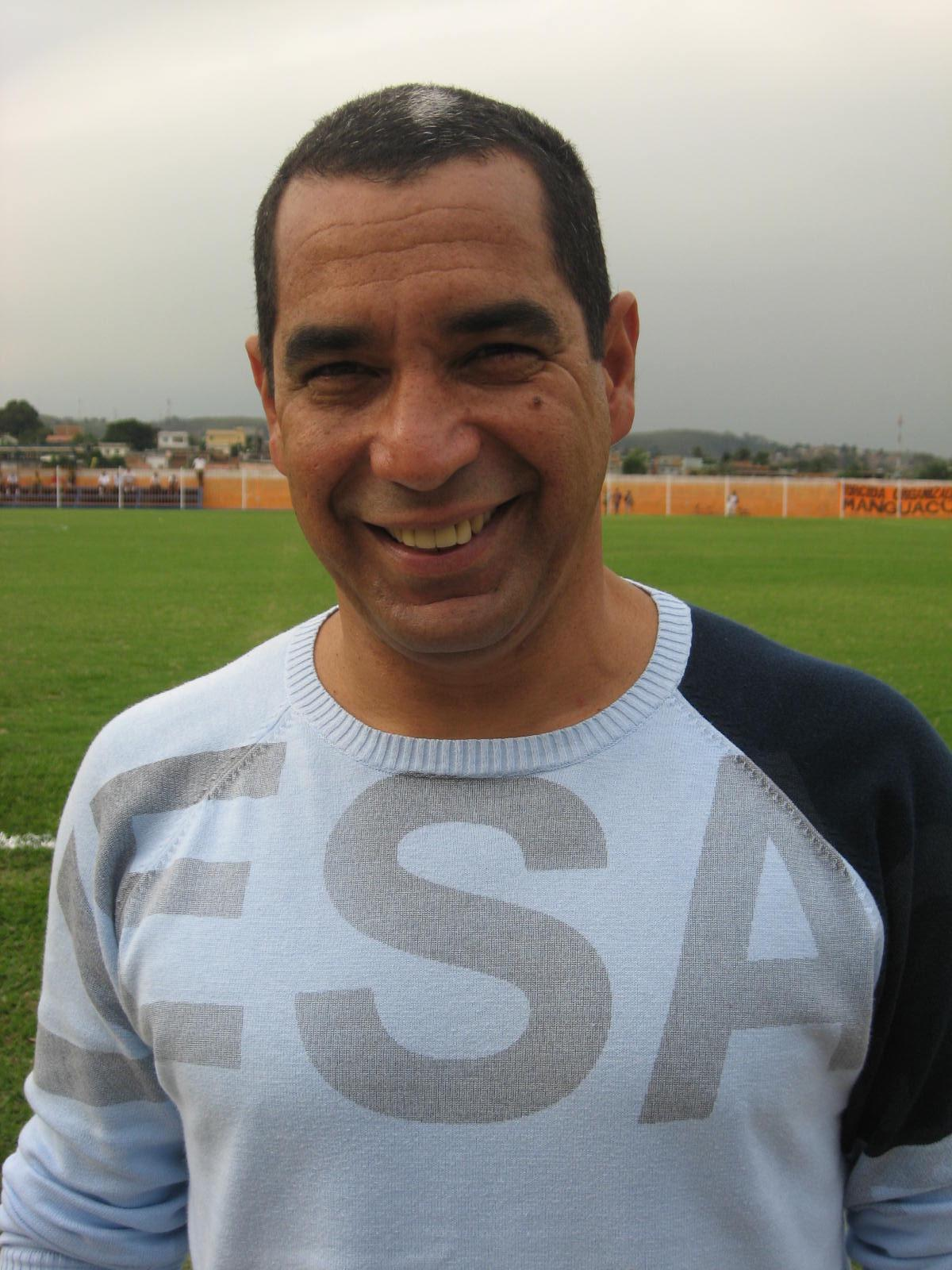
Zinho, jogador fundamental em 12 de junho de 1993

### 1992–2000, a Era Parmalat
No começo da década de 1990 o Palmeiras segue sem títulos, mas em abril de 1992, a diretoria assina um inédito contrato de parceira para a gestão do futebol com a multinacional italiana Parmalat e anuncia profundas mudanças, entre elas a camisa, que ganha listras brancas e o verde fica mais claro. Inicialmente, alguns craques são contratados, entre eles o meia Zinho e o lateral Mazinho, que se juntaram a jogadores, como o volante César Sampaio e o atacante Evair. Com a equipe ainda em formação e se acostumando aos novos tempos, o Palmeiras foi vice-campeão do Campeonato Paulista de 1992. Na virada de 1992 para 1993, outros craques são contratados, como o zagueiro Antonio Carlos, além de revelações do futebol que trariam muitas alegrias ao torcedor alviverde, como o lateral-esquerdo Roberto Carlos e os atacantes Edmundo e Edílson. Com a postura ousada da Parmalat, de fazer contratações caras para a época, o Palmeiras caminhava para o retorno aos títulos.

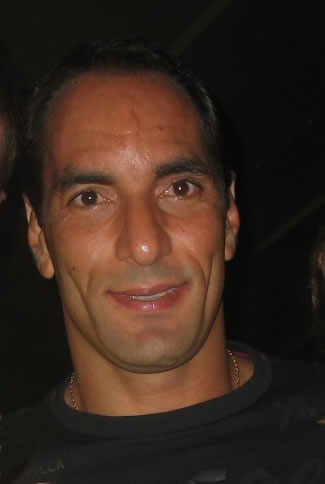
Edmundo, um dos ídolos do início da Era Parmalat

#### 1993 - O fim do jejum em cima do maior rival
O ano de 1993 é histórico para a Sociedade Esportiva Palmeiras. O Verdão foi campeão paulista, do Torneio Rio-São Paulo sobre o Corinthians, 27 anos depois de sua última disputa, contando com o time reserva, já que os titulares estavam servindo a seleção. Antes disso, na final do Paulistão, no dia 12 de Junho, o Palmeiras comandado por Vanderlei Luxemburgo venceu o mesmo Corinthians, sendo campeão paulista após 16 anos de jejum. A partida foi realizada no Estádio do Morumbi. Segundo o regulamento, o Palmeiras precisava vencer o segundo jogo da final para levar a decisão para a prorrogação, uma vez que o Corinthians ganhou o primeiro jogo por 1 a 0, com gol marcado por Viola, o artilheiro da competição, que imitou um porco, em clara provocação aos palmeirenses. Na segunda partida, Luxemburgo usou a comemoração de Viola para motivar ainda mais os jogadores. O Palmeiras abriu o placar no primeiro tempo, quando após um passe do centroavante Evair, o meia Zinho acertou um belo chute de perna direita. No segundo tempo, Mazinho, jogando na época como lateral-direito, fez uma grande jogada pela esquerda e cruzou para Evair ampliar. Logo em seguida, o volante Daniel Frasson cruzou da esquerda para Evair, que chutou na trave, mas na sobra Edílson marcou. Com esse placar, o alviverde jogava pelo empate na prorrogação, mas Evair marcou de pênalti o gol do título e da quebra do tabu, num dos jogos mais memoráveis do Derby Paulista, que terminou com o placar final de 4 a 0. Na final do Campeonato Brasileiro, depois de uma ótima campanha na primeira fase, derrota com facilidade o Vitória, que havia eliminado o Corinthians em jogo decisivo. No primeiro jogo, em Salvador, o Palmeiras venceu por 1 a 0, com gol marcado pelo atacante Edílson. No segundo jogo, no Estádio do Morumbi, derrotou o Vitória por 2 a 0, com gols de Evair e Edmundo, chegando ao seu terceiro título da competição, na fase moderna do Campeonato Brasileiro (a partir de 1971).

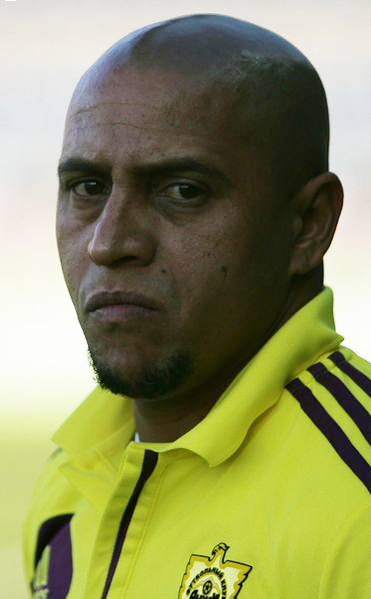
Roberto Carlos

#### 1994 - Bicampeonatos estadual e brasileiro
Em 1994, de novo, é campeão paulista e brasileiro no mesmo ano. No Campeonato Paulista, que foi disputado por pontos corridos, o Palmeiras terminou seis pontos à frente do segundo colocado, mesmo com a ausência de Edmundo, suspenso por indisciplina pelo treinador Luxemburgo. O centroavante Evair, em grande fase, foi o artilheiro da competição. Já no Brasileirão, o Palmeiras foi campeão novamente contra o Corinthians - essa foi a primeira final de Campeonato Brasileiro disputada pelos dois eternos rivais. Um dos destaques na campanha foi o jogador Rivaldo, que marcou gols em todos os jogos desde as semifinais contra o Guarani. Na primeira partida da final contra o Corinthians, com Edmundo reintegrado à equipe, o Palmeiras venceu por 3 a 1. Na segunda partida, o placar foi de 1 a 1 e o alviverde chegou a mais um título. O ano de 1994 marcou também o retorno da equipe à Taça Libertadores da América. O Palmeiras foi eliminado pelo São Paulo nas oitavas-de-final, mas a trajetória alviverde na competição ficou marcada pela histórica goleada, por 6 a 1, aplicada sobre o Boca Juniors, da Argentina, na primeira fase, em partida realizada no Estádio Palestra Itália.

#### 1995 - Um ano atípico
Em 1995, o Corinthians pôs fim à série de derrotas em decisões para o Palmeiras, conquistando o Campeonato Paulista daquele ano em cima do arquirrival, que já não contava com Luxemburgo no comando da equipe e com muitos jogadores das campanhas de 1993 e 1994. Três dias antes, na Libertadores, o Palmeiras, do técnico Carlos Alberto Silva, foi eliminado pelo Grêmio, que era comandado por Luís Felipe Scolari, nas quartas-de-final. A equipe saiu de campo sob aplausos da torcida após mais uma exibição histórica, pois, por pouco, não devolveu a goleada imposta pela equipe gaúcha em Porto Alegre: o Grêmio havia vencido o primeiro jogo por 5 a 0 em uma noite em que o Palmeiras teve Rivaldo expulso. Em São Paulo, o alviverde goleou os gaúchos por 5 a 1, mas a equipe rival se classificou pelo saldo de gols.

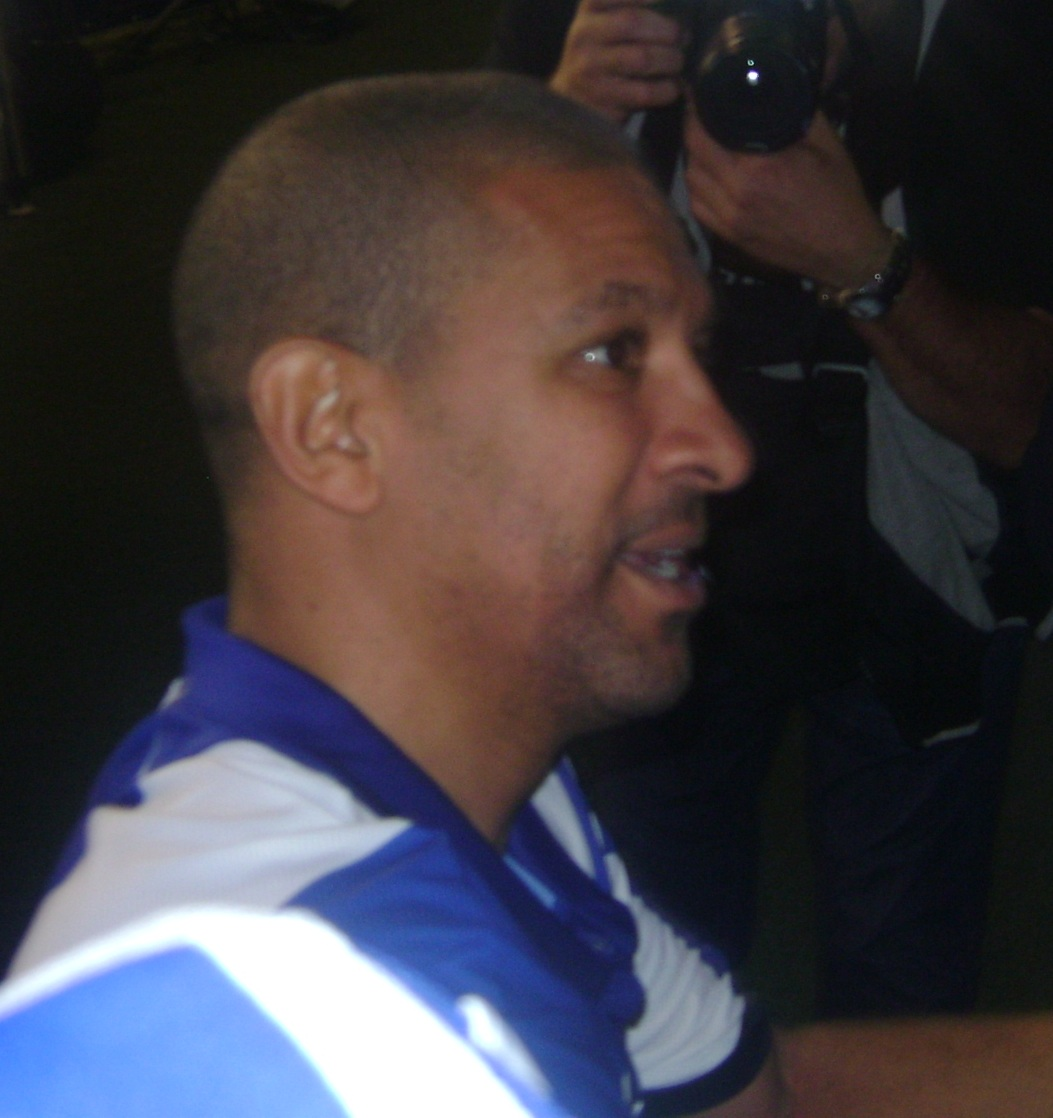
Djalminha

#### O "Super Verdão" de 1996
Em 1996, depois de uma nova reformulação no elenco e de novo comandado por Vanderlei Luxemburgo, o Palmeiras ganha o Campeonato Paulista de forma incrível. O alviverde conquistou o título da competição com a melhor campanha de uma equipe na era profissional neste campeonato. Na ocasião, foi campeão com 83 pontos ganhos em 90 possíveis, com um índice de aproveitamento de 92,2% dos pontos disputados e 102 gols marcados em 30 jogos realizados. Desde então, esta marca jamais foi alcançada por qualquer outra equipe na competição. O time histórico de 1996 tinha craques como o goleiro Velloso, Djalminha, Luisão, Rivaldo, Cafu, o lateral esquerdo Júnior, Muller, entre outros. No mesmo ano, o Palmeiras chegou pela primeira vez à final da Copa do Brasil, mas perdeu para o Cruzeiro de Marcelo Ramos.

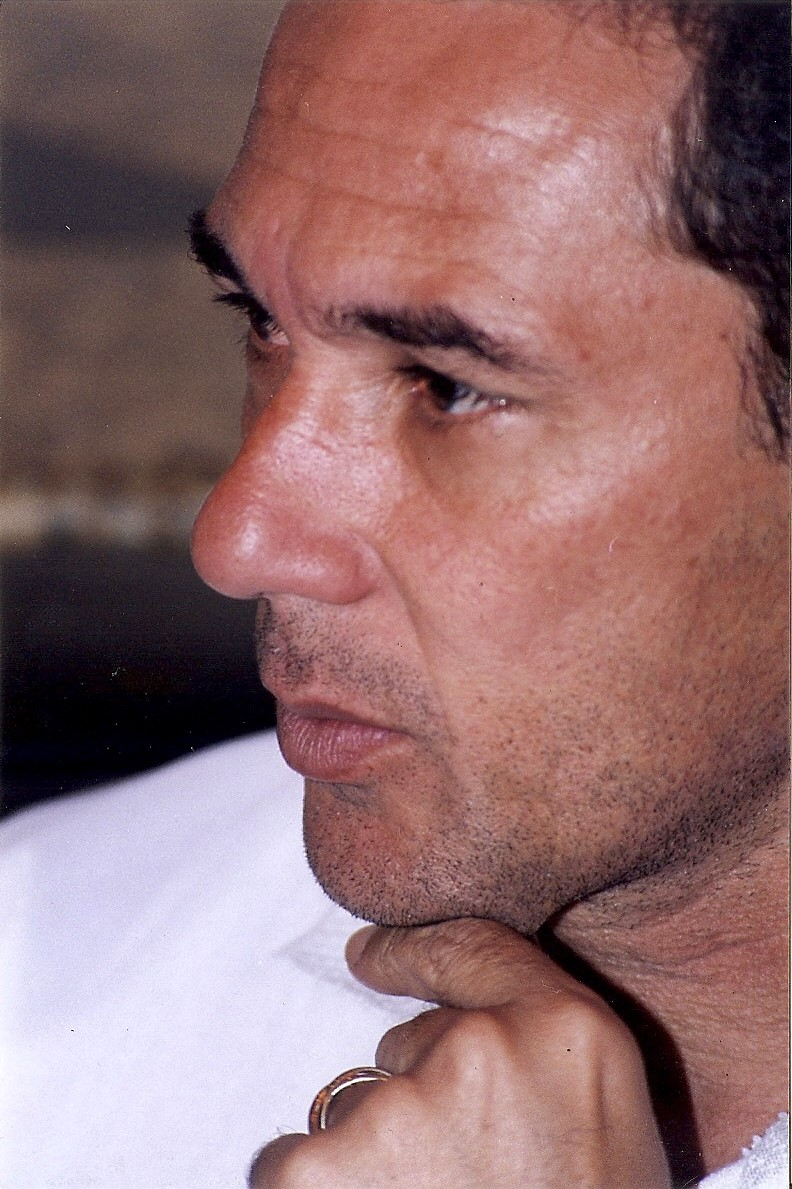
Vanderlei Luxemburgo

No Campeonato Brasileiro, o Verdão ficou em 3º lugar durante a primeira fase, apenas um ponto atrás do Cruzeiro, líder geral, e atrás do Guarani no saldo de gols. Quis o destino que o adversário do Verdão nas quartas-de-final fosse novamente o Grêmio de Felipão. Outra vez sob descontrole emocional, o Palmeiras perdeu para o Grêmio por 3 a 1 no sul tendo o zagueiro Cléber e o meia Leandro Ávila expulsos. No jogo de volta no Morumbi o Palmeiras venceu por 1 a 0 com gol de Elivélton e ainda viu um gol de Fernando Diniz, que daria a classificação ao alviverde, ser mal anulado. Com isso, o ano do Palmeiras terminaria em um desmanche da base campeã Paulista no primeiro semestre e ainda veria o técnico Vanderlei Luxemburgo trocar a zona Oeste de São Paulo pela baixada santista. O treinador transferiu-se para o Santos para ganhar um salário de R$ 100 mil.

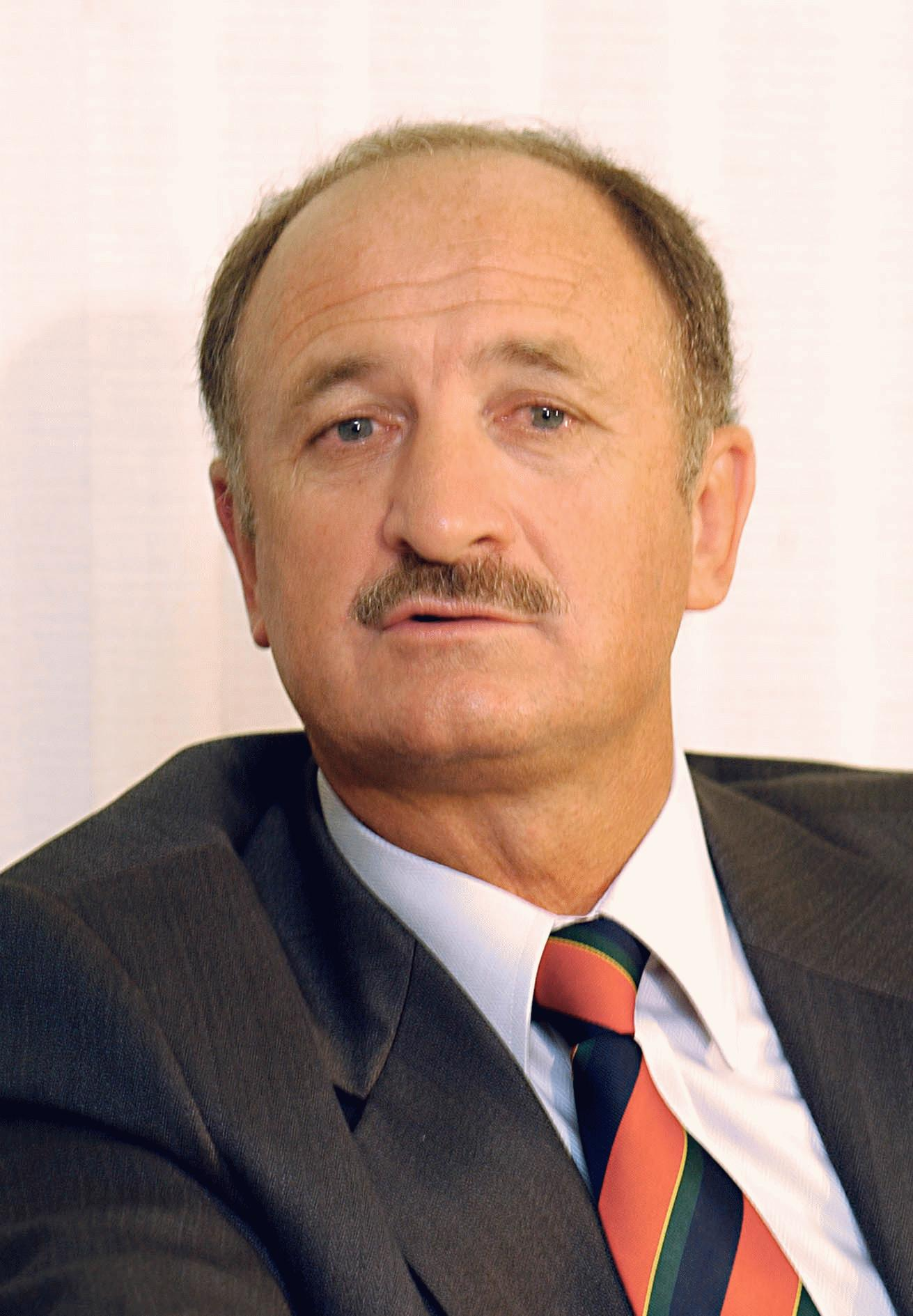
Luiz Felipe Scolari, o Felipão

#### 1997–1998 - Chegada de Felipão, Copa do Brasil e Mercosul
Em 1997, o Palmeiras começa o ano oscilando. Sob comando de Márcio Araújo, o time foi goleado pelo Corinthians por 5 a 2 no Morumbi, mas fez a melhor campanha do Campeonato Paulista na primeira fase, com 48 pontos em 23 jogos. No entanto, no quadrangular final, faz péssima campanha, perdendo todos os jogos e sendo goleado por Santos e São Paulo. Na Copa do Brasil, outro final melancólico. Depois de eliminar River-PI, Coritiba e Ceará, o Verdão foi dominado pelo Flamengo nas semifinais e eliminado com duas derrotas, tanto no Palestra Itália quanto no Maracanã, tendo como algoz o atacante Sávio, que marcou nos dois jogos. A partir de então, a ira da torcida com o treinador Márcio Araújo ficou insustentável e a Parmalat, já pensando na Libertadores, grande sonho da torcida, contrata Luiz Felipe Scolari.
Já sob o comando de Felipão, o clube reformula grande parte do elenco. Saem Djalminha e Cafu, vendidos para a Europa e chegam ao clube os meias Alex e Zinho, o centroavante Oséas, o atacante Euller, todos recomendados por Scolari. O clube chega à decisão do Campeonato Brasileiro contra o Vasco da Gama. Apesar de empatar os dois jogos das finais por 0 a 0, perde o título por conta da melhor campanha da equipe do Rio de Janeiro na primeira fase.
Em 1998, o Palmeiras vence pela primeira vez a Copa do Brasil, em uma revanche contra o Cruzeiro, o título viria no penúltimo minuto na decisão no Morumbi, com um gol praticamente sem ângulo marcado pelo atacante Oséas. O clube celeste ainda seria o responsável por eliminar o time de Felipão nas quartas-de-final do Brasileiro, mas em outra dose de vingança, o Palmeiras conquista a primeira Copa Mercosul na final com o mesmo Cruzeiro, com um gol marcado pelo paraguaio Arce na partida decisiva.

#### Conquista da Taça Libertadores da América de 1999
O ano de 1999 é memorável para a história da Sociedade Esportiva Palmeiras. Em uma campanha histórica, o Verdão de Felipão vence nos pênaltis a Libertadores, principal competição do futebol do continente, em uma final com o Deportivo Cali da Colômbia no Palestra Itália, com grande destaque para o goleiro Marcos, escolhido o melhor jogador da competição. Durante a competição o Palmeiras eliminou times como Vasco (campeão do ano anterior), Corinthians e River Plate, entre outros. O capitão da equipe nessa histórica conquista foi César Sampaio. Outro destaque foi a participação de Paulo Nunes. Além dos gols e passes para seus companheiros, ele se destacou pelas comemorações engraçadas e até mesmo provocativas de seus gols. O elenco ainda era formado pelos laterais Arce (direito) e Júnior (esquerdo); pelos zagueiros Júnior Baiano e Roque Júnior; o volante Rogério; os meio-campistas Alex e Zinho; e pelo atacante Oséas. Também tiveram participação importante na conquista os atacantes Evair e Euller, além do zagueiro Cléber e do volante Galeano. O ano de 1999 também ficaria marcado por um dos jogos mais emocionantes da história alviverde, pela Copa do Brasil. Na ocasião, com uma vitória por 4 a 2 obtida nos minutos finais, o Palmeiras eliminou o Flamengo e se classificou para as semifinais, quando foi superado pelo Botafogo nos pênaltis.

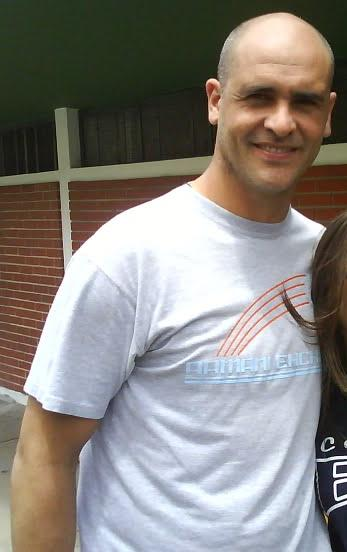
Marcos, ídolo do Palmeiras

#### Perda do título mundial
Em novembro de 1999, o clube é vice-campeão mundial, perdendo para o Manchester United em Tóquio, por 1 a 0, mesmo fazendo uma boa partida. O zagueiro Júnior Baiano e o goleiro Marcos são criticados pelas falhas no gol do Manchester. Além disso, o ataque também foi criticado pelas inúmeras chances de gol desperdiçadas durante a partida, principalmente no segundo tempo.

#### Vice da Libertadores, após eliminação do Corinthians
No ano de 2000, o Palmeiras chegou ao vice-campeonato da Libertadores, perdendo para o Boca Juniors, da Argentina, nos pênaltis, depois de dois empates: 2 a 2 no Estádio de La Bombonera e 0 a 0 no Morumbi. Nas semifinais, em dois jogos épicos, o alviverde elimina o arquirrival Corinthians. Na primeira partida das semifinais da Libertadores de 2000, o alvinegro venceu por 4 a 3. Depois de abrir o placar com um gol do meio-campista Ricardinho e permitir que a equipe alviverde empatasse o jogo em 3 a 3, o alvinegro decidiu o jogo nos minutos finais, com um gol do volante Vampeta. O segundo jogo contou com duas viradas de placar. O Palmeiras abriu a contagem com um gol do atacante Euller; o Corinthians chegou à primeira virada com dois gols de Luizão; e o alviverde virou novamente o jogo e definiu o placar em 3 a 2, com gols de Alex e Galeano.Com a igualdade no saldo de gols, a classificação para a final contra o Boca foi, pelo segundo ano consecutivo, definida nas cobranças de pênalti. O Palmeiras converteu as cinco cobranças, enquanto o adversário desperdiçou o último tiro livre indireto, depois que o goleiro Marcos defendeu a cobrança do ídolo corintiano Marcelinho Carioca, num dos momentos mais marcantes da história da competição. No início da temporada de 2000, o Palmeiras conquistaria o torneio Rio-São Paulo, com uma goleada contra o Vasco de Edmundo e Romário por 4 a 0. Na metade do mesmo ano, com uma equipe de garotos e já com a diminuição expressiva de investimentos da Parmalat, o alviverde vence a Copa dos Campeões, que lhe garantiu o direito de disputar a Libertadores do ano seguinte.

## Palmeiras no Século XXI

### 2001–2007

#### Início do novo milênio sem a Parmalat
Em 2001, no primeiro ano do novo milênio, já sem a Parmalat, o Palmeiras consegue chegar à semifinal da Libertadores da América, mas é eliminado novamente para o Boca Juniors, nos pênaltis, após uma atuação contestada do árbitro paraguaio Ubaldo Aquino na primeira partida, na Argentina, em La Bombonera, por parte da equipe brasileira.

#### Segunda divisão e o retorno à elite
Em 2002, o clube foi rebaixado à segunda divisão do Campeonato Brasileiro devido à péssima campanha no campeonato daquele ano, mesmo contando com uma equipe bastante forte, pelo menos no "papel", já que, na prática, isso não resultou em bons resultados. A última e derradeira partida ocorreu na Bahia na derrota para o Vitória. Em 2003, o Palmeiras disputou e venceu o campeonato da segunda divisão com larga folga em relação aos seus adversários, entre eles o Botafogo do Rio de Janeiro, retornando à primeira divisão no ano seguinte. Nessa equipe campeã da "Série B", o Palmeiras fez uma grande reformulação no seu elenco e apostou as suas fichas em garotos revelados pelo clube, entre eles Vágner Love. Apesar de ser pela segunda divisão, o Palmeiras conseguiu ter o artilheiro do campeonato nacional pela primeira vez em sua história, com o garoto Love. Em 2004, o clube obteve a quarta colocação no campeonato brasileiro e retornou à Libertadores da América, disputa em que é o clube brasileiro com o maior número de participações, além de quatro finais disputadas. No ano de 2005 o Verdão fica novamente em quarto lugar no "Brasileirão" e garante vaga na primeira fase de repescagem da Libertadores de 2006, onde passa com folga pelo Deportivo Táchira da Venezuela, tendo garantido assim, mais uma participação na fase de grupos da competição. Nas oitavas-de-final, o Palmeiras foi eliminado pelo segundo ano consecutivo pelo São Paulo, após dois jogos equilibrados e uma atuação considerada infeliz do trio de arbitragem comandado por Wilson Souza de Mendonça, que de certa maneira "ajudou" a decidir o confronto anotando um pênalti inexistente em cima de Júnior após "armar" de forma involuntária um contra-ataque a favor da equipe do Morumbi. No mesmo ano de 2006, faz boa campanha no Campeonato Paulista, mas termina na terceira posição, devido a ausência de seu melhor jogador até então, Juninho Paulista. No campeonato brasileiro realiza uma das piores campanhas da história palestrina, contudo, consegue escapar do rebaixamento.

#### Em busca do retorno às glórias

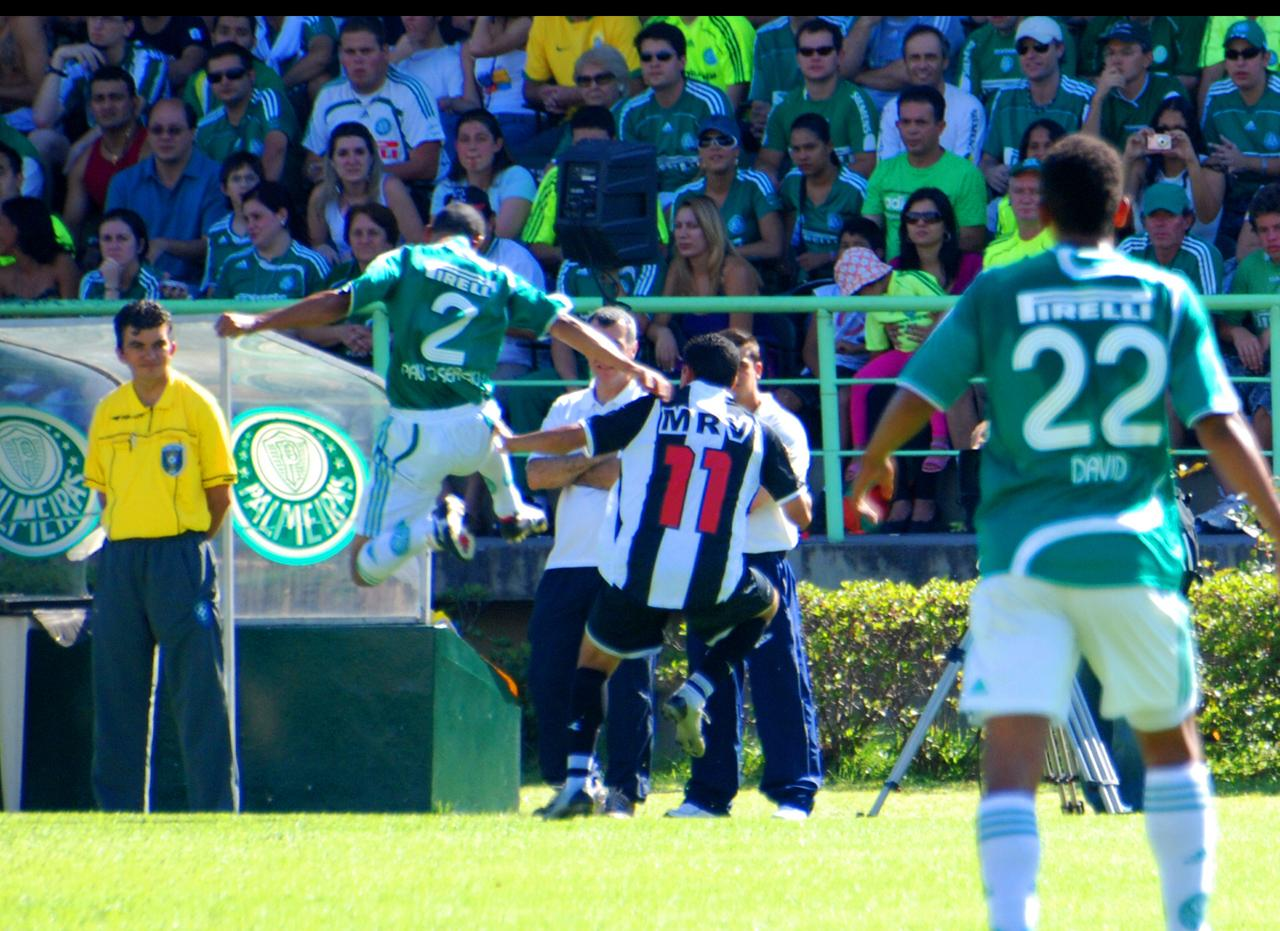
Palmeiras contra Atlético Mineiro, em 2007 no Estádio Palestra Itália.

Após um final de 2006 turbulento, o Palmeiras começa o ano de 2007 renovado, buscando um melhor planejamento para voltar a lutar efetivamente por títulos.
Encerrada a fraca campanha no campeonato brasileiro, o presidente Affonso Della Monica decidiu promover uma grande reformulação no departamento de futebol do clube, mesmo já estando no final de seu primeiro mandato. Essa reformulação iniciou-se com o afastamento do então diretor de futebol Salvador Hugo Palaia, considerado como uma personalidade egocêntrica e geradora de conflitos como o que marcou a saída do elogiado treinador Tite. Sua substituição por Gilberto Cipullo, homem forte do clube nos "anos dourados" da Parmalat, foi seguida pela contratação do técnico Caio Júnior e a dispensa de diversos jogadores que não agradavam a torcida, sendo alguns deles com salários considerados altos para a difícil situação financeira do clube, tais como Juninho Paulista e Marcinho. Para superar algumas perdas, o Palmeiras investiu na contratação de alguns jogadores elogiados pela crítica na última temporada, tais como o zagueiro Edmílson, os volantes Pierre e Martinez, além dos atacantes Florentín e Cristiano.
Com um elenco mais enxuto e buscando planejar a colheita de bons resultados em um maior prazo, o Palmeiras de 2007 é um time em formação, mas que já espera pela crescente pressão dos torcedores para a conquista de títulos importantes (que não aparecem desde 2000).
No campo político, Della Monica conseguiu se reeleger para mais dois anos de mandato dentro do clube em 22 de janeiro, derrotando Roberto Frizzo e colocando em xeque o futuro político do ex-presidente Mustafá Contursi, aliado do rival. Para vencer as eleições, Della Monica contou com o apoio de outros nomes importantes da era Parmalat, como Seraphim Del Grande e Luiz Gonzaga Beluzzo (relegados ao ostracismo durante os anos em que Contursi dirigiu o clube), e de uma maioria significativa de torcedores, esperançosos com a volta de administradores que antes eram considerados como símbolo da boa organização que marcou a gloriosa década de 1990 do alviverde.

### 2008–2010

#### Fim de jejum de estaduais e nova geração de ídolos
Em 2008, o Palmeiras fecha acordo com a Adidas e troca de patrocinador: com a saída da Pirelli, entra a montadora automotiva Fiat, que patrocina a parte da frente e as costas das camisetas. O Palmeiras também fechou contrato com um patrocinador para as mangas do fardamento: as tintas Suvinil. Com a parceria da Traffic, o Palmeiras passou a investir mais em jogadores, já que tinha a sua disposição cerca de R$ 40 milhões. O clube contratou o técnico Wanderlei Luxemburgo, entretanto, este não foi pago pela Traffic. Com um time renovado e liderado pelo meia chileno Valdívia em grande fase, o Palmeiras conquistou, no dia 4 de maio, após um jejum de 12 anos na competição, o Campeonato Paulista de 2008, vencendo a Ponte Preta por um resultado agregado elástico de 6 a 0 (1 a 0 e 5 a 0). Alguns dias antes de ganhar o título, o clube é eliminado da Copa do Brasil pelo Sport após empatar, no Palestra Itália, por 0 x 0 e ser goleado por 4 x 1, na Ilha do Retiro. No Campeonato Brasileiro de 2008, a equipe de Luxemburgo, despontou como uma das favoritas ao título, mas, já sem contar com o Valdívia, encerrou a competição na quarta colocação, que garantiu classificação para a primeira fase da Taça Libertadores da América do ano seguinte. Nesse período a torcida, em busca de esperança, a torcida fez seus ídolos: Kléber, Valdívia e Pierre são os principais.

#### Dois anos para esquecer
Em 2009, o alviverde iniciou a temporada com grandes mudanças, dispensando vários jogadores e contratando jovens revelações. A maior delas foi o atacante Keirrison, que marcou 13 gols nas 10 primeiras partidas que realizou com a camisa do Palmeiras, agora, patrocinada pela Samsung. A equipe alviverde surpreendeu a imprensa especializada no Campeonato Paulista com a melhor campanha na primeira fase, mas foi eliminada nas semifinais pelo Santos. Na Libertadores, oscilou com apresentações que mostraram a inexperiência dos jovens atletas nos jogos em casa, mas se superou em diversas apresentações na casa dos adversários, especialmente nos jogos contra o Colo Colo, do Chile, quando buscou uma classificação para as oitavas-de-final nos últimos minutos de jogo (gol de Cleiton Xavier), e contra o Sport Recife, já nas oitavas, quando eliminou a equipe pernambucana nos pênaltis, com três defesas do goleiro Marcos. 

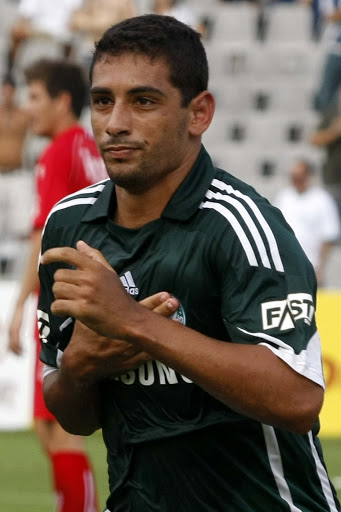
Diego Souza

O Palmeiras foi desclassificado nas quartas-de-final pelo Nacional, depois de empatar por 1 a 1 em casa e por 0 a 0 no campo da equipe uruguaia. No Campeonato Brasileiro, já sob o comando do técnico Muricy Ramalho, o alviverde liderou a competição durante 19 rodadas, mas não conseguiu manter o desempenho na reta decisiva e sequer se classificou para a Copa Libertadores, ficando na quinta colocação e frustrando sua torcida. No dia 29 de novembro, em jogo válido pelo Campeonato Brasileiro, o Palmeiras enfrentou o Atlético Mineiro e ainda buscava sua vaga na Copa Libertadores do ano seguinte. Venceu por 3 a 1 a partida que teve como fato marcante o gol feito pelo meia Diego Souza. O jogador estava um pouco à frente do meio campo, quando o goleiro Carini tirou uma bola dos pés de Vagner Love na intermediária. Diego não deixou a bola tocar na grama e, de primeira, emendou o chute, que encobriu toda a defesa atleticana e caiu dentro das redes. Ele estava a 53 metros de distância do gol. Consciente, o palmeirense usou de sua categoria e conseguiu fazer um gol histórico.
Em 2010, o clube manteve a maior parte do elenco da temporada anterior e obteve um desempenho pífio no primeiro semestre, ficando em apenas 11º lugar do Campeonato Paulista e sendo eliminado nas quartas-de-final da Copa do Brasil, pelo Atlético Goianiense. Nessa primeira metade do ano, o time passou por trocas de técnicos e nem mesmo o campeoníssimo Muricy Ramalho escapou da demissão. Além disso, houve desgaste na relação de alguns jogadores e a torcida, especialmente na polêmica envolvendo o meia Diego Souza, que saiu do clube, após retrucar ofensas de torcedores. O atraso do início das obra em seu estádio foi mais um problema enfrentado pela diretoria ao longo desse ano. O segundo semestre do alviverde tinha tudo para ser melhor com a vinda de ídolos do passado como o técnico Felipão, o atacante Kléber e Valdívia. O novo treinador disse que tinha um elenco limitado e faria um trabalho visando a temporada de 2011. Demorou um pouco para conseguir encaixar a equipe, mas ele conseguiu uma boa sequência de vitórias no nacional e uma classificação emocionante nas oitavas-de-final da Copa Sul-Americana, quando o volante Marcos Assunção fez o gol consagrador nos minutos finais contra o Vitória, reascendendo a esperança da massa palmeirense de obter um título internacional novamente. Contudo, o elenco "abandonou" o Campeonato Brasileiro muito cedo e foi tragicamente eliminado da Copa Sul-Americana nas semifinais da competição, contra o Goiás, frustrando mais uma vez sua torcida, que viu sua equipe encerrar a primeira década do milênio de uma maneira bem menos vitoriosa do que o final do século XX.

### 2011–2013

#### Início ruim da nova década
O primeiro ano da segunda década do terceiro milênio não foi muito diferente dos dois últimos anos da década anterior. No Campeonato Paulista de 2011, a equipe até fez uma boa campanha na primeira fase, empatando em pontos com o líder São Paulo, mas ficando na segunda posição por conta apenas do número de vitórias. Na semifinal, disputada em jogo único contra o arquirrival Corinthians, o alviverde lutou, mas não conseguiu avançar à final. Com arbitragem polêmica do juiz Paulo César de Oliveira, o Palmeiras jogou a maior parte da partida com um jogador a menos, já que o zagueiro Danilo foi expulso por carrinho violento sobre o centroavante corintiano Liédson. Apesar da adversidade e também da expulsão do técnico Luis Felipe Scolari, o Palmeiras dominou a partida e fez o primeiro gol, aos 7 minutos do segundo tempo, com o zagueiro Leandro Amaro. O Corinthians, por sua vez, empatou o jogo aos 19 minutos, com gol do atacante William. A decisão foi para os pênaltis. Nas cobranças, o goleiro corintiano Júlio César defendeu a sexta cobrança, do jogador palmeirense João Vítor, e o peruano Ramirez acertou a cobrança alvinegra, classificando a equipe às finais do campeonato e quebrando um tabu do Corinthians, que nunca havia eliminado o arquirrival por meio de cobranças de pênalti. Poucos dias depois, nas quartas-de-final da Copa do Brasil, o Palmeiras fez uma partida irreconhecível e foi impiedosamente goleado pelo Coritiba por 6 a 0, em Curitiba. No jogo de volta, tentou reverter o placar, mas não passou de um 2 a 0, que resultou na eliminação da equipe na competição. No Campeonato Brasileiro, a equipe começou bem, mas, depois de uma polêmica envolvendo o atacante Kléber, que exigia maior reconhecimento salarial, o grupo passou por uma má fase durante boa parte da competição, incluindo aí a dispensa do atacante pelo técnico Luis Felipe Scolari. Nas rodadas finais, até se recuperou com gols salvadores do volante Marcos Assunção, mas não passou de um 11º lugar no campeonato.

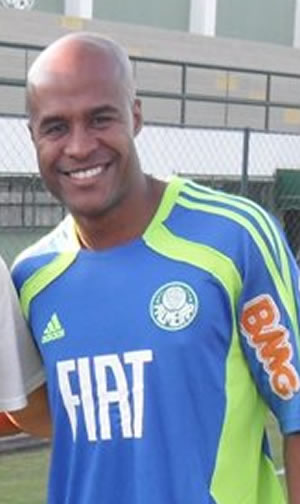
Marcos Assunção

#### Volta do maior campeão nacional e novo rebaixamento
O Palmeiras começou o ano de 2012 desacreditado pela imprensa e pela própria torcida, em função da fraca temporada de 2011. O alviverde iniciou o ano com poucas mudanças no elenco, com a aposentadoria do ídolo Marcos, mas venceu a primeira partida de 2012 com uma vitória sobre o Ajax, da Holanda, em amistoso disputado no Estádio do Pacaembu. Entre as poucas contratações para a temporada, o maior destaque foi o atacante argentino Hernán Barcos, vindo da LDU do Equador. A equipe ainda trouxe o lateral-esquerdo Juninho, do Figueirense de Santa Catarina, e o meia Daniel Carvalho, numa negociação com o Atlético Mineiro.
O Palmeiras iniciou o Campeonato Paulista de Futebol de 2012 regular, com Hernán Barcos fazendo 13 gols nos 10 primeiros jogos, mas chegou ao final da competição sem o mesmo aproveitamento e caiu nas quartas de final da competição diante do Guarani. Em contrapartida, na Copa do Brasil, o clube fez campanha impecável, confirmando a fama de Luiz Felipe Scolari de ser especialista em competições mata-mata. O alviverde eliminou o Coruripe, de Alagoas, na Primeira Fase; o Horizonte, do Ceará, na Segunda Fase; o Paraná Clube nas oitavas de final; e o Atlético Paranaense nas quartas de final.
Na semifinal, contra o Grêmio, o Palmeiras chegou a ser apontado como azarão pela imprensa, mas conseguiu importante vitória por 2 a 0, em pleno Estádio Olímpico, em Porto Alegre, na primeira partida, que teve o centroavante Hernán Barcos e o atacante Mazinho como grandes destaques. No jogo de volta, na Arena Barueri, segurou o empate por 1 a 1, com atuação decisiva do meia Valdívia, e chegou à sua primeira final de competição nacional em 12 anos. Na final, disputada contra o Coritiba, o alviverde mais uma vez entrou em campo desacreditado pela imprensa, mas, apoiado pela torcida e por um esquema tático sólido implantado por Scolari, venceu o primeiro jogo da decisão, em Barueri, por 2 a 0, com gols de Valdívia e Thiago Heleno e importante participação do volante Marcos Assunção. Na partida de volta, disputada na capital paranaense, no Estádio Couto Pereira, o Palmeiras fez grande partida, segurou o Coritiba e a torcida e arrancou um empate por 1 a 1. O resultado levou a equipe alviverde ao título invicto da competição, consolidou o clube como o maior vencedor de títulos nacionais da história, com 11 conquistas, e classificou os paulistas para a Copa Libertadores da América do ano seguinte.
O que parecia ser o ano da redenção e retorno às tradições vitoriosas se transformou, no segundo semestre de 2012, no ano dos extremos, já que, apesar de ter ratificado a marca de maior campeão nacional da história, o Palmeiras amargou um novo rebaixamento para a Série B do Campeonato Brasileiro, depois de uma campanha marcada por uma série de contusões de jogadores, mau planejamento, elenco limitado e uma administração bastante questionada de seu presidente Arnaldo Tirone. A equipe foi matematicamente levada à segunda divisão na antepenúltima rodada da Série A, depois de um empate contra o Flamengo, em Volta Redonda, por 1 a 1, e de placares desfavoráveis de seus adversários diretos, como o Bahia e a Portuguesa.

#### Novo retorno à elite

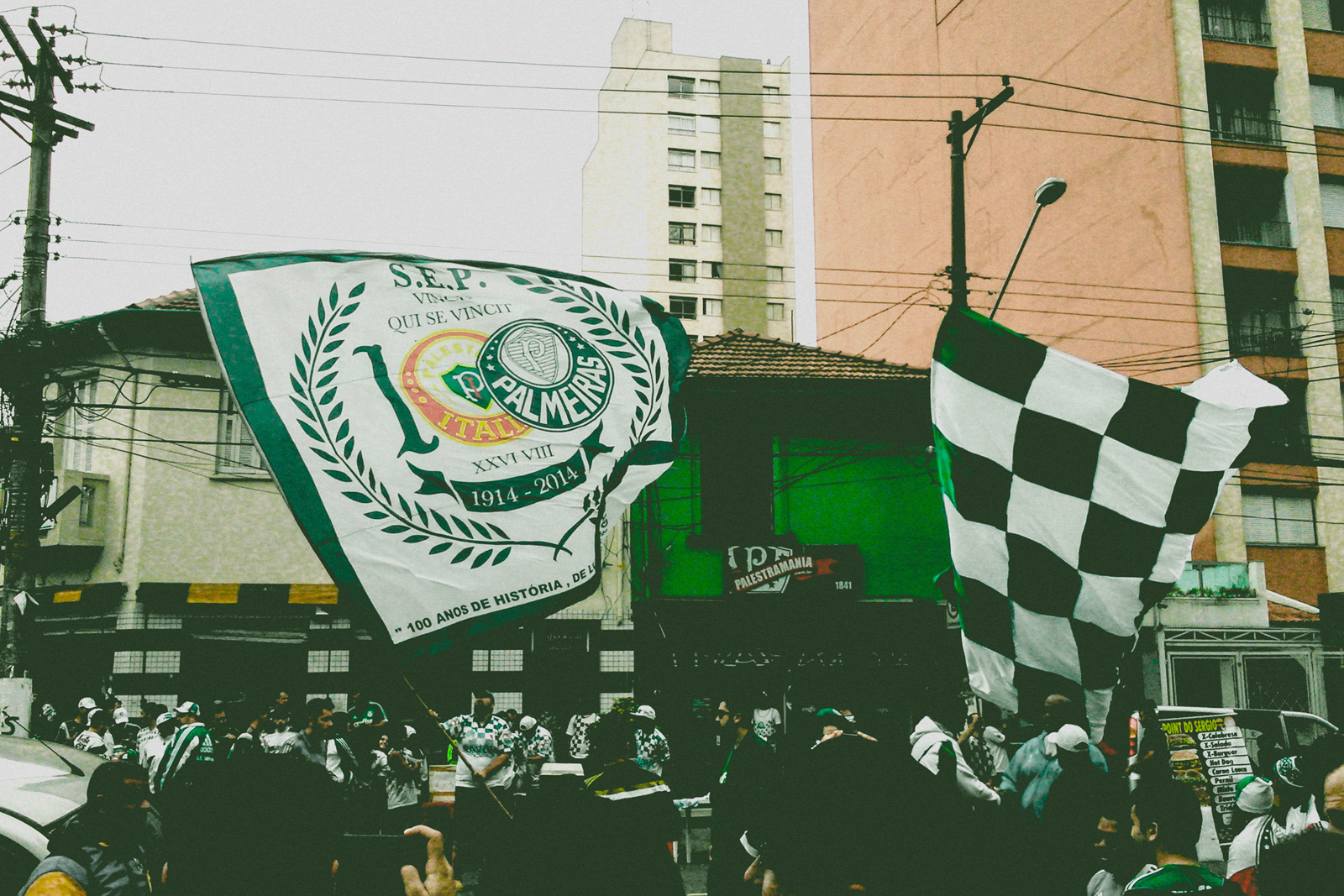
Torcedores do Palmeiras em dia de jogo em frente ao Allianz Parque na Rua Palestra Itália

Após o ano incomum de conquista e rebaixamento, o Palmeiras teve como principal meta de 2013 a volta à divisão principal do Campeonato Brasileiro. A primeira novidade do ano foi a eleição do presidente Paulo Nobre, que simbolizou uma esperança de renovação administrativa do clube após a polêmica gestão de Arnaldo Tirone. O primeiro semestre foi de desafios e dificuldades, com a nova gestão tentando reestruturar o clube e tendo o desafio de montar um elenco de jogadores num momento de crise financeira. Logo em fevereiro, a torcida foi surpreendida com a venda de seu principal jogador, o centroavante argentino Barcos, para o Grêmio, que, em contrapartida, liberou quatro jogadores ao alviverde e uma quantia em dinheiro para fechar o negócio. Ainda na primeira metade do ano, o time foi eliminado pelo Santos, na disputa de pênaltis, pelas oitavas de final do Campeonato Paulista. Na Copa Libertadores da América, puxado pela torcida nos jogos disputados em casa, o time até vinha bem, mas foi eliminado também nas oitavas, em pleno Estádio do Pacaembu, pela equipe mexicana do Tijuana, após frango histórico do goleiro Bruno, que substituía o titular Fernando Prass. Em agosto de 2013, o clube promoveu uma nova reformulação no Avanti, com a criação de novas faixas para o plano de sócio torcedor e a inclusão de novos benefícios para os associados. Depois disso, o programa deu um salto importante, chegando muito próximo da marca de 40 mil associados. Na Série B de 2013, com uma campanha com clara superioridade da equipe ante as demais e tendo como destaques as participações de Fernando Prass, Alan Kardec e Valdivia, o Palmeiras subiu novamente à primeira divisão com 6 rodadas de antecedência, garantindo a participação na Série A de 2014, ano de seu centenário. O título foi conquistado no dia 16 de novembro, depois de o alviverde derrotar o Boa Esporte, por 3 a 0, no Estádio do Pacaembu.

### 2014 - Centenário, início da era da nova arena e retorno às grandes conquistas

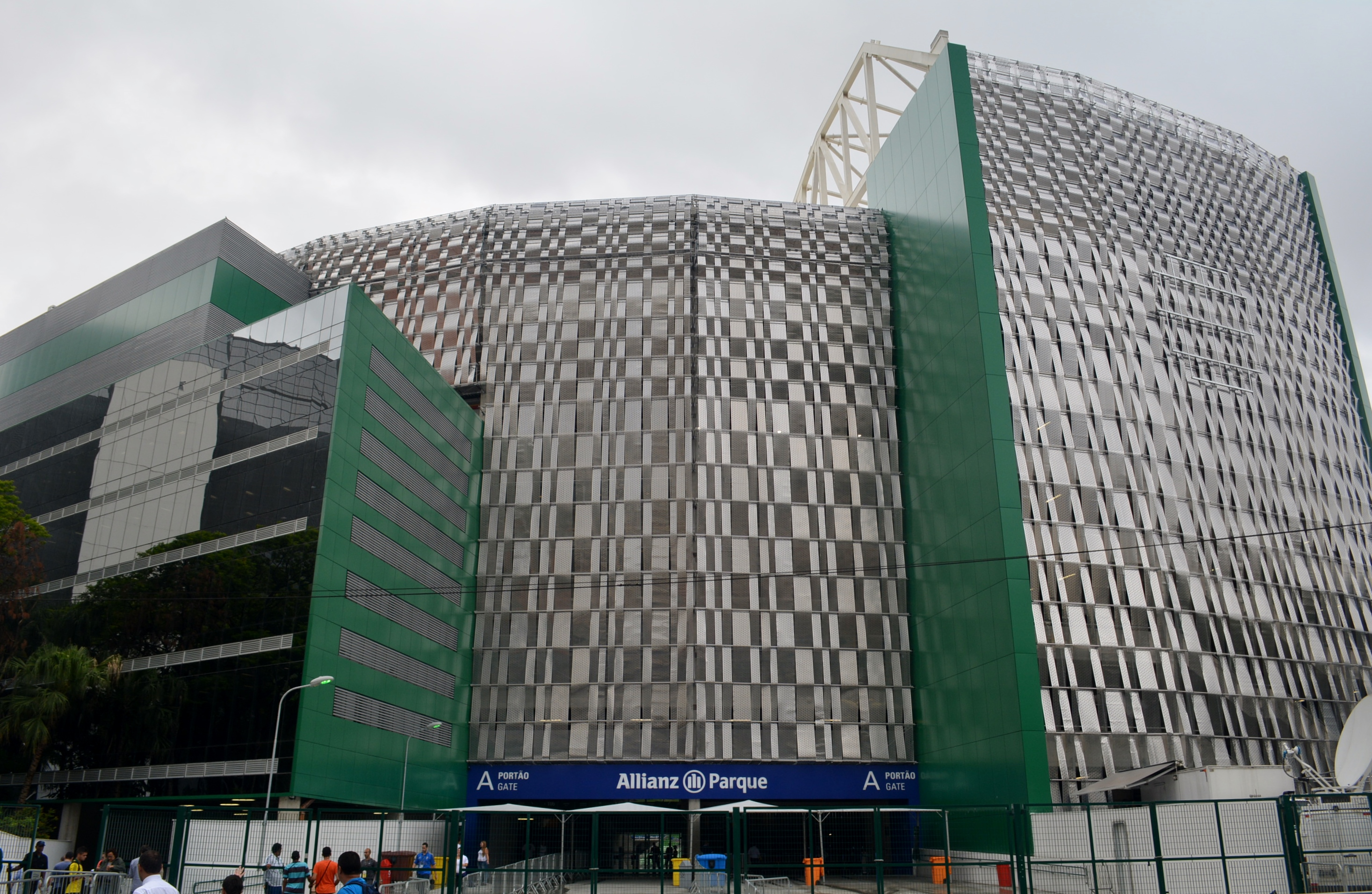
Fachada do Allianz Parque em fevereiro de 2015

2014 marcou para o Palmeiras, ao mesmo tempo, o ano de seu centenário e o ano da inauguração do Allianz Parque, a nova arena alviverde. Depois de retornar à elite do futebol brasileiro com sobras no ano anterior com o título da Série B, o clube ainda passou por um período de dificuldades para recuperar a imagem desgastadas por dois rebaixamentos num período curto para uma equipe vencedora como o Palmeiras. Com campanhas modestas no Campeonato Paulista e na Copa do Brasil, o alviverde trocou várias vezes de técnico em 2014 e escapou por muito pouco de um novo rebaixamento no Campeonato Brasileiro. Em meio às várias ações comemorativas do centenário ao longo do ano, o maior presente para o Palmeiras foi mesmo a inauguração da tão esperada arena, que se tornaria em pouco tempo num dos maiores reforços do clube para se reerguer.
A inauguração oficial do Allianz Parque foi realizada no dia 19 de novembro de 2014, já quase no final do ano, no jogo entre Palmeiras e Sport, pela trigésima quinta rodada do Brasileiro. A fase estava tão complicada que a equipe alviverde foi derrotada por 2 a 0 pelo clube pernambucano. A partida também entrou para a história do futebol paulista porque atingiu marcas expressivas relacionadas à renda do jogo. Além do maior volume de dinheiro arrecadado pelo Palmeiras em toda sua história num confronto de futebol, o evento teve a maior arrecadação de todos os tempos entre os jogos dos grandes times do Estado de São Paulo realizados na capital paulista. Com o público de 35.939 pagantes, o alviverde obteve renda bruta de R$ 4.915.885,00 e receita líquida de R$ 3.623.234,67.

#### A conquista emocionante da Copa do Brasil
Em 2015, quando a nova Arena teve seu primeiro ano completo de existência, o local foi palco de vários jogos com recorde de público e renda e fechou o ano com a emocionante conquista palmeirense do tricampeonato da Copa do Brasil, disputa que teve o goleiro Fernando Prass como grande herói.
Meses antes, Prass já havia entrado para a história alviverde depois de ser fundamental na classificação da equipe para as finais do Campeonato Paulista, quando defendeu dois pênaltis na semifinal e, com isso, o Palmeiras eliminou o Corinthians em pleno campo rival. Na final do Paulistão, o Palmeiras perdeu a decisão nos pênaltis para o Santos na Vila Belmiro.

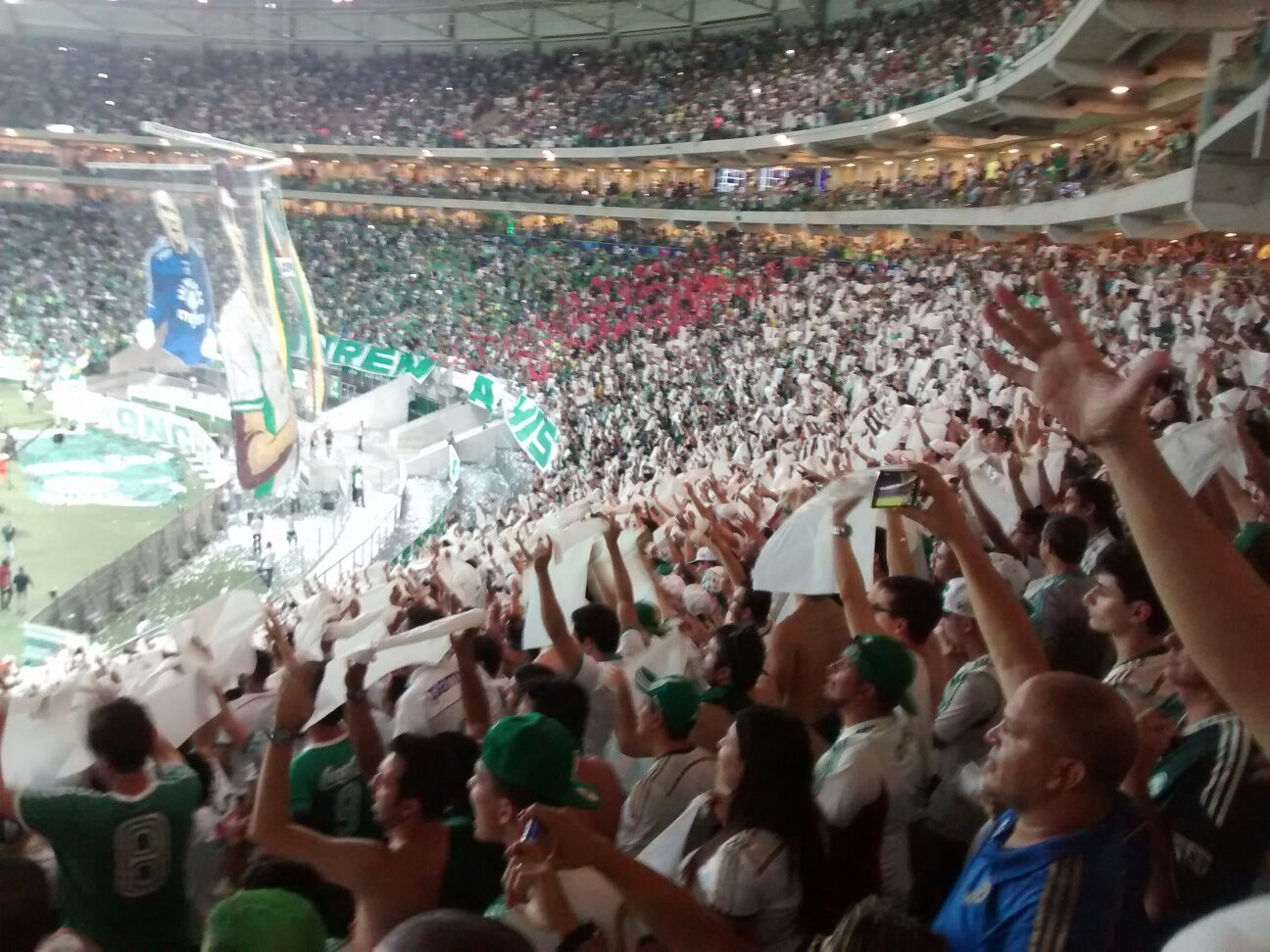
Torcida do Palmeiras na final da Copa do Brasil de 2015

O primeiro título da história do Allianz Parque foi conquistado no dia 2 de dezembro de 2015, na primeira finalíssima de um campeonato disputado na arena. Na ocasião, a equipe alviverde derrotou o Santos no tempo normal. Precisando reverter o placar da primeira partida, quando havia perdido por 1 a 0, o Palmeiras venceu o clube do litoral paulista por 2 a 1, com dois gols do atacante Dudu para o lado alviverde, marcados aos 11 e aos 39 minutos do segundo tempo, e um gol marcado pelo centroavante Ricardo Oliveira para a equipe santista, aos 41 minutos da mesma etapa.
Com a igualdade no saldo de gols nas finais, a disputa do título foi para os pênaltis e foi vencida pelo Palmeiras por 4 a 3. Prass defendeu um dos pênaltis cobrados pelo Santos e converteu a cobrança decisiva que deu o título para a equipe alviverde, num momento histórico para o clube.
Com a conquista da Copa do Brasil, o Palmeiras ratificou sua condição de equipe brasileira com mais títulos nacionais, chegando a 12 conquistas (8 brasileiros, 3 copas do Brasil e 1 Copa dos Campeões).

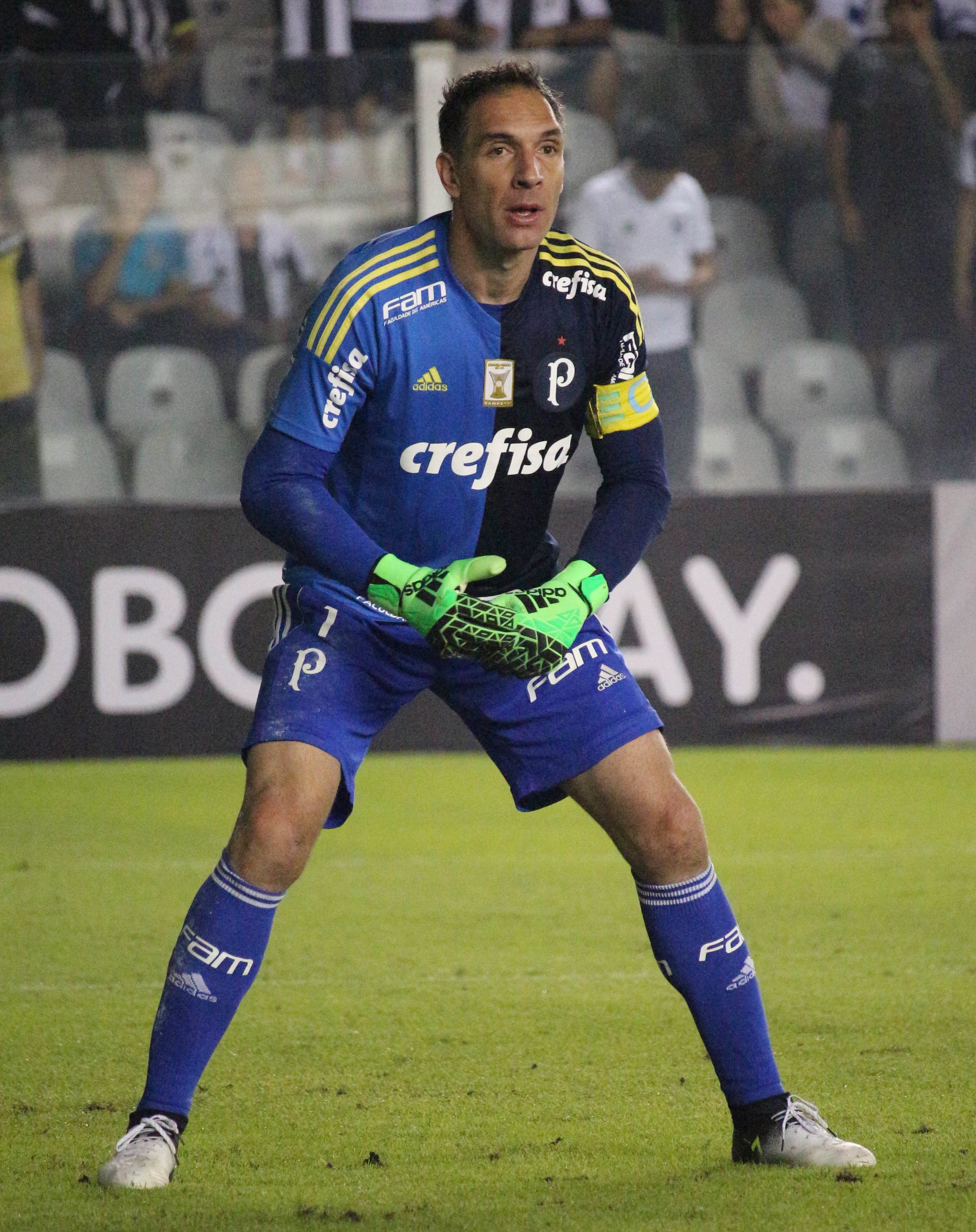
Fernando Prass

#### Campeonato Brasileiro, 22 anos depois
Em 2016, sob o comando do técnico Cuca e com jogadores decisivos, como Dudu, Gabriel Jesus, Moisés e Zé Roberto, o alviverde confirmou seu retorno às conquistas de grande porte e chegou ao seu nono título do Campeonato Brasileiro, depois de liderar 26 das 38 rodadas da competição e realizar a segunda melhor campanha da história dos pontos corridos.  O título veio no dia 27 de novembro de 2016, depois de o clube derrotar a equipe catarinense da Chapecoense por 1 a 0, com gol marcado pelo lateral Fabiano. Na ocasião, um público pagante de 40.986 pessoas presenciou a conquista histórica do alviverde paulista. Este não somente representou o novo recorde da arena como também marcou o maior público de toda a história do estádio, se for contado o velho Estádio Palestra Itália. O recorde total anterior pertencia ao jogo decisivo do Campeonato Paulista de 1976, quando o Palmeiras foi campeão derrotando o XV de Piracicaba por 1 a 0.

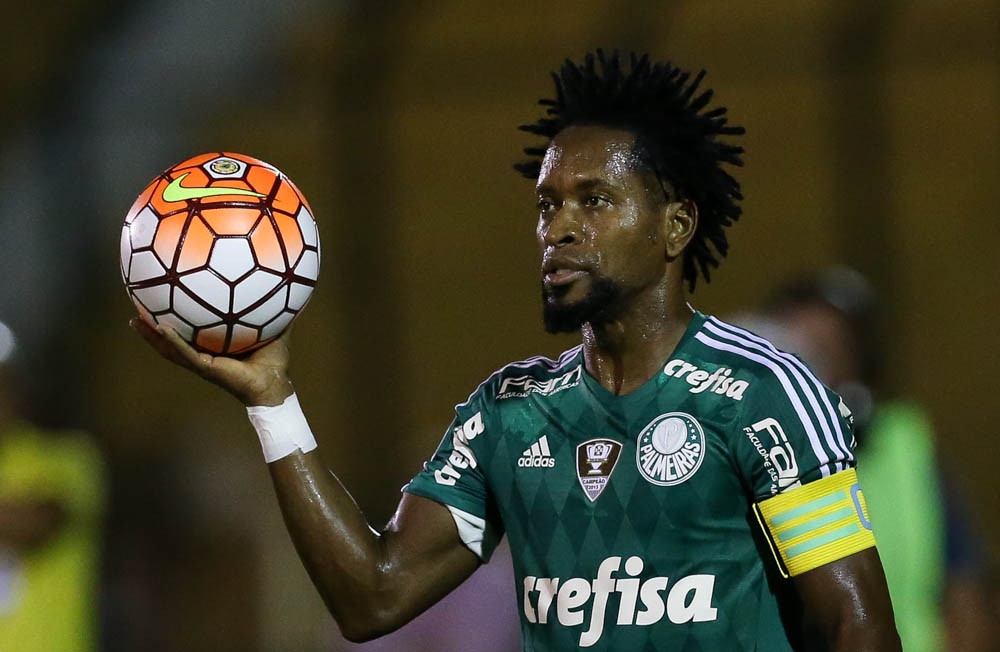
Zé Roberto

A conquista fez com que o Palmeiras encerrasse um tabu de 22 anos sem um título deste tipo de competição e se consagrasse como eneacampeão.

#### Decacampeonato: O maior vencedor do futebol nacional
O Palmeiras confirmou mais um título nacional, em 2018, após vencer o Vasco, no dia 25 de novembro, no Estádio de São Januário, no Rio de Janeiro, com gol de Deyverson, no segundo tempo. Com isso, garantiu o Campeonato Brasileiro pela 10ª vez na história. Foi um feito inédito, já que nenhum time do país havia alcançado a expressiva marca de uma dezena de troféus do principal torneio nacional.
Com a conquista, o Verdão também ampliou sua vantagem como Maior Campeão do Brasil: além dos dez troféus do Brasileirão, o time faturou a Copa do Brasil três vezes e a Copa dos Campeões em uma oportunidade, totalizando 14 taças nacionais.
Além disso, pela primeira vez na história do Campeonato Brasileiro, o Palmeiras conquistou o título ou foi vice-campeão em três temporadas consecutivas – as taças vieram em 2016 e 2018, enquanto a equipe ficou na segunda colocação em 2017. De quebra, o time assegurou a participação na Conmebol Libertadores pela quarta vez seguida, o que nunca havia ocorrido antes.
A campanha palmeirense contou com 23 vitórias, 11 empates e apenas 4 derrotas. O alviverde marcou 61 gols e foi vazado 24 vezes. Foram 18 jogos em casa, sendo 14 no Allianz Parque e 4 no estádio do Pacaembu, com 15 vitórias, 2 empates e uma única derrota, e 19 longe de seus domínios – 7 triunfos, 9 igualdades e 3 reveses.
Campeão com 77 pontos e uma rodada de antecedência, o Alviverde terminou o primeiro turno na 6ª posição, com oito pontos de distância para o Flamengo, até então líder do torneio. A histórica campanha na segunda metade da competição, no entanto, foi mais do que suficiente para trazer o título para o Palestra Italia.
Foram 44 pontos em 18 jogos do segundo turno até aqui, com 18 partidas sem ser derrotado. Antes de o segundo turno começar, inclusive, o Verdão já somava três partidas de invencibilidade. Hoje, portanto, o time chegou a 23 duelos invictos, que é o recorde de invencibilidade da era dos pontos corridos (ou seja, a partir de 2003), superando as 19 partidas sem revés do rival Corinthians, sequência obtida em 2017. A série pode aumentar ainda mais, visto que há outro duelo oficial pela frente: contra o Vitória, em casa.
Os comandados de Luiz Felipe Scolari já haviam batido a marca de 15 jogos consecutivos de invencibilidade conquistada no Brasileiro de 2016, então ano do último título brasileiro, e superou os números do time de 1997/1998, que ficou 18 embates invicto em duelos válidos pela competição. A próxima marca invicta em Brasileiros a ser atingida é de 1994, com 23 encontros sem derrotas (resta uma), e, depois, 26 partidas impostas entre 1972 e 1973 (série recordista).
Além de ter somado mais pontos do que o restante dos clubes do Campeonato Brasileiro, o Verdão liderou diversos quesitos ao longo da competição: mais vitórias (21), menos derrotas (4), melhor ataque (60), melhor defesa (-24) e melhor saldo de gols (36), além de, segundo números do Footstats contabilizados até a 36ª rodada, ser o clube que mais dribla (247), mais intercepta bolas (212), mais desarma (811), mais faz lançamentos (1578) e mais faz viradas de bola (161).

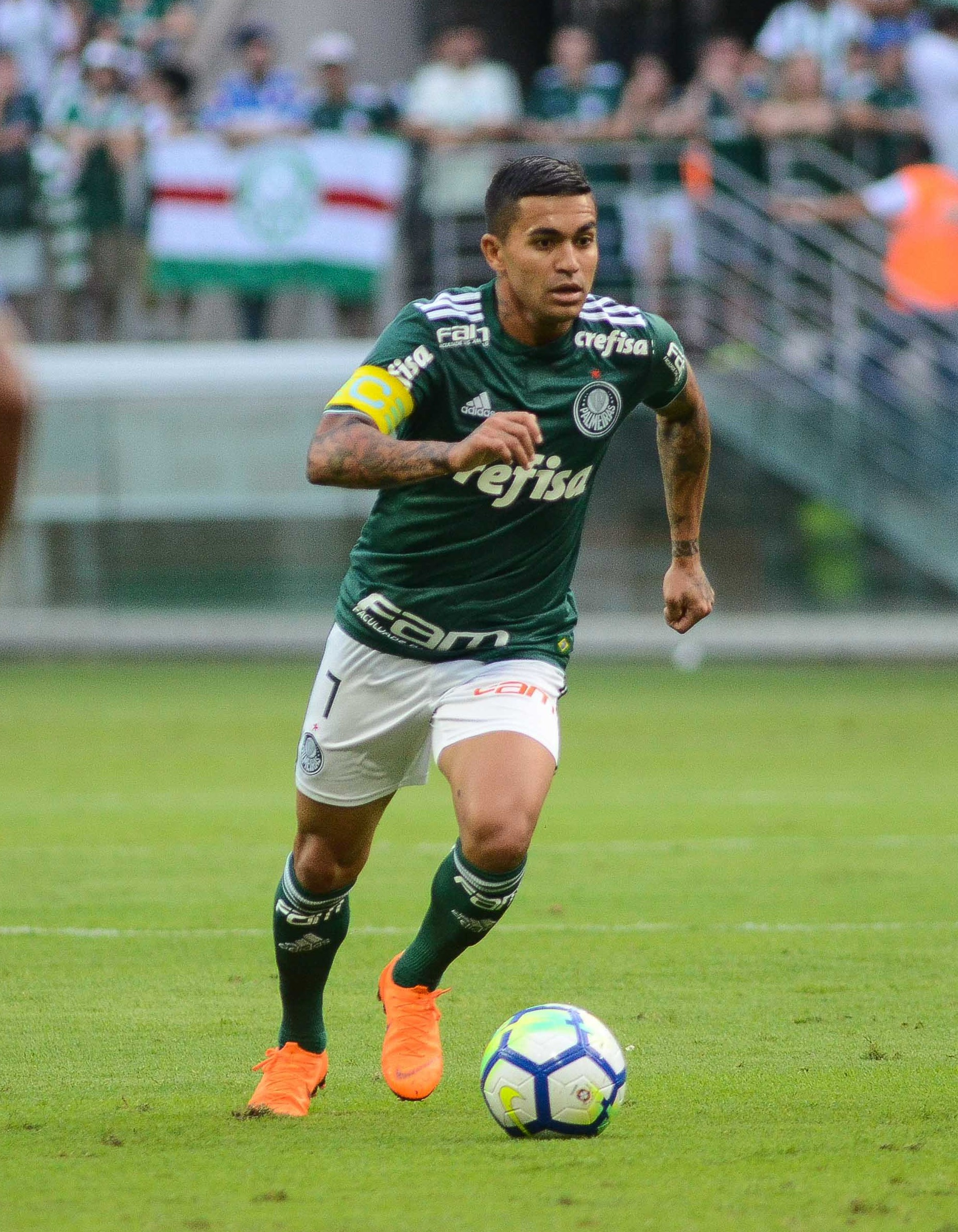
Dudu

Ao longo da competição, o time foi dirigido por dois técnicos: Roger Machado (6 vitórias, 5 empates e 4 derrotas) e Luiz Felipe Scolari (15 vitórias e 5 empates), além de Wesley Carvalho (uma vitória) e Paulo Turra (um empate), que utilizaram, ao todo, 29 atletas. Treinador mais vitorioso do país, Felipão conquistou o Brasileirão pela segunda vez – a primeira foi em 1996, pelo Grêmio.
O meio-campista Lucas Lima liderou a lista de atletas do Palmeiras que mais atuaram na competição nacional – foram 33 jogos, enquanto Bruno Henrique e Willian, empatados na segunda colocação, jogaram 32 vezes. A artilharia da equipe verde e branca, até aqui, está com o próprio Willian, que balançou as redes 10 vezes, seguido por Deyverson, com 9 gols. Já o responsável do time por mais assistências no campeonato foi Dudu (12).
No elenco campeão de 2018, 11 jogadores também fizeram parte da vitoriosa campanha do título do Brasileirão de 2016 e, portanto, são bicampeões pelo clube: os goleiros Fernando Prass e Jailson, os zagueiros Edu Dracena e Thiago Martins, os meio-campistas Thiago Santos, Jean, Moisés, Vitinho e Tchê Tchê e os atacantes Artur e Dudu. Destaque para Jean e Edu Dracena, além do atacante Willian, que foram campeões pela quarta vez em suas carreiras, entrando para uma seleta lista de profissionais que venceram ao menos um título da competição pelo Alviverde e são tetracampeões – o grupo conta com o goleiro Emerson Leão, o zagueiro Antônio Carlos Zago e o volante Amaral, que estão atrás do trio de meio-campistas pentacampeões Dudu, Ademir da Guia e Zinho.
Dos 19 adversários do Alviverde no campeonato, a equipe venceu 18 deles ao menos uma vez. Apenas o Flamengo não foi superado pelo Verdão nesta edição do Brasileirão – os times empataram por 1 a 1 nos dois jogos disputados.

#### Pandemia e título paulista histórico contra o Corinthians

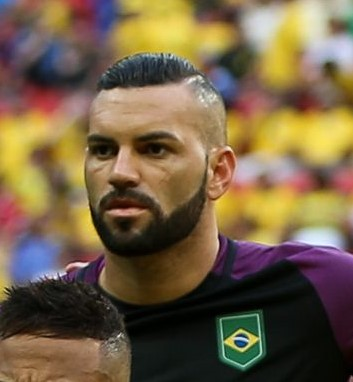
Weverton

O ano de 2020 foi marcado pela pandemia de covid-19, que matou milhares de pessoas no mundo e provocou a paralisação das competições esportivas entre março e julho. Com isso, o Campeonato Paulista foi também paralisado, tendo sua decisão acontecendo apenas em agosto, quando o normal seria em abril. A despeito do momento triste da pandemia, a torcida palmeirense teria uma alegria histórica, já que o alviverde disputou e levou o título na finalíssima da competição estadual justamente contra o seu maior rival: o Corinthians, equipe que vinha mal no torneio e que ganhou fôlego justamente após vencer o Palmeiras perto do fim da primeira fase no primeiro Derby Paulista sem público de toda a história, seguindo medidas de segurança para evitar a propagação do novo coronavírus. Além da já tradicional rivalidade, os confrontos finais do Campeonato Paulista de 2020 também traziam o Palmeiras “engasgado” com a polêmica decisão de 2018, quando o Corinthians venceu o campeonato estadual daquele ano em pleno Allianz Parque. A decisão ainda trazia a oportunidade de um tetracampeonato inédito do alvinegro, fato que só havia sido conseguido na competição pelo Paulistano na era amadora.
Após a primeira final, criticada por imprensa e torcida pela qualidade pífia, terminar empatada por 0 a 0 na Arena Corinthians, a finalíssima foi disputada na arena alviverde em 8 de agosto, dia no qual o Brasil ultrapassou a marca de 100 mil mortos pela covid-19.

Felipe Melo erguendo a taça do Campeonato Paulista de 2020

Com portões fechados justamente pela pandemia, mas com mosaicos preparados pela torcida alviverde, a primeira finalíssima de Campeonato Paulista sem público e em grama artificial contava com vitória do Palmeiras por 1 a 0 (gol de Luiz Adriano) até os 51 minutos do segundo tempo, quando o atacante Jô foi derrubado pelo zagueiro Gustavo Gomez na grande área alviverde no último segundo da partida, num dos momentos mais incríveis da história do Derby. Para desespero de um time que se preparava para soltar o grito de campeão e esperança para uma equipe praticamente derrotada, o Corinthians, com o mesmo Jô cobrando penalidade máxima, empatou a partida e levou a disputa para os pênaltis.
Nas cobranças alternadas, o goleiro alvinegro Cássio defendeu uma penalidade, mas o goleiro alviverde Weverton defendeu duas e virou herói do jogo. A cobrança que definiu o título histórico alviverde ficou com o novato Patrick de Paula, recém-chegado das categorias de base do alviverde e que, dois anos antes, havia disputado a Taça das Favelas do Rio de Janeiro.
Com o título, o Palmeiras, novamente com Vanderlei Luxemburgo no comando, rompeu um hiato de 12 anos sem títulos estaduais, impediu o tetracampeonato corintiano e desempatou a disputa em finais de Campeonato Paulista contra o rival, passando a ter 4 conquistas em decisões contra 3 do alvinegro.

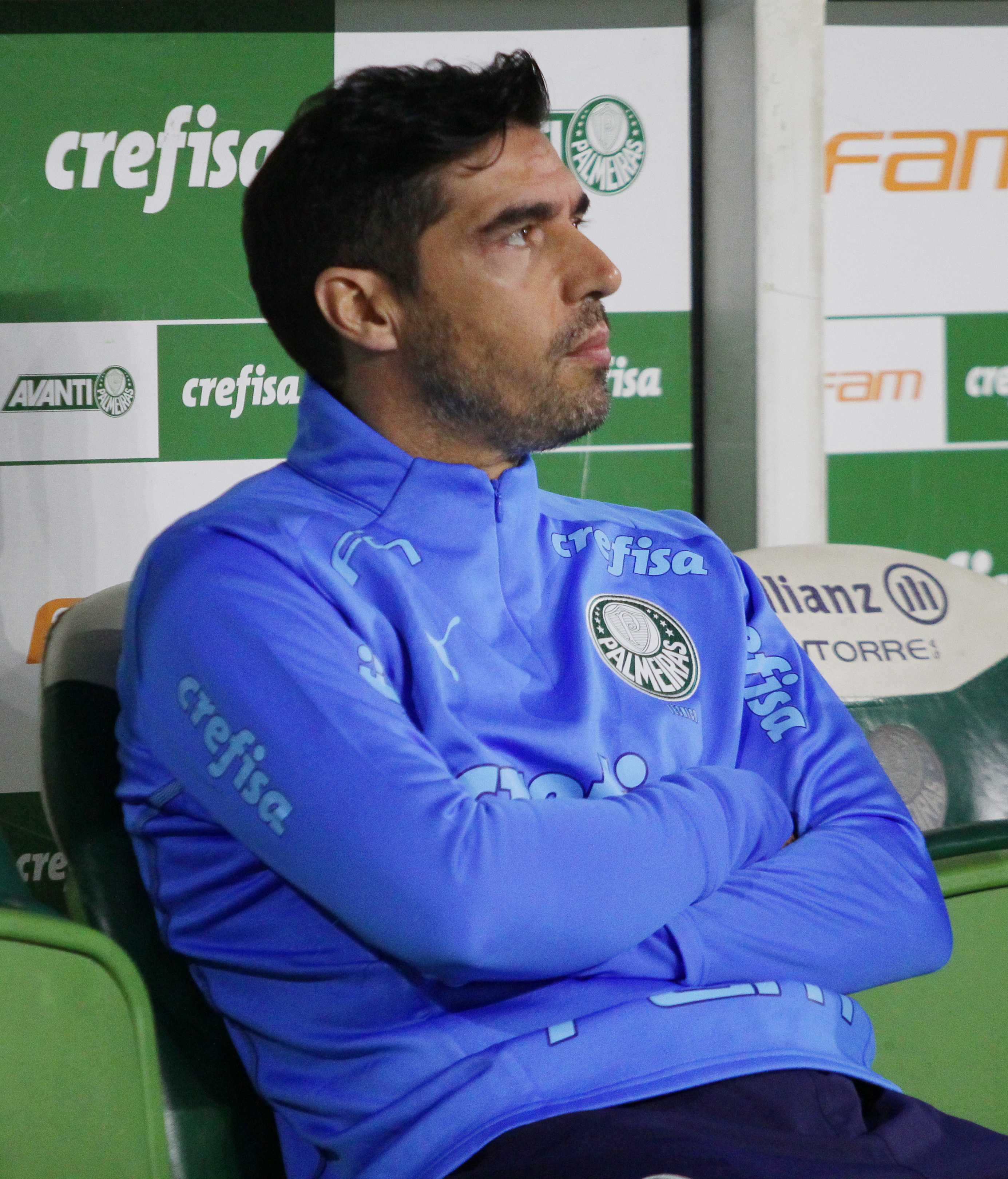
Abel Ferreira

#### Protagonista em todas as disputas
Tal qual o Campeonato Paulista, as demais competições importantes do futebol mundial sofreram atrasos em virtude da pandemia. Entre as disputas das quais o Palmeiras participou, foi o caso também da Copa Libertadores da América de 2020, da Copa do Brasil de 2020 e do Campeonato Brasileiro de Futebol de 2020, que tiveram suas fases decisivas entrando já no ano de 2021. Em todas essas competições, reforçando uma condição observada no final da década, o alviverde foi protagonista. A equipe ficou em 2020 entre os seis melhores colocados durante a maior parte do campeonato nacional e chegou às finais da Copa do Brasil e da Copa Libertadores da América.
Após conquistar o Campeonato Paulista contra o Corinthians, o técnico Vanderlei Luxemburgo não continuou no cargo por muito tempo, já que, a despeito da equipe até ficar bem colocada nas competições disputadas, apresentava um futebol cuja qualidade não convencia a torcida e a imprensa esportiva. A queda de Luxemburgo foi definida em outubro, após uma derrota por 3 a 1 do Palmeiras sobre o Coritiba, no Allianz Parque, pelo Campeonato Brasileiro.
Depois da saída de Luxemburgo, o auxiliar técnico Andrey Lopes, popularmente conhecido como Cebola, assumiu o comando da equipe e conseguiu fazer o Palmeiras apresentar um futebol que animou torcida e imprensa esportiva, com vitórias importantes e com alto número de gols nas três competições que disputava. A boa performance do time sobe comando de Cebola, foi apelidada por torcida e imprensa de "Cebolismo", numa referência ao estilo ofensivo da equipe.
Para comandar a equipe, o Palmeiras anunciou a contratação do técnico português Abel Ferreira, que estava treinando o PAOK, da Grécia. O português deu sequência ao estilo de Cebola, com algumas alterações e manteve o alviverde bem nas disputas, mesmo com o calendário apertado, com desfalques importantes por lesão e com um surto de covid que atingiu 20 atletas.
Em 2020, pela Copa Libertadores, o Palmeiras foi, pelo terceiro ano consecutivo, a melhor equipe da fase de grupos e também atingiu até as quartas de final pela terceira vez consecutiva, seguindo na competição até a final, onde alcançou o bicampeonato.

Jogo entre Palmeiras e Corinthians pelo Campeonato Brasileiro de 2020 que contou com goleada alviverde por 4 a 0

Na Copa do Brasil, a equipe entrou nas oitavas de final por estar disputando a Libertadores. Eliminou o Bragantino nas oitavas, após vitórias por 3 a 1 fora de casa e por 1 a 0 no Allianz Parque. Nas quartas de final, eliminou o Ceará após uma vitória por 3 a 0 em casa e um empate por 2 a 2 em Fortaleza. Nas semifinais, eliminou o América-MG após um empate por 1 a 1 no Allianz Parque e uma vitória por 2 a 0 em Minas Gerais. Com esse retrospecto, a equipe chegou mais uma vez à final da Copa do Brasil, que seria disputada apenas em 2021, e repetia o feito pela terceira vez em dez anos.
Pelo Campeonato Brasileiro, a equipe se manteve entre os quatro primeiros da competição até o fim de 2020, mas caiu um pouco na tabela no trecho de 2021 do campeonato, a partir do momento que passou a disputar as semifinais e a final da Copa Libertadores da América. Entre os maiores resultados obtidos na competição nacional, uma das vitórias mais festejadas pela torcida alviverde foi a goleada por 4 a 0 aplicada no Corinthians no Allianz Parque. Em janeiro de 2021, os rivais jogaram pelo returno do campeonato que invadiu o calendário do ano seguinte em virtude da ainda presente pandemia de covid-19, que, no dia do jogo, já havia causado mais de 200 mil mortos no Brasil. O Palmeiras teve que lidar com um calendário adaptado de jogos com poucos dias de intervalo e que fez a partida contra o Corinthians ser disputada em plena segunda-feira à noite. No confronto realizado sem público, o alviverde superou com folga o rival, que vinha de quatro vitórias consecutivas na competição, e aplicou a goleada. O meia Raphael Veiga e o centroavante Luiz Adriano marcaram no primeiro tempo e repetiram o feito na etapa complementar. O placar elástico manteve o Palmeiras na disputa pelo título da competição e igualou a maior goleada do Século XXI do Derby Paulista, conquistada também pelo alviverde em 2004 por 4 a 0. Também foi o maior placar do clássico desde a inauguração das novas arenas.

#### Bicampeão da Copa Libertadores da América

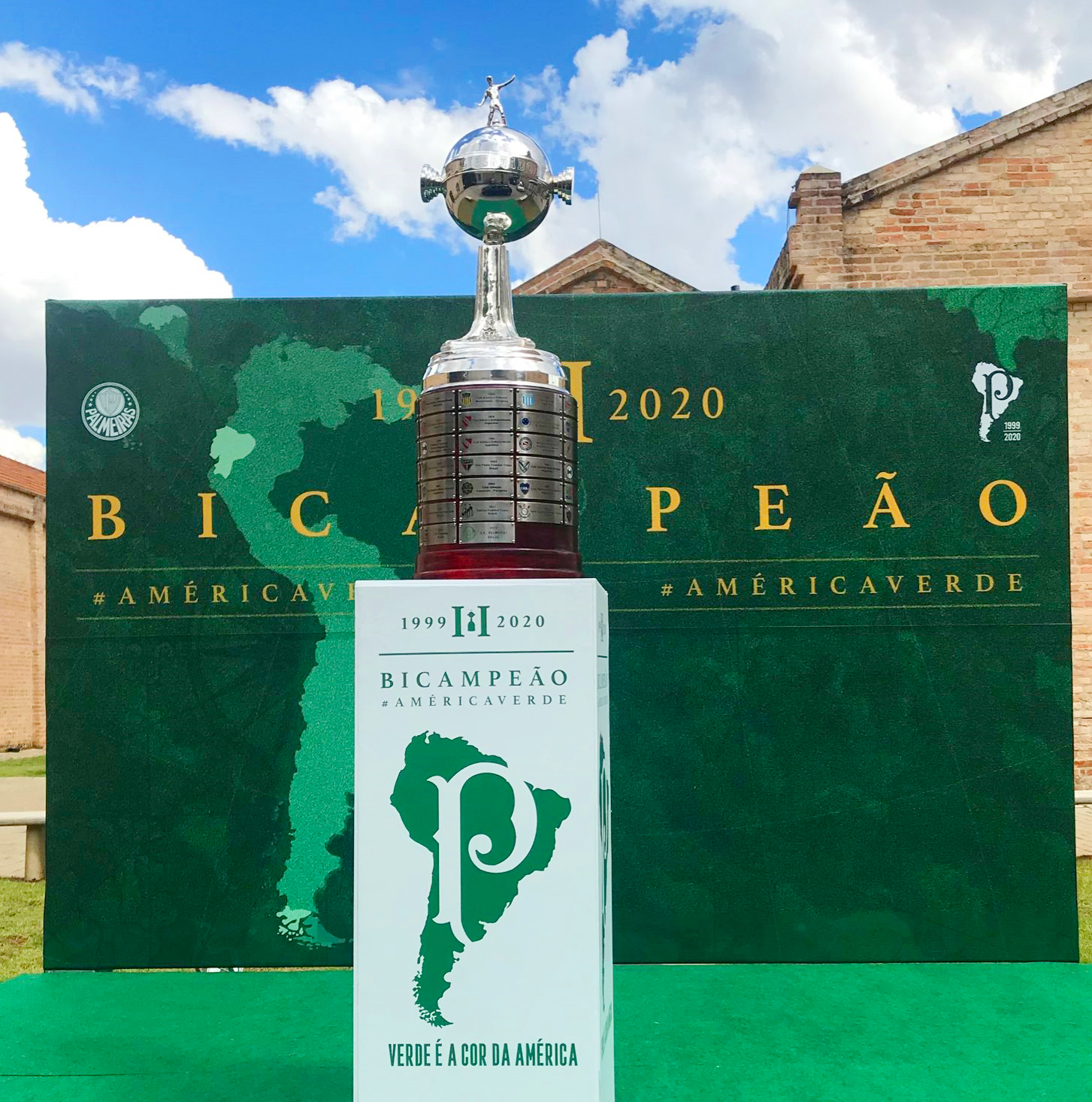
Copa Libertadores da América de 2020 conquistada pelo Palmeiras, em evento de exibição

Em 30 de janeiro de 2021, Palmeiras e Santos fizeram o jogo mais importante da história do Clássico da Saudade quando se enfrentaram na final da Copa Libertadores da América de 2020. Com a competição atrasada em 2020 em virtude da pandemia, a final, disputada em jogo único, no Estádio do Maracanã, foi realizada apenas no primeiro mês de 2021, sem público pagante para evitar a propagação da doença, mas com convidados da CONMEBOL que totalizaram cerca de 5 mil pessoas.
O alviverde havia eliminado o argentino River Plate nas semifinais da Libertadores, após uma vitória histórica por 3 a 0, na Argentina, e uma derrota por 2 a 0, em jogo dramático disputado em São Paulo. O alvinegro, por sua vez, eliminou o também portenho Boca Juniors, após empate em Buenos Aires e vitória por 3 a 0 na Vila Belmiro.
As equipes faziam pela primeira vez uma decisão paulista no estádio carioca e na competição. Também aquela era a terceira final entre equipes brasileiras da história da Libertadores e a quinta final da história de ambas as agremiações, além da chance do Palmeiras conquistar o bicampeonato e o Santos alcançar o tetracampeonato. A partida foi apitada pelo árbitro argentino Patricio Loustau.

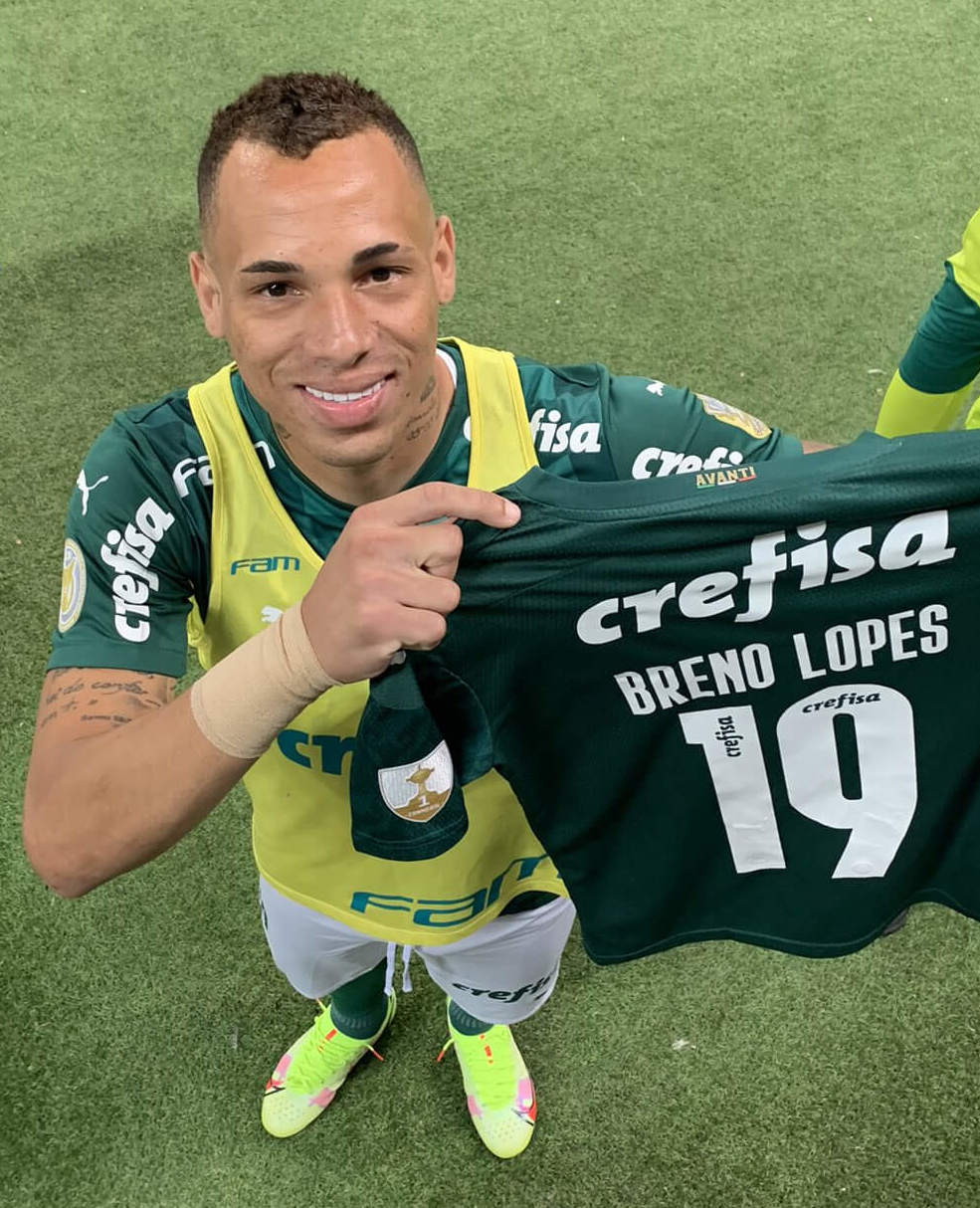
Breno Lopes, herói da conquista da Libertadores de 2020

Após um jogo tenso, truncado e marcado pelo forte calor, as equipes criaram poucas chances de gol. Quando se imaginava que a partida iria para a prorrogação, o Palmeiras marcou aos 54 minutos da segunda etapa, com o atacante Breno Lopes cabeceando uma bola cruzada pelo atacante Rony. O gol decretou a vitória por 1 a 0 do Palmeiras e levou o alviverde a segunda conquista da Libertadores depois de 21 anos de espera, além de impedir o quarto título santista da competição mais importante de clubes da América.
Como vencedor, o Palmeiras garantiu o direito de participar do Mundial de Clubes de 2020, no Catar, além do direito de disputar a Recopa Sul-Americana de 2021 contra o Defensa y Justicia, da Argentina, campeão da Copa Sul-Americana de 2020. O alviverde recebeu US$ 15 milhões (R$ 80 milhões) pela conquista do torneio, enquanto o Santos recebeu US$ 6 milhões (R$ 32 milhões) pelo vice-campeonato.
Com a conquista do título continental, o técnico Abel Ferreira tornou-se o terceiro técnico europeu campeão da competição, sendo o segundo português, após seu conterrâneo Jorge Jesus ter sido campeão com o Flamengo em 2019.

#### Fracasso no Mundial de Clubes da FIFA

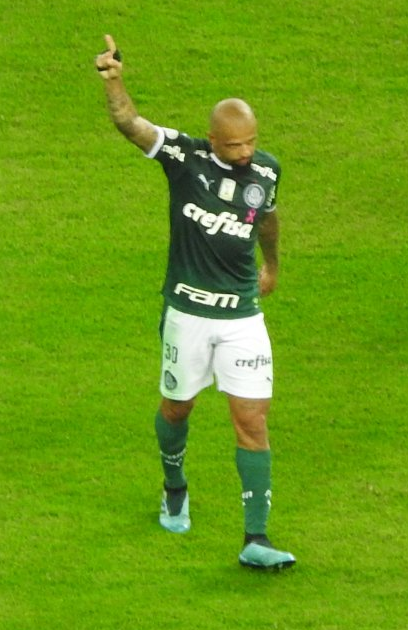
Felipe Melo

Pouco mais de uma semana após conquistar a Copa Libertadores da América no Rio de Janeiro, o Palmeiras iniciou sua participação na Copa do Mundo de Clubes da FIFA de 2020, no Catar em fevereiro de 2021, como representante sul-americano, que, conforme as regras, entra na fase semifinal da competição. O alviverde disputava a sua primeira competição mundial organizada pela entidade máxima do futebol mundial e tinha a chance de ampliar suas conquistas internacionais, mas não foi bem na competição, deixando claro que a maratona de jogos da temporada 2020 e o pouco tempo para se recuperar das comemorações da conquista da Libertadores fizeram a diferença.
Nas semifinais, o rival foi o Tigres, do México, representante das Américas do Norte e Central. Em jogo truncado, o alviverde foi derrotado por 1 a 0, com gol de pênalti marcado pelo centroavante francês Gignac. Com a derrota, a equipe brasileira deu adeus às chances de título, que foi conquistado pelo Bayern de Munique, o representante europeu na competição.
Na disputa do terceiro lugar, o Palmeiras foi mais uma vez mal e apenas empatou por 0 a 0 com o Al-Ahly, do Egito. O representante africano venceu nos pênaltis, deixando a equipe brasileira na quarta posição do mundial. O resultado do Palmeiras representou a pior campanha de uma equipe sul-americana na Copa do Mundo de Clubes da FIFA, desde que ela foi criada, em 2000.

#### Tetracampeonato da Copa do Brasil e tríplice coroa

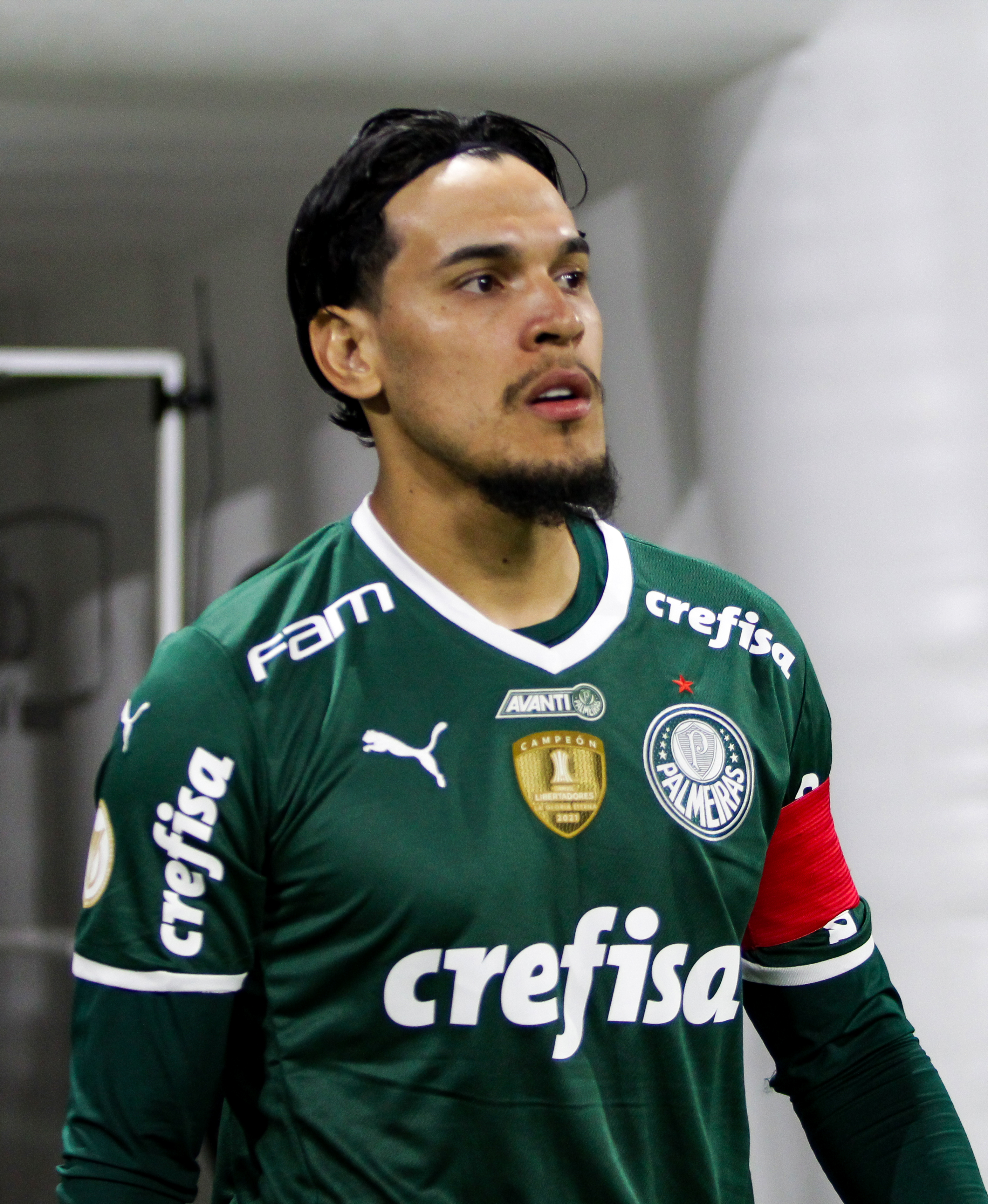
Gustavo Gómez, zagueiro capitão do Palmeiras

A temporada do alviverde ainda seguiria e invadiria o terceiro trimestre de 2021. O último jogo do Palmeiras referente à temporada de 2020 só foi disputado em março do ano seguinte, com a finalíssima da Copa do Brasil de 2020 entre o alviverde e o Grêmio. Depois de ter obtido vitória por 1 a 0 em Porto Alegre na partida de ida, com gol do zagueiro Gustavo Gómez, a equipe paulista poderia até empatar o jogo decisivo que levaria o título no Allianz Parque. O que se viu foi o Palmeiras dominar a maior parte da partida e derrotar o rival gaúcho por 2 a 0, com gols dos novatos Wesley e Gabriel Menino.
Com a vitória sobre o Grêmio, o alviverde conquistou várias marcas. A equipe chegou ao tetracampeonato da Copa do Brasil, obteve seu décimo quinto título nacional, ampliando a hegemonia como o maior vencedor de títulos nacionais da história, com 15 títulos, e ainda chegou à tríplice coroa na temporada de 2020, que contou os títulos do Campeonato Paulista e da Copa Libertadores da América. Foi ainda o quarto título conquistado em casa desde a inauguração do Allianz Parque, o segundo sem público na mesma arena, novamente em função da pandemia.

#### Tricampeonato da Libertadores da América

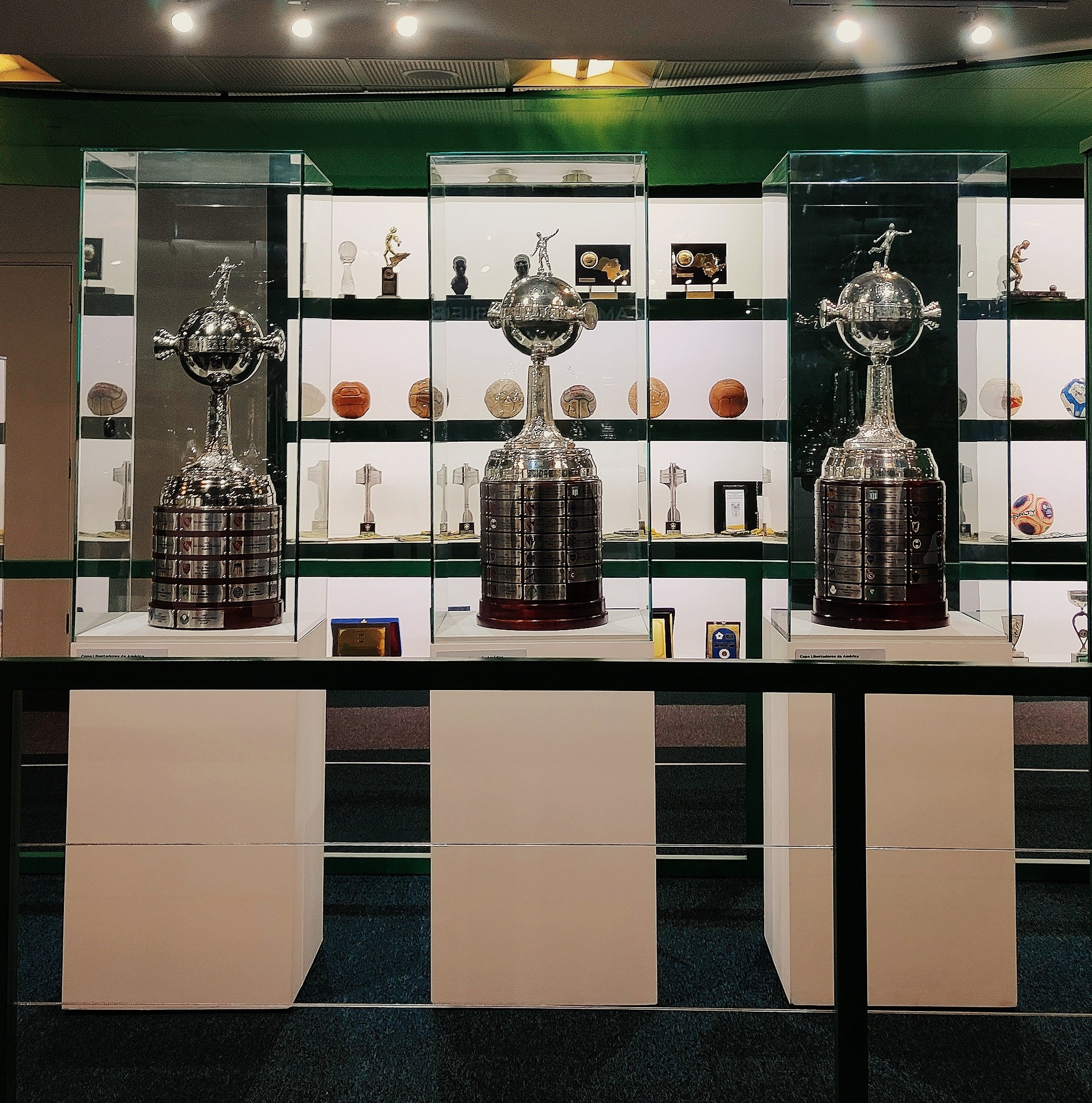
As três taças da Libertadores da América expostas na Sala de Troféus do Palmeiras

Após as conquistas da temporada de 2020 atravessarem o ano de 2021, o Palmeiras foi protagonista na maioria das competições. Com exceção da Copa do Brasil, onde foi eliminado precocemente pelo CRB nas fases iniciais da competição, o alviverde foi vice-campeão paulista, após perder a final contra o São Paulo, vice-campeão da Supercopa do Brasil, depois de empatar no tempo normal e perder nos pênaltis a final contra o Flamengo, e vice-campeão da Recopa Sul-Americana, após perder nos pênaltis a final contra o Defensa y Justicia.

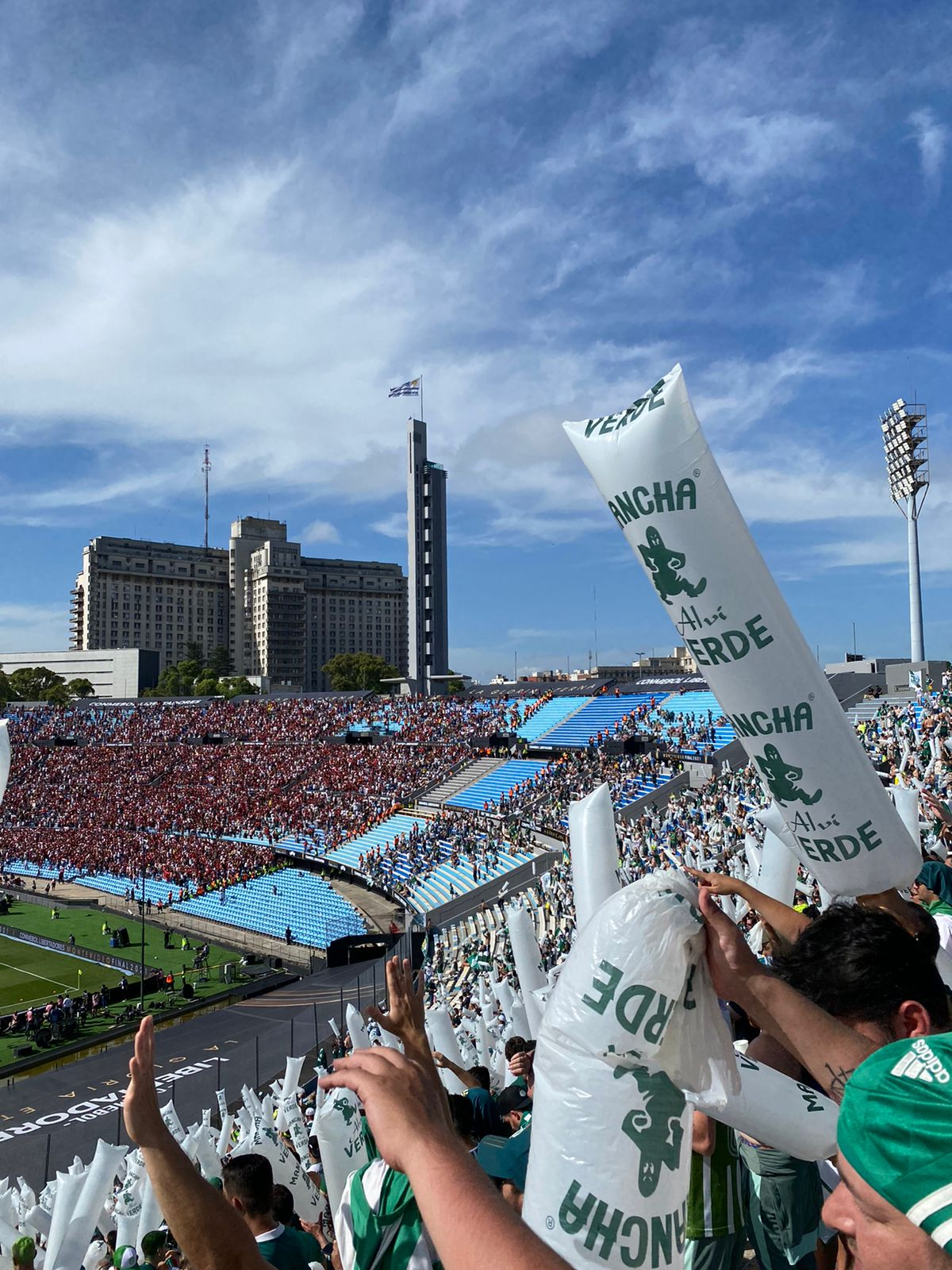
Torcida do Palmeiras na arquibancada do Estádio Centenário

No Campeonato Brasileiro de 2021, a equipe chegou a liderar no primeiro turno e se manteve na maior parte do campeonato entre os três primeiros, mas não conseguiu o título nacional, terminando a competição na terceira colocação.
O único título da temporada de 2021 viria da maneira mais especial possível, já que o alviverde conquistou o tricampeonato da Copa Libertadores da América. Desta vez, a conquista se deu sobre o Flamengo, rival apontado por grande parte da imprensa como o favorito, por causa do elenco recheado de craques. Em partida histórica realizada em Montevideo, no Uruguai, no Estádio Centenario, o alviverde defendeu o título de então campeão e derrotou o rubro-negro por 2 a 1.
Após abrir o marcador com gol do meia Raphael Veiga no primeiro tempo, a equipe paulista sofreu o empate no segundo tempo, com gol marcado pelo atacante do Flamengo Gabigol, fazendo com que o jogo terminasse o tempo normal com o placar em 1 a 1. Na prorrogação, o atacante Deyverson fez o gol do título, após tomar a bola do meia Andreas Pereira, levando o Palmeiras ao tricampeonato da competição.
Com o título, a equipe paulistana se transformou no clube com melhor desempenho na história da Libertadores, com uma série de recordes à frente de clubes compatriotas e o único time na história a ter conquistado a Copa Libertadores duas vezes no mesmo ano.

#### Vice-campeonato no Mundial da FIFA

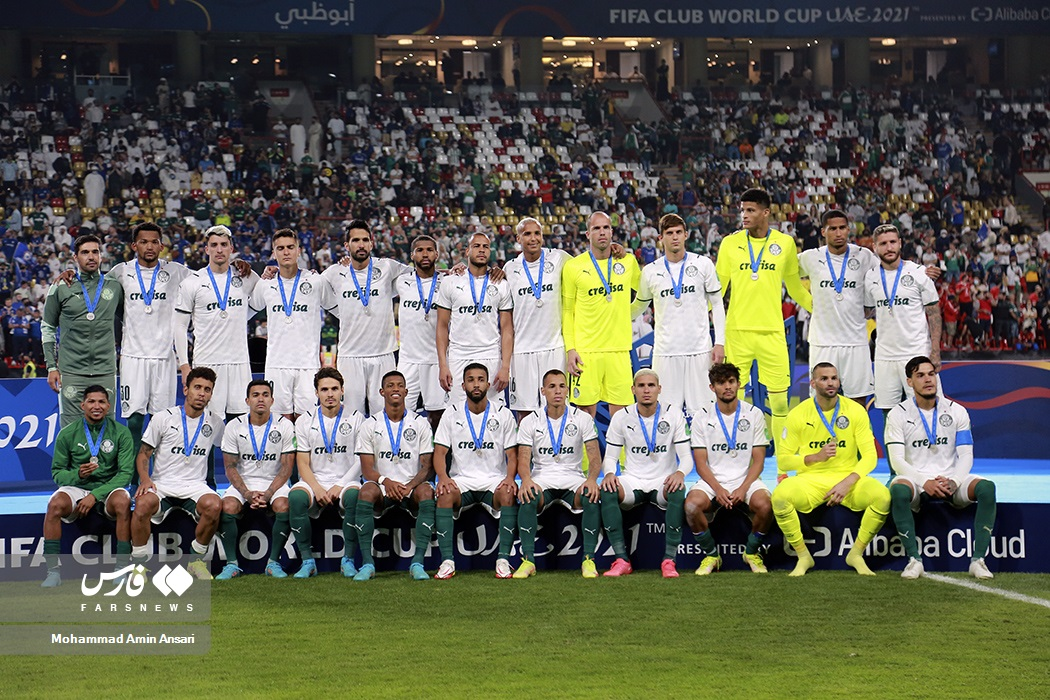
Equipe do Palmeiras vice-campeã mundial

Com a histórica conquista sobre o Flamengo pela Libertadores, o Palmeiras voltou a ter uma oportunidade de conquistar um Mundial organizado pela FIFA e ser bicampeão em nível global, mais de 70 anos depois da conquista da Copa Rio e um ano depois de estrear em torneios organizados pela entidade máxima do futebol e fracassar. Com mais tempo de preparação e até mesmo de comemoração do título da Libertadores, o alviverde teve um desempenho muito mais convincente, desde a sua participação nas semifinais até a grande decisão da Copa do Mundo de Clubes da FIFA de 2021, disputada em fevereiro de 2022 nos Emirados Árabes Unidos, com atraso provocado também pelas dificuldades geradas pela pandemia de covid-19.

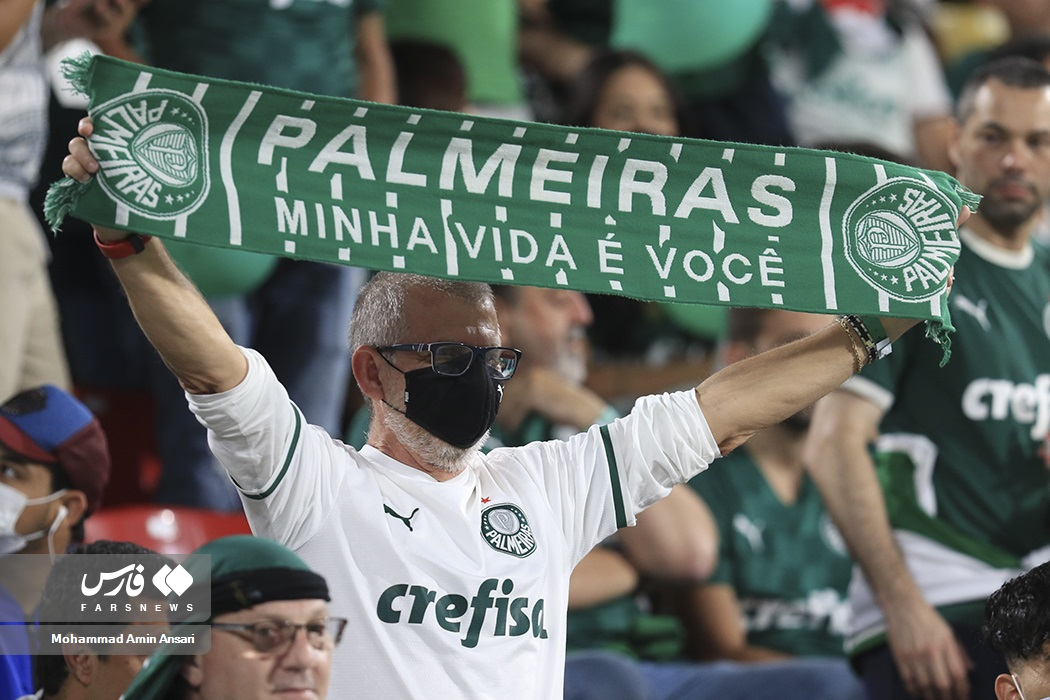
Torcida do Palmeiras presente em Abu Dhabi

Na semifinal, o Palmeiras bateu o Al-Ahly, do Egito, que foi o campeão do continente africano pela Liga dos Campeões da CAF da temporada 2020-2021. Com apoio maciço e invasão da torcida alviverde a Abu Dhabi e uma partida elogiada por torcida e imprensa, a equipe brasileira venceu o jogo disputado no estádio Estádio Al Nahyan por 2 a 0, com gols marcados por Dudu e Raphael Veiga.
Na final, o Palmeiras enfrentou o clube inglês Chelsea, que conquistou a Liga dos Campeões da UEFA de 2020–21 e que havia eliminado na semifinal do Mundial da Fifa o Al-Hilal, campeão da Liga dos Campeões da AFC de 2021. Em partida bastante disputada no Estádio Mohammed Bin Zayed e com nova invasão da torcida alviverde, as equipes empataram por 1 a 1, com o atacante belga Romelu Lukaku marcando para os ingleses e Raphael Veiga, de pênalti, marcado para os brasileiros. Com o empate, as equipes seguiram para a prorrogação, na qual o Chelsea levou a melhor, com o atacante alemão Kai Havertz marcando, também de pênalti, o gol da vitória, faltando três minutos para o fim do tempo regulamentar. Com o resultado de 2 a 1, o Chelsea conquistou seu primeiro título mundial e o Palmeiras ficou com o vice-campeonato.

#### Título inédito da Recopa Sul-Americana

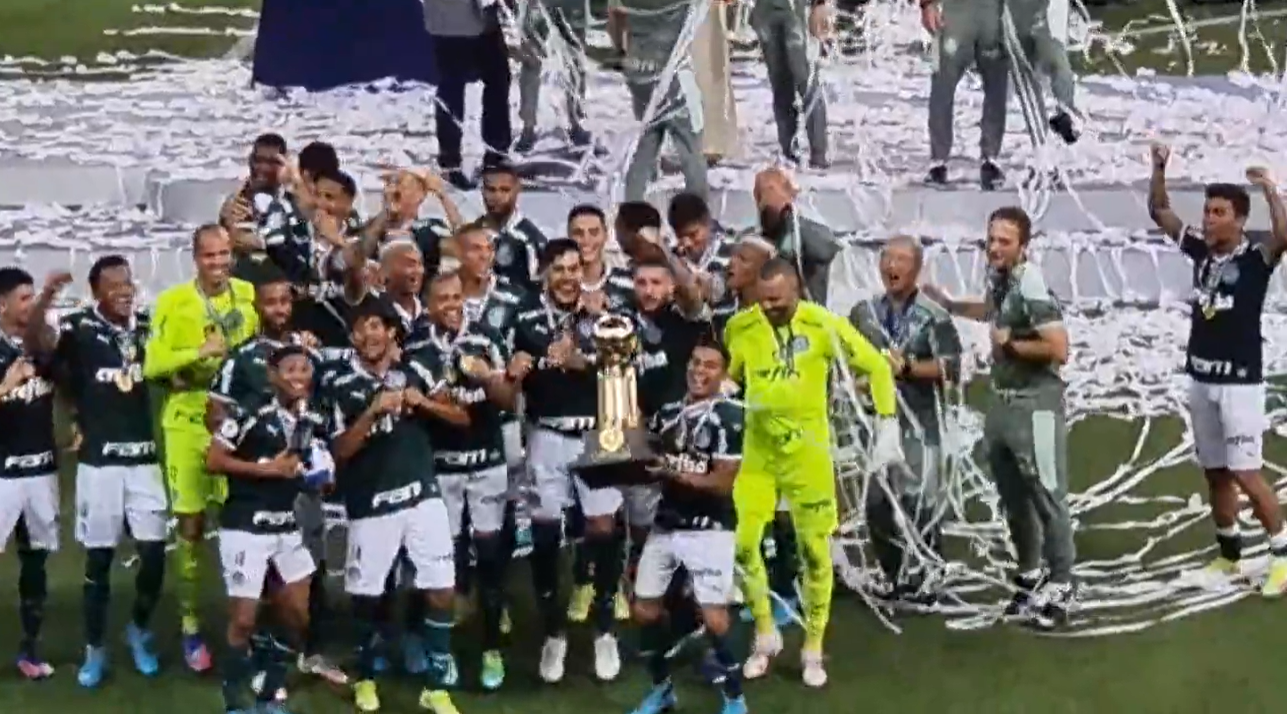
Jogadores do Palmeiras comemoram o título da Recopa

Menos de um mês após o vice-campeonato mundial em Abu Dhabi, o Palmeiras voltou a decidir um título internacional, desta vez a Recopa Sul-Americana de 2022, contra o Athletico Paranaense, clube campeão da Copa Sul-Americana de 2021. As finais da Recopa foram disputadas em duas partidas, a primeira no campo do adversário, em Curitiba, na Arena da Baixada, e a segunda no Allianz Parque.
No primeiro jogo decisivo, o alviverde arrancou um empate por 2 a 2 nos acréscimos da partida com um gol de pênalti cobrado por Raphael Veiga - o primeiro gol palmeirense havia sido marcado pelo volante Jaílson. O resultado deixou a disputa pelo título aberta para a finalíssima em São Paulo.
No segundo jogo, o Palmeiras dominou a partida do começo ao fim e venceu por 2 a 0, com gol de falta marcado pelo meia Zé Rafael e com gol do título marcado pelo meia Danilo. Na primeira finalíssima internacional da arena alviverde, a equipe alcançou mais título inédito em sua história, o quarto sob o comando do técnico Abel Ferreira.

#### Conquista histórica do Campeonato Paulista de 2022

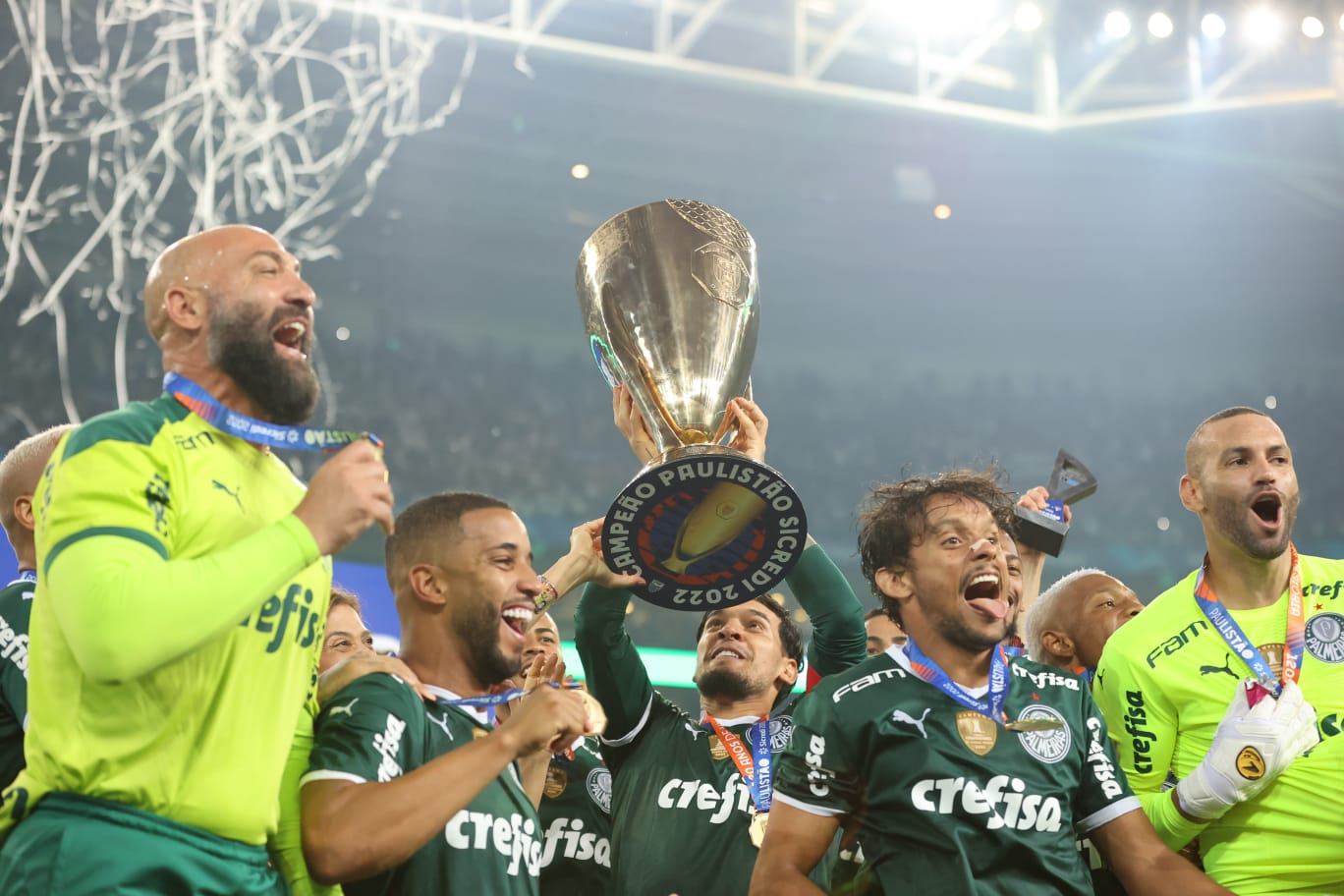
Jogadores do Palmeiras comemoram o título do Campeonato Paulista de 2022

No Campeonato Paulista de 2022, mesmo tendo que atuar com a equipe mista em algumas partidas, o Palmeiras chegou ao fim da primeira fase com a melhor campanha da competição, invicto e vencedor dos três clássicos disputados, contra São Paulo, Santos e Corinthians. O feito de vencer três clássicos de maneira consecutiva foi mais uma marca histórica atingida pelo clube.
Após eliminar o Ituano nas quartas de final e o Bragantino na semifinal, o alviverde reencontrou o São Paulo nas finais da competição. A decisão da edição de 2022 já começou com polêmica porque o Palmeiras, com melhor campanha da competição e invicto, teria o direito de fazer o segundo jogo da final em casa, mas o Allianz Parque, com show marcado para a terça-feira, 5 de abril, da banda norte-americana Maroon 5, não teria condições de receber a partida por causa da logística para a montagem de palco. A ideia do segundo jogo no sábado foi rechaçada pela diretoria tricolor, que exigiu que a partida fosse no domingo.
Ao Palmeiras, depois de uma negociação com a administradora WTorre, restou realizar a partida com público reduzido no Allianz Parque, sem a parte do chamado Gol Norte, onde costumam ficar as torcidas organizadas. Antes do segundo jogo, contudo, havia o primeiro, disputado numa quarta-feira à noite na casa são-paulina. Diante de um Estádio do Morumbi ocupado por 60 mil tricolores, o São Paulo jogou bem melhor e derrotou o Palmeiras por 3 a1, com dois gols do argentino Calleri, o primeiro em cobrança de pênalti, e um de Pablo Maia, com Raphael Veiga marcando para o Palmeiras quando o jogo já estava 3 a 0. O resultado de 3 a 1 colocou fim à invecibilidade do time  alviverde, que reclamou demais do lance de pênalti que originou o primeiro gol da partida, não marcado inicialmente pelo juiz e corfirmado com auxílio do VAR.

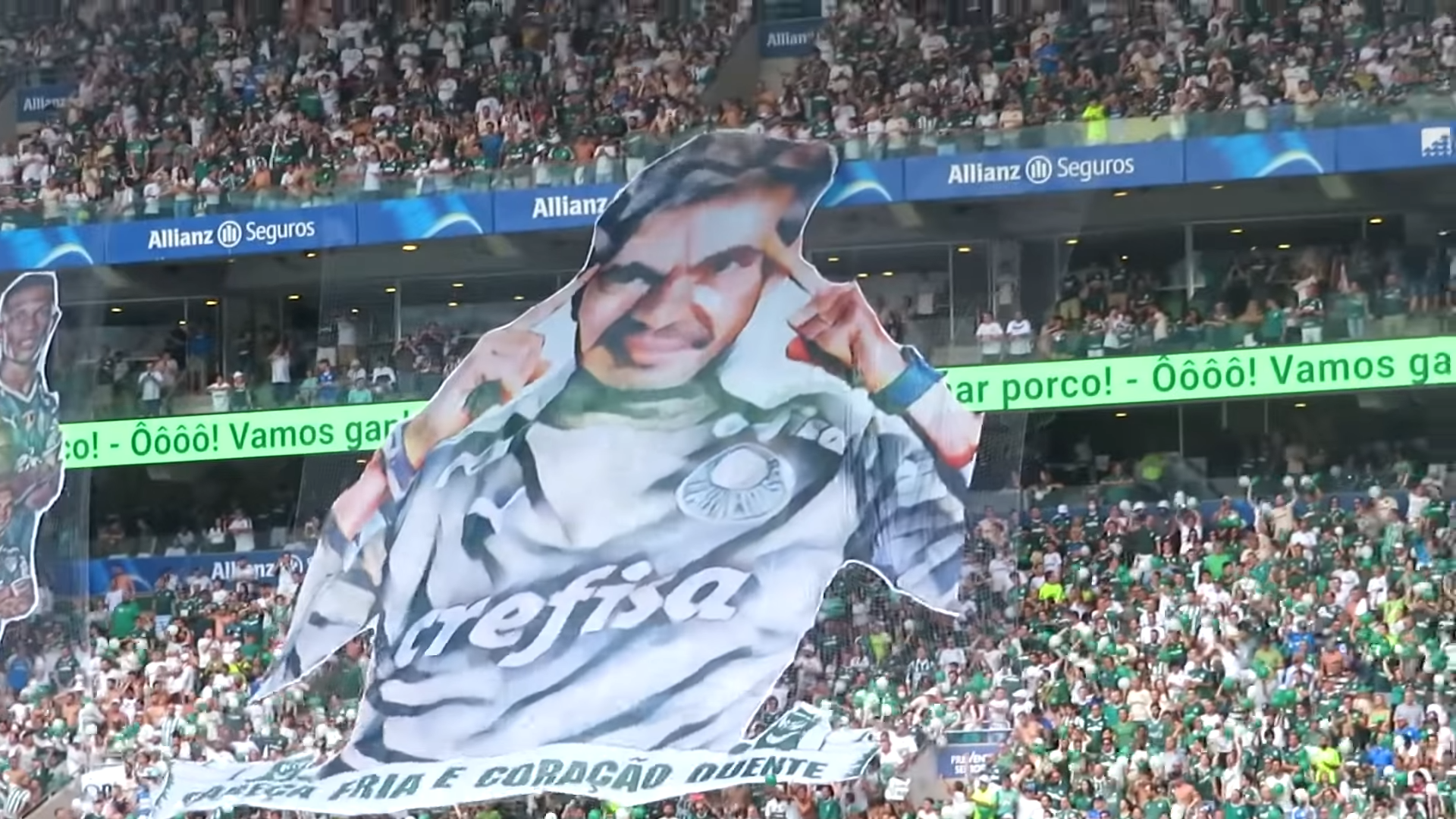
Mosaico com imagem de Abel Ferreira no Allianz Parque na decisão do Paulistão 2022

Para conseguir evitar o bicampeonato tricolor, o Palmeiras teria no jogo de volta que vencer por dois gols de diferença para levar a disputa para os pênaltis ou ganhar por mais de três gols para levar o título de forma direta.
O que se viu no dia 3 de abril de 2022 foi o domínio total alviverde na grande final, numa partida histórica dentro do Choque-Rei. Com exibição de gala do atacante Dudu, os comandados pelo técnico português Abel Ferreira golearam o São Paulo por 4 a 0, levando os 31 mil palmeirenses presentes ao êxtase no ruidoso Allianz Parque. Com gols de Danilo e Zé Rafael na primeira etapa e mais dois gols de Raphael Veiga no segundo tempo, o Palmeiras aplicou no São Paulo a maior goleada num jogo decisivo de um Choque-Rei e conquistou seu vigésimo quarto título paulista, dando o troco do ano anterior.

#### Semifinalista da Libertadores com série de recordes históricos

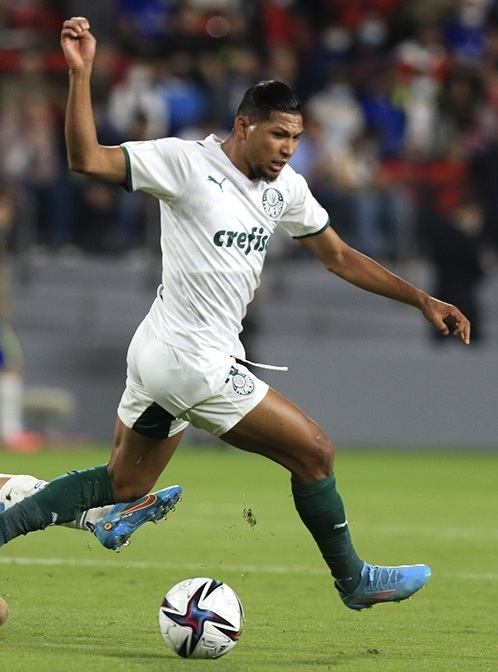
Rony, jogador decisivo em Libertadores para o Palmeiras e maior artilheiro na competição pela equipe em toda história

Tricampeão da Copa Libertadores da América, o Palmeiras ficou muito perto de levantar o quarto troféu em 2022. Eliminado nas semifinais da competição, a equipe alviverde escreveu uma série de recordes históricos na mais importante competição de clubes da América.
Logo na fase de grupos, o Palmeiras aplicou, em abril de 2022. a maior goleada de sua história na Libertadores, depois de bater pelo placar de 8 a 1 o Independiente Petrolero, da Bolívia. Este resultado também representou a maior goleada da história do clube alviverde no Allianz Parque
Na sequência, no fim da fase de grupos, o Palmeiras acumulou mais recordes. Com 18 pontos de 18 pontos possíveis, além de atingir 22 gols de saldo (25 gols a favor e 3 contra), a equipe obteve a melhor campanha na história desta fase, superando o Boca Juniors de 2015, que também somou 18 pontos em 18 possíveis, mas seve saldo de 17 gols pró (19 gols marcados e dois sofridos). O alviverde também bateu o recorde histórico de ataque da fase de grupos, ultrapassando o River Plate de 2020.
Nas oitavas de final, o Palmeiras eliminou o paraguaio Cerro Porteño com uma vitória por 3 a 0, em Assunção, e uma goleada por 5 a 0 em São Paulo, com direito a gol de bicicleta do atacante Rony, jogador decisivo para a equipe, principalmente quando o assunto é Libertadores.
Nas quartas de final, em mais um momento histórico na vida do clube, o Palmeiras arrancou um empate por 2 a 2 contra o Atlético-MG, no Estádio do Mineirão, após estar perdendo a partida por 2 a 0. No jogo de volta no Allianz Parque, o alviverde terminou a partida no tempo normal com nove jogadores em campo, após as expulsões do volante Danilo e do meia Gustavo Scarpa. Com apoio apoio intenso da torcida, segurou o placar de 0 a 0 até o fim e venceu a disputa por pênaltis por 6 a 5.
O duelo nas quartas de final da Libertadores rendeu mais recordes históricos ao Palmeiras na competição. Ao empatar o primeiro jogo no Mineirão, a equipe atingiu 20 jogos sem derrota fora de casa, renovando o próprio recorde e se distanciando ainda mais do recordista anterior, o River Plate, cuja marca anterior era de 12 jogos fora de casa. Ao empatar o jogo no Allianz, o alviverde alcançou o recorde de invencibilidade total do torneio, ficando 18 jogos sem perder (somando os jogos de casa e fora), igualando a marca do próprio Atlético-MG.
Nas semifinais da competição, o Palmeiras foi eliminado pelo Athletico-PR, depois de perder o primeiro jogo, em Curitiba, por 1 a 0, e empatar o segundo por 2 a 2 em São Paulo, depois de abrir o placar por 2 a 0 e ter um jogador expulso durante a partida.

#### Hendecacampeão em 2022 e ampliação de recordes no Campeonato Brasileiro

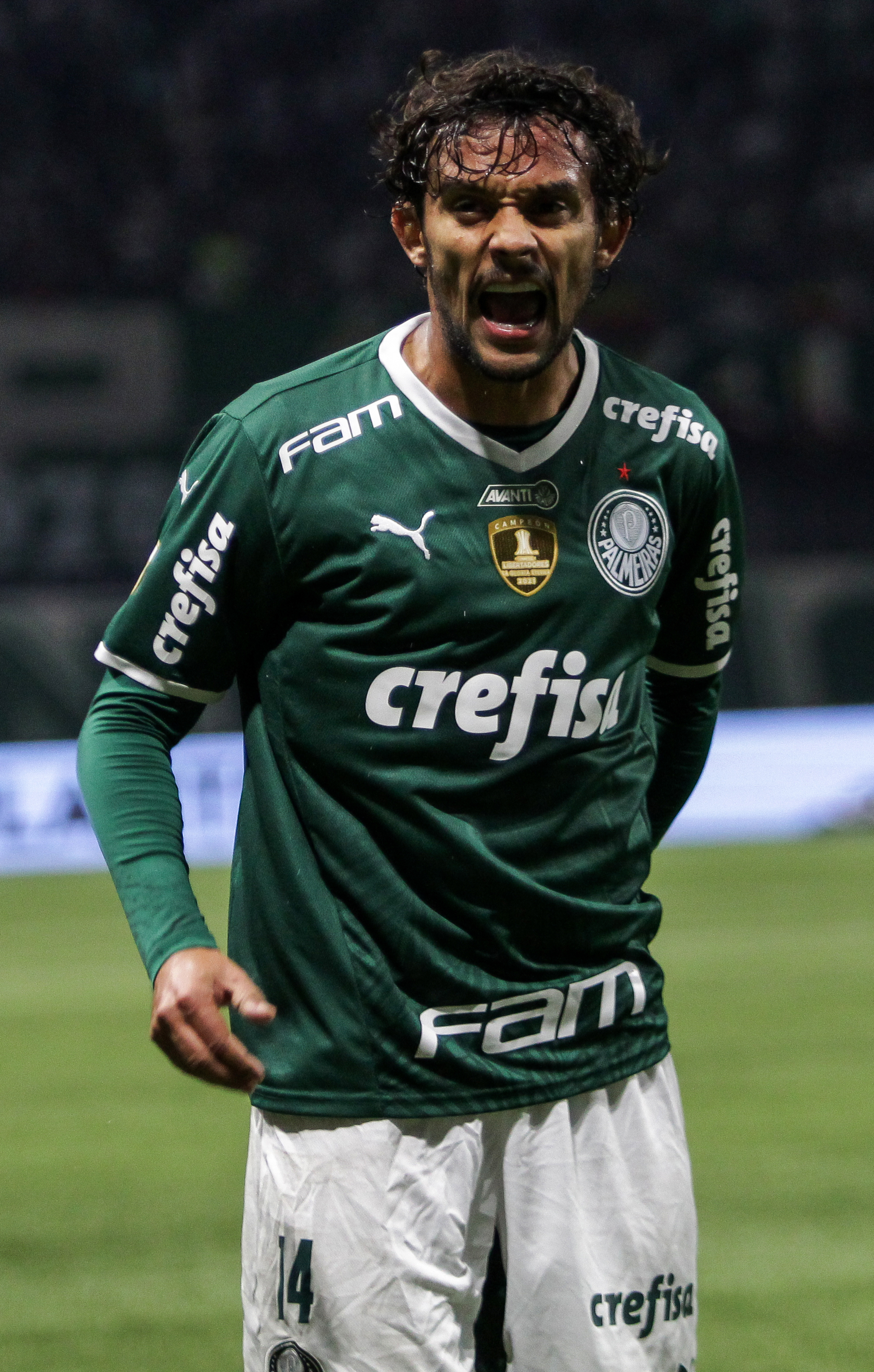
Gustavo Scarpa jogando pelo Palmeiras em 2022

No Campeonato Brasileiro de 2022, o Palmeiras assumiu a liderança da competição de pontos corridos na décima rodada e não deixou mais essa colocação até o fim do campeonato. Com participação fundamental do meia Gustavo Scarpa, que, ajudou o time a suprir a ausência do lesionado Raphael Veiga na reta final da competição, e com o goleador Rony, que chegou a marcar um gol histórico de bicicleta no Estádio do Maracanã na partida contra o Fluminense, a equipe liderada pelo técnico Abel Ferreira conquistou o hendecacampeonato, chegando ao seu décimo primeiro título, com três rodadas de antecedência.
O alviverde teve neste Campeonato Brasileiro a melhor campanha de sua história nesta competição, chegando a 81 pontos ganhos, batendo as marcas das conquistas de 2016 e 2018. Foram 23 vitórias, 12 empates e apenas três derrotas no campeonato, com o recorde de 66 gols marcados e as melhores campanhas no primeiro e no segundo turno. A equipe chegou a ficar sem perder durante 22 jogos consecutivos, superando a duração de um turno do campeonato. Não perdeu clássico algum contra equipes paulistas e fez a melhor campanha como visitante.
A conquista do título veio no dia 2 de novembro, antes mesmo de o time entrar em campo, já que o rival mais próximo do Palmeiras, o Internacional, foi derrotado em Belo Horizonte, por 1 a 0, pelo América-MG, no período da tarde, enquanto o alviverde paulista só entraria em campo à noite contra o Fortaleza no Allianz Parque. Na partida que se tornou festiva, o Palmeiras goleou a equipe cearense por 4 a 0 e fez a alegria de sua torcida.
Com a décima primeira conquista do Campeonato Brasileiro, o Palmeiras ampliou o seu recorde no país, não apenas como o maior vencedor da competição como o maior vencedor nacional na somatória de todos os campeonatos oficiais de primeira divisão da história.

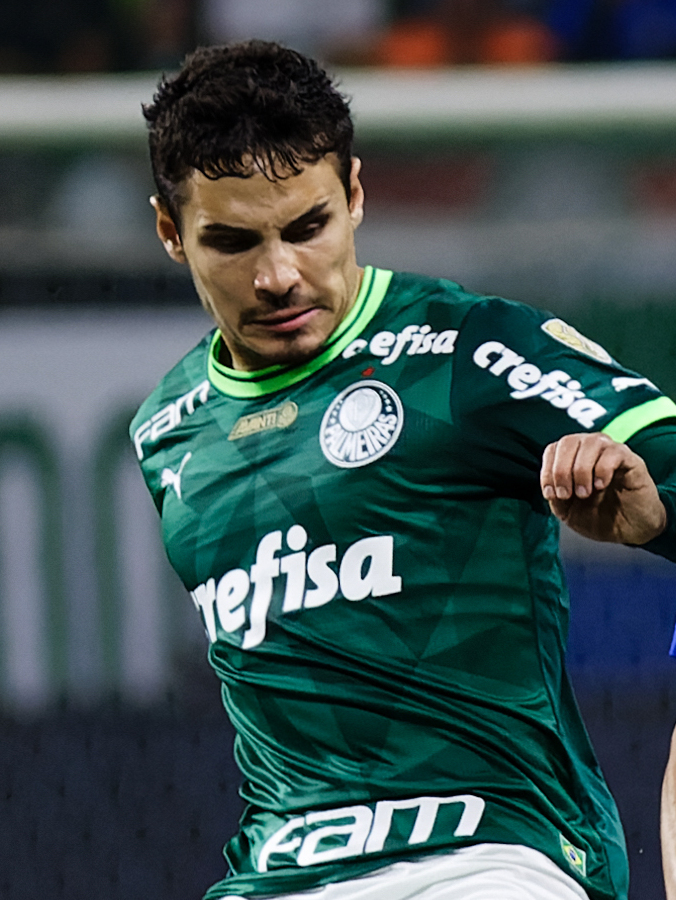
Raphael Veiga

#### Título inédito da Supercopa do Brasil de 2023
Em uma reedição de 2021, Palmeiras e Flamengo (campeões, respectivamente, do Campeonato Brasileiro de 2022 e da Copa do Brasil de 2022) se enfrentaram novamente, desta vez pela Supercopa do Brasil de 2023. A grande decisão foi disputada, tal qual a edição de 2021, no Estádio Mané Garrincha, em 28 de janeiro de 2023. 
Se, em 2021, o Flamengo havia conquistado o título após um jogo bastante disputado, que acabou empatado e foi decidido nos pênaltis, em 2023, o Palmeiras conseguiu a revanche, vencendo o rubro-negro por 4 a 3 em um emocionante jogo, com Raphael Veiga e Gabriel Menino marcando dois gols cada para o time alviverde conquistar a taça inédita.
Foi o sétimo título conquistado por Abel Ferreira com o Palmeiras em pouco mais de dois anos de comando no alviverde. O fato fez o português ultrapassar Luiz Felipe Scolari no ranking de treinadores com mais títulos pelos palestrinos; Scolari venceu seis.

#### Em 2023, bicampeonato e o 25º Campeonato Paulista conquistado na história

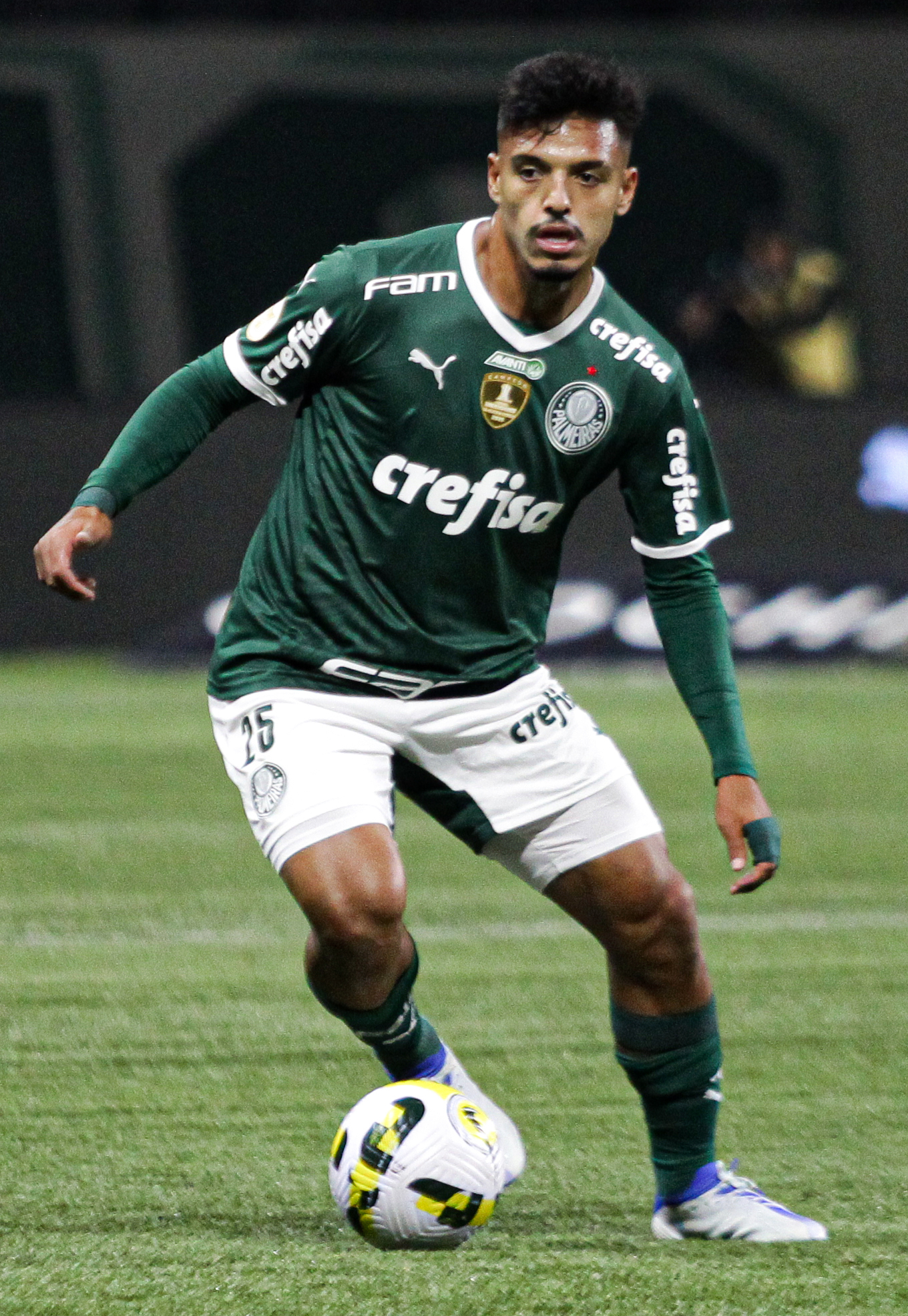
Gabriel Menino

Em abril de 2023, após ter perdido a primeira partida da final contra o Água Santa, de Diadema por 2–1, o Palmeiras conquistou seu 25º título paulista na história ao reverter a desvantagem na partida de volta e vencer por 4–0.

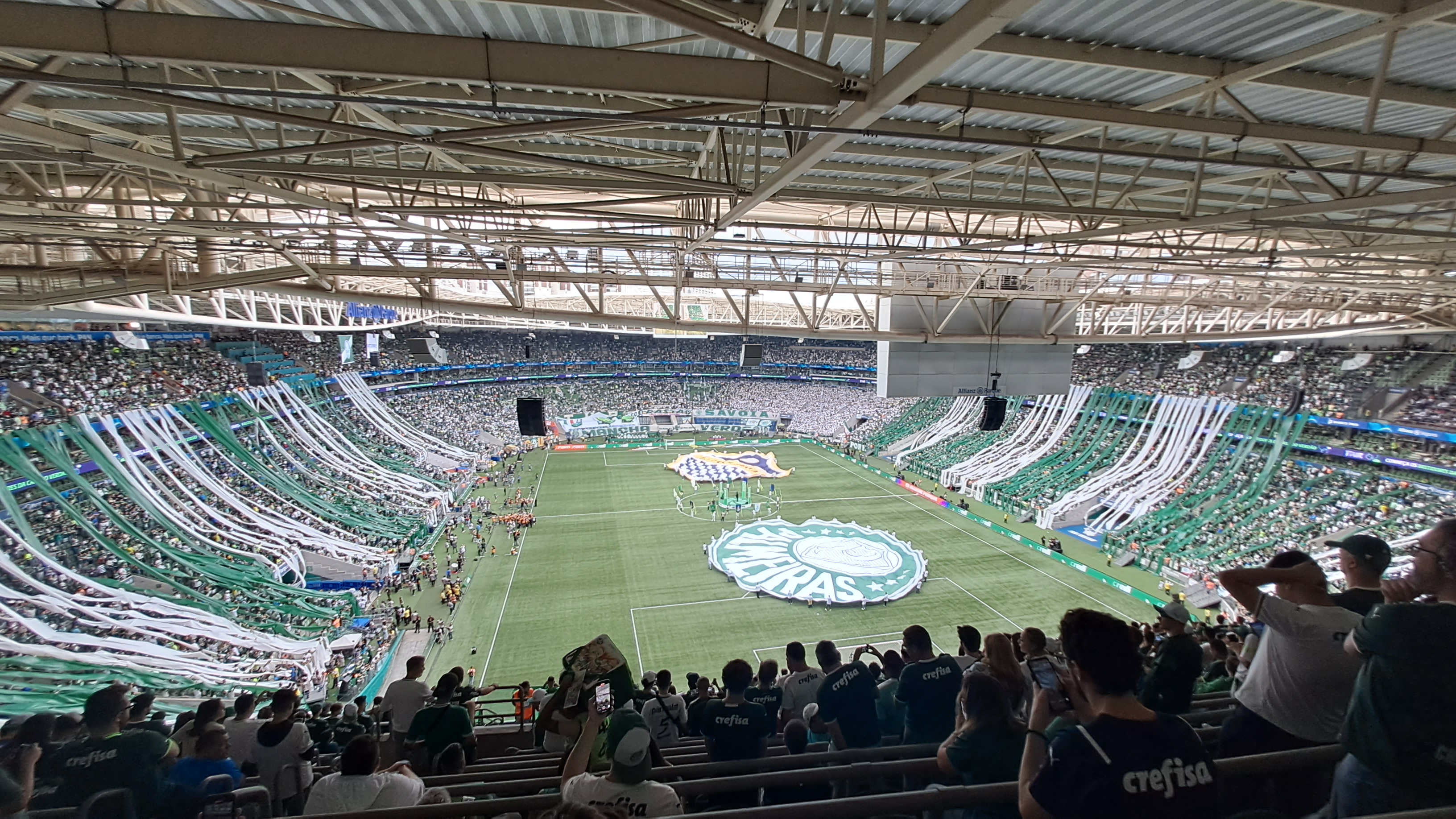
Torcida do Palmeiras na final do Campeonato Paulista de 2023

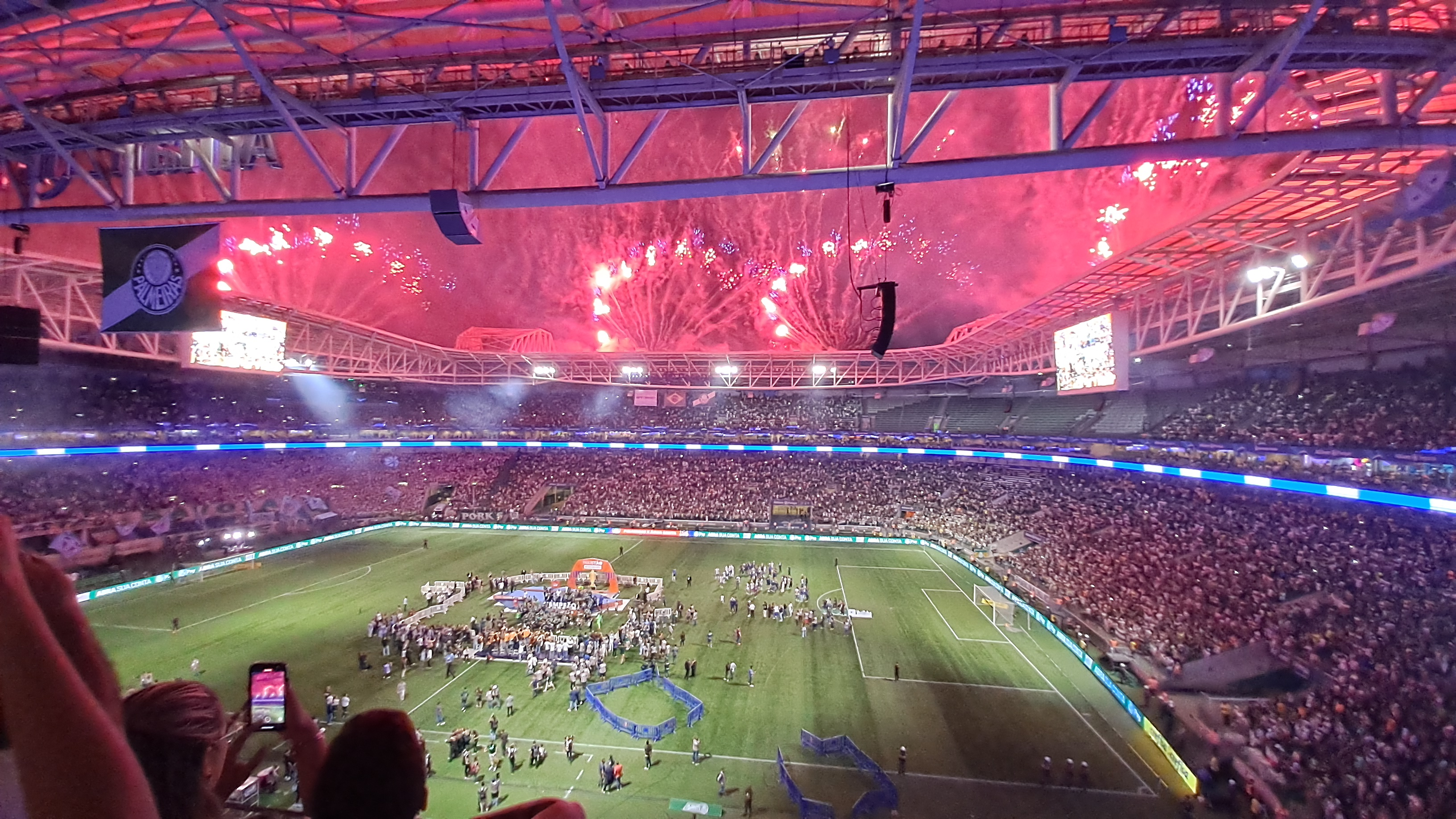
Festa no Allianz Parque após a conquista do Palmeiras do Campeonato Paulista de 2023

A equipe alviverde liderou a classificação geral do Campeonato Paulista de 2023 durante a maior parte da competição e terminou a primeira fase, pelo segundo ano consecutivo, com a melhor campanha, o que, pelo regulamento, dava direito a decidir a fase eliminatória em casa. Depois de eliminar o São Bernardo nas quartas de final e o Ituano na semifinal, o Palmeiras encontrou o surpreendente Água Santa, que havia eliminado o São Paulo e o Bragantino nas fases anteriores.
No primeiro jogo das finais, disputado na Arena Barueri, o mandante Água Santa surpreendeu o Palmeiras, com uma vitória por 2 a 1 que acabou com as chances de o alviverde ser campeão invicto da competição. 
Na partida de volta, o time paulistano, empurrado pela torcida, que quebrou recorde de público no Allianz Parque, resolveu a decisão logo no primeiro tempo, marcando três gols, sendo dois do meia Gabriel Menino, considerado o melhor jogador em campo, e um do atacante Endrick. Na segunda etapa, o centroavante argentino Flaco López encerrou a goleada por 4 a 0, marcando o gol do título, que representou o bicampeonato alviverde pelo mesmo placar da decisão de 2022 no mesmo Allianz Parque contra o São Paulo.

#### 12º Título Brasileiro - A Virada Heroica de 2023

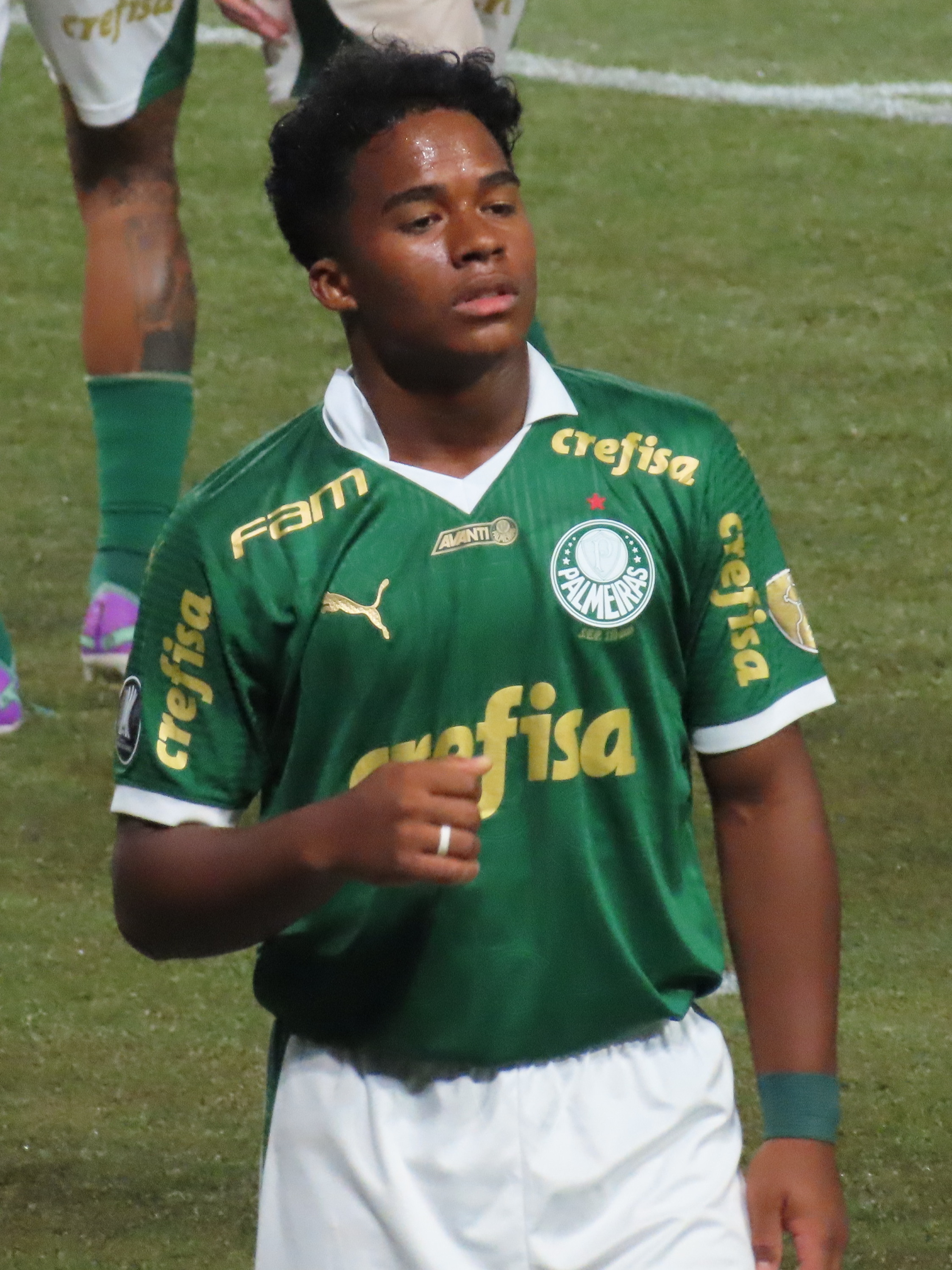
Endrick

Após a conquista do bicampeonato paulista, o Palmeiras iniciou a disputa por mais um Campeonato Brasileiro, sem deixar de lado a Copa Libertadores da América e da Copa do Brasil. Na Copa do Brasil, o Palmeiras amargou uma nova eliminação para o São Paulo nas quartas de final da competição, com derrotas no jogo de ida e de volta. Na Libertadores, a equipe voltou a fazer a melhor campanha da primeira fase. Nas oitavas de final, obteve a classificação após partidas bastante disputadas contra o Atlético-MG, eliminando a equipe mineira pela terceira vez consecutiva na competição. Depois de passar pelo colombiano Deportivo Pereira nas quartas de final, o alviverde voltou a enfrentar, numa semifinal de Libertadores, o Boca Juniors. Os dois jogos (de ida e volta) acabaram empatados, o primeiro sem gols, e o segundo por 1 a 1, tendo sido vencido, nos pênaltis, pelo Boca pelo placar de 4 a 2, em mais uma eliminação para o seu maior algoz em mata-matas de Libertadores.
De volta ao Campeonato Brasileiro de 2023, o Palmeiras se deparou com uma disputa bastante imprevisível e, ao mesmo tempo, emocionante. Durante 31 rodadas, o carioca Botafogo foi líder da competição. Em agosto, chegou a abrir 13 pontos de vantagem em relação ao então vice-líder. Na 31ª rodada, porém, durante o jogo contra o Palmeiras, o Botafogo sofreu uma virada histórica ao abrir o placar de 3 a 0 e terminar com a derrota por 4 a 3, em um segundo tempo destacado pela atuação do jovem Endrick. Com este resultado, a vantagem do alvinegro caiu para 3 pontos.
Há quem diga que antes mesmo da virada heroica sobre o Botafogo, o Palmeiras ganhou um ânimo a mais no campeonato após se vingar do São Paulo, no Brasileirão, de maneira impiedosa, das eliminações recentes na Copa do Brasil para a equipe tricolor. No dia 25 de outubro de 2023, o Palmeiras goleou o São Paulo por 5 a 0 no Allianz Parque, com dois gols de Breno Lopes, dois gols de Piquerez e um gol de Marcos Rocha. O resultado elástico igualou a maior goleada alviverde sobre o tricolor na história do clássico, representou a maior goleada em clássicos disputados no Allianz Parque e também se tornou a goleada mais expressiva do Choque-Rei em partidas de Campeonato Brasileiro.
Dez dias após a vitória histórica sobre o Botafogo, o campeonato passou a ter um novo líder: o alviverde, que mostrou resiliência e manteve a liderança até a rodada final, conquistando seu 12° título brasileiro, um bicampeonato consecutivo que não acontecia desde 1994 e que ficou conhecido como a Virada Heroica.

#### O Tricampeonato Paulista Histórico de 2024

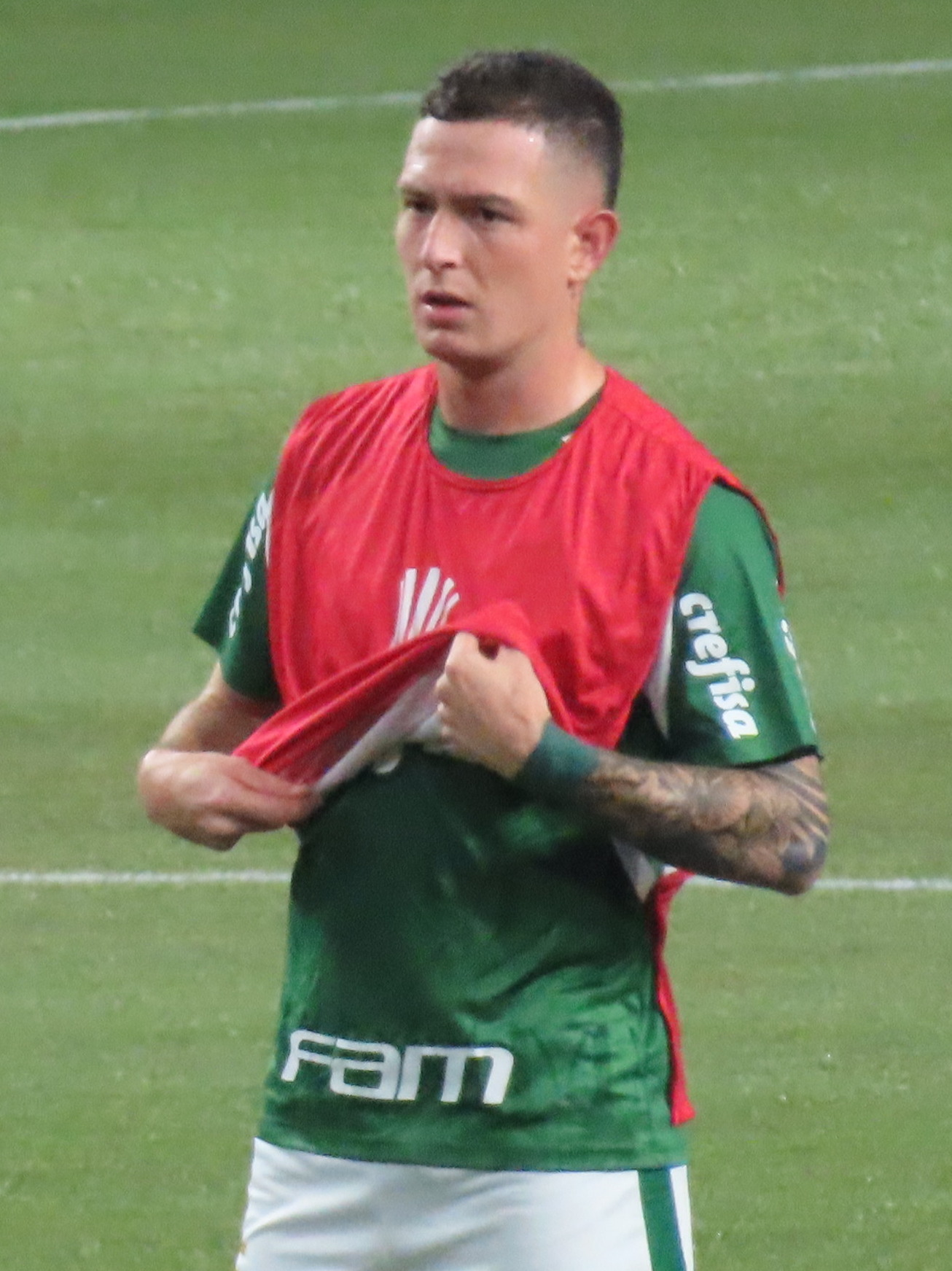
Anibal Moreno

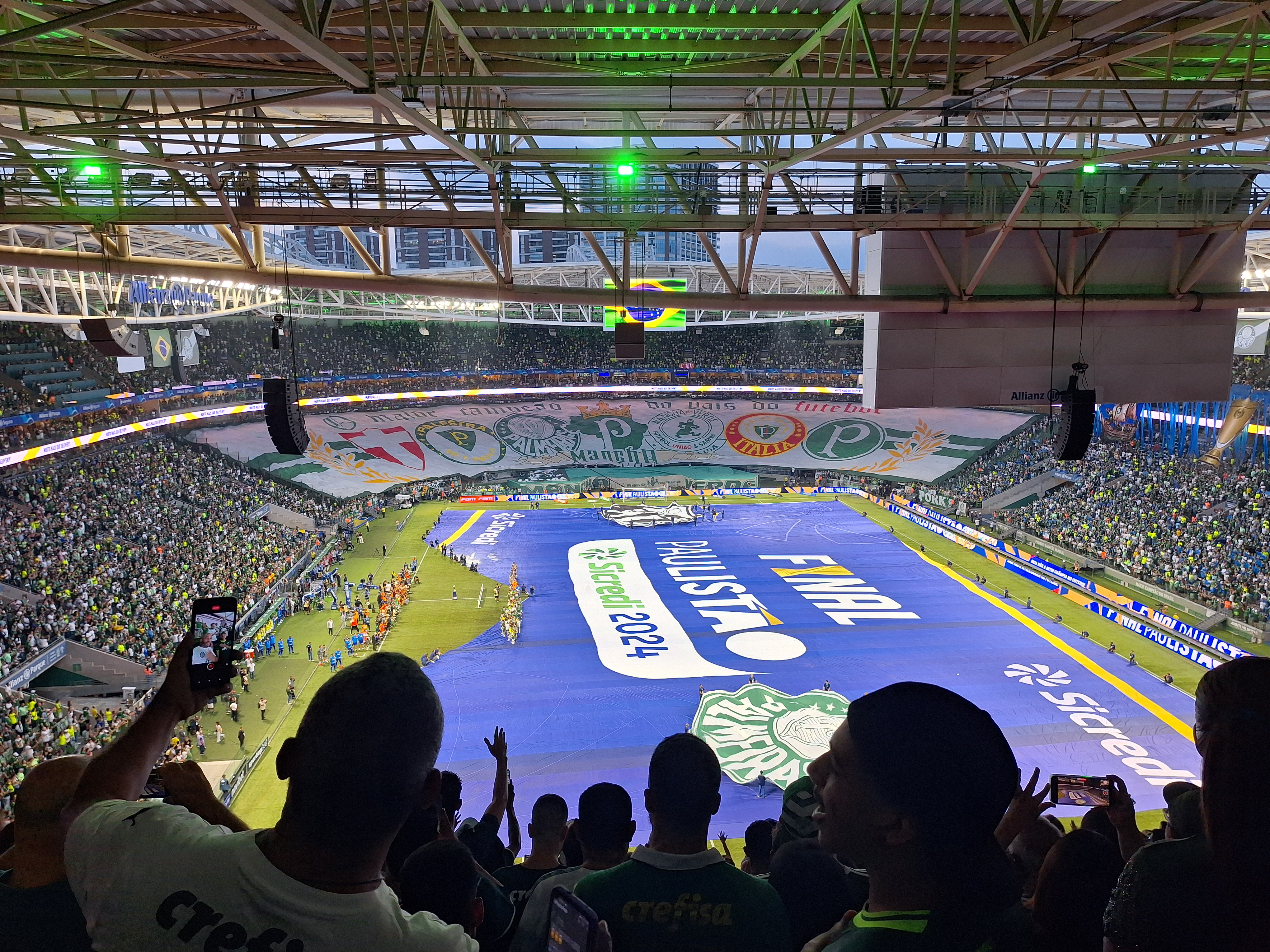
Festa de encerramento da final do Campeonato Paulista de 2024 no Allianz Parque

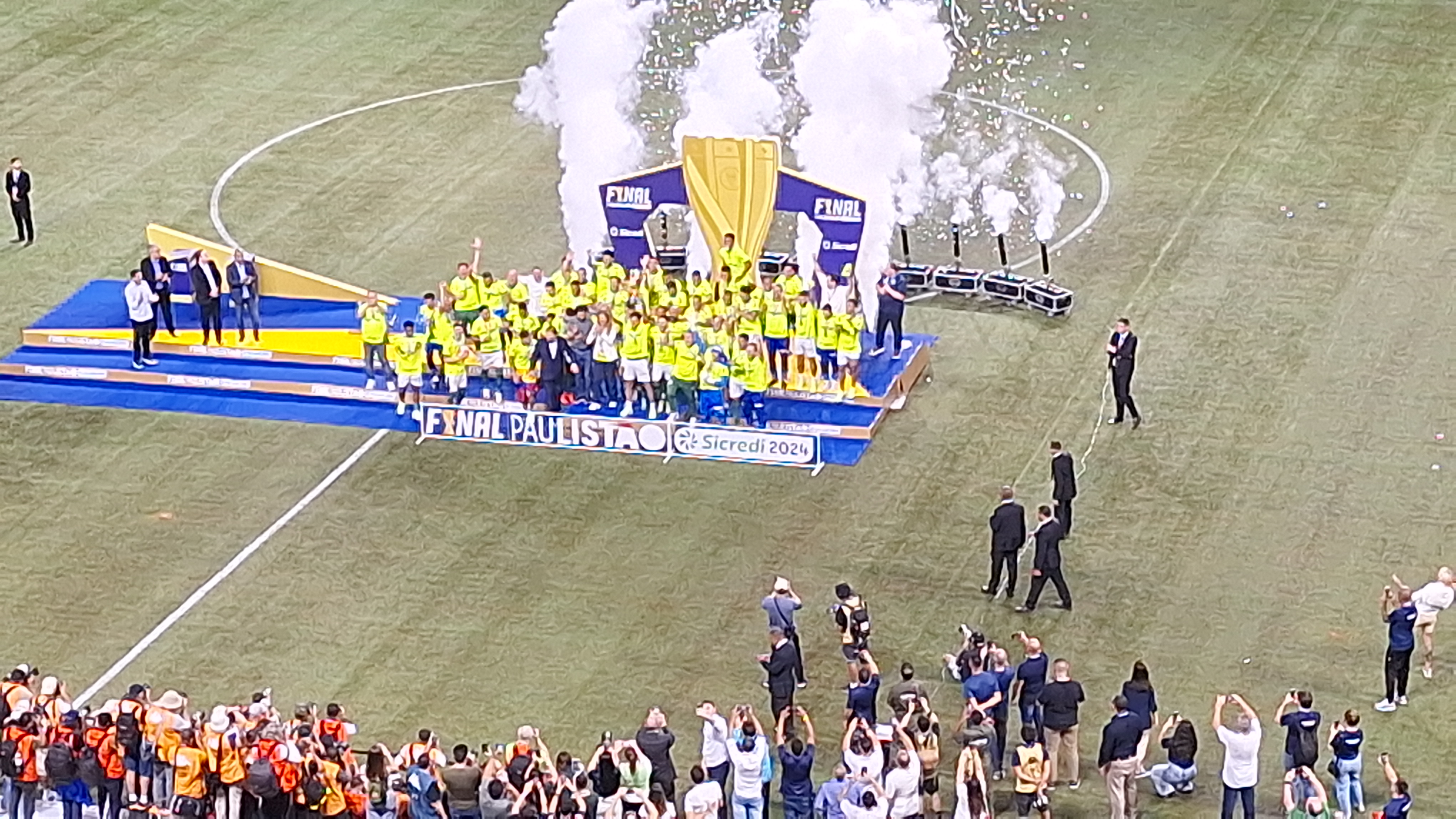
Jogadores do Palmeiras levantam a taça do tricampeonato paulista

Em 2024, durante a maior parte do Campeonato Paulista, Palmeiras e Santos se alternaram na liderança geral de pontos, com o alviverde chegando ao fim da primeira fase na primeira colocação geral.
Como as equipes se mantiveram na disputa, eliminando os adversários nas fases de quarta de final e semifinal, chegaram mais uma vez às finais do campeonato, com o Palmeiras com a vantagem, pela melhor campanha, de fazer o jogo de volta no seu estádio.  
O primeiro jogo foi realizado no dia 31 de março na Vila Belmiro, com o Santos vencendo por 1 a 0 com gol de Romulo Otero dando vantagem à equipe alvinegra.
No dia 7 de abril, no Allianz Parque, houve o segundo jogo decisivo, no qual o Palmeiras, com partida elogiada do atacante Endrick e com gols de Raphael Veiga, de pênalti, e Aníbal Moreno, venceu por 2 a 0. 
Com o resultado, o alviverde reverteu a vantagem do Santos e ficou com o título estadual, o primeiro tricampeonato pela competição desde o conquistado em 1934.

## Publicações e filmes sobre o Palmeiras
Livros, revistas e outras publicações, além de filmes e documentários que retratam a história ou algumas curiosidades do Palmeiras:
Livros
- BETING, Mauro - O dia em que me tornei…palmeirense. São Paulo: Panda Books, 2007.
- BETING, Mauro - Os dez mais do Palmeiras. São Paulo: Maquinária, 2009.
- CAMPOS JÚNIOR, Celso de - O Livro de São Marcos. São Paulo: Editora Realejo, 2011.
- CAMPOS JÚNIOR, Celso de - 1942 - O Palmeiras vai à Guerra. São Paulo: Editora Realejo, 2012.
- DUARTE, Orlando - O alviverde imponente. São Paulo: Companhia Editora Nacional, 2008.
- FERRARI, Osni - Oberdan Cattani, a Muralha Verde. São Paulo. Edição própria, 2004.
- FRANCINE, Soninha - Meu pequeno palmeirense. São Paulo: Editora Belas Letras, 2009.
- GALUPPO, Fernando Razzo - Alma Palestrina. Belo Horizonte: Editora Leitura, 2009.
- GALUPPO, Fernando Razzo - Morre líder, nasce Campeão!. São Paulo: BB Editora, 2012.
- GALUPPO, Fernando Razzo - O Time do Meu Coração: Sociedade Esportiva Palmeiras. Belo Horizonte: Editora Leitura, 2009.
- GALUPPO, Fernando Razzo - Palmeiras Campeão do Mundo 1951. São Paulo: Editora Maquinária, 2011.
- GRECO, César - O Brasil é alviverde inteiro. São Paulo: Editora Baroni&Baroni, 2012.
- HELENA JÚNIOR, Alberto - Palmeiras, a eterna Academia - 2ª Edição. São Paulo: DBA, 2003.
- KLEIN, Marco Aurélio e AUDININO, Sérgio Alfredo - O almanaque do futebol brasileiro. São Paulo: Editora Escala, 1998.
- MAZZIERO DE SOUZA, Kleber - Divino: a vida e a arte de Ademir da Guia. Rio de Janeiro: Editora Gryphus, 2001.
- NAPOLEÃO, Antonio Carlos - Corinthians x Palmeiras: Uma história de rivalidade. São Paulo: Editora Mauad, 2001.
- NASSAR, Luciano Ubirajara - Julinho Botelho, um herói brasileiro. São Paulo: Editora Expressão e Arte, 2010.
- PAULINO, Evair Aparecido, BETING, Mauro e GALUPPO, Fernando Razzo - Sociedade Esportiva Palmeiras 1993 - Fim do Jejum, Início da Lenda!. São Paulo: BB Editora, 2013.
- PRATA, Mário - Palmeiras, um caso de amor. São Paulo: DBA, 2002.
- REBELO, Aldo - Palmeiras X Corinthians 1945: O Jogo Vermelho. São Paulo: Editora Unesp, 2010.
- REIS, Marcos e BETING, Mauro - Nunca fui Santo - O Livro Oficial do Marcos. São Paulo: Universo dos Livros, 2012.
- STORTI, Valmir e FONTENELLE, André - A história do campeonato paulista. São Paulo: Publifolha, 1997.
- TREVISAN, Márcio e BORELLI, Hélvio - Mário Travaglini, da Academia à Democracia. São Paulo: HBG Editora, 2008.
- UNZELTE, Celso Dario e VENDITTI, Mário Sérgio - Almanaque do Palmeiras. Sâo Paulo: Editora Abril, 2004.
- ZIRALDO - O Campeão do Século em Quadrinhos. Sâo Paulo: Editora Globo, 2010.

Revistas
- Série Placar: As maiores torcidas do Brasil - Palmeiras. Editora Abril, 1988.
- Série Placar: Grandes Reportagens de Placar - Palmeiras. Editora Abril, 2001.
- Palmeiras: Sua história, suas glórias. Editora Online, 2004.
- Grandes Clássicos: Corinthians x Palmeiras. Editora Online, 2003.

Filmes
- O Casamento de Romeu e Julieta (2005) - Direção: Bruno Barreto.
- Boleiros - Era uma Vez o Futebol... (1998) - Direção: Ugo Giorgetti.
- O Corintiano (1966) - Direção: Milton Amaral.

Documentários
- Primeiro Tempo (2011) - Direção: Rogério Zagallo.
- Um Craque Chamado Divino (2006) - Direção: Penna Filho.
- Palmeiras - Campeão Copa Toyota Libertadores 99 (1999) - Direção: Flávio José Tirico e Luiz Fernando Santoro.